# Buôn bán động vật hoang dã

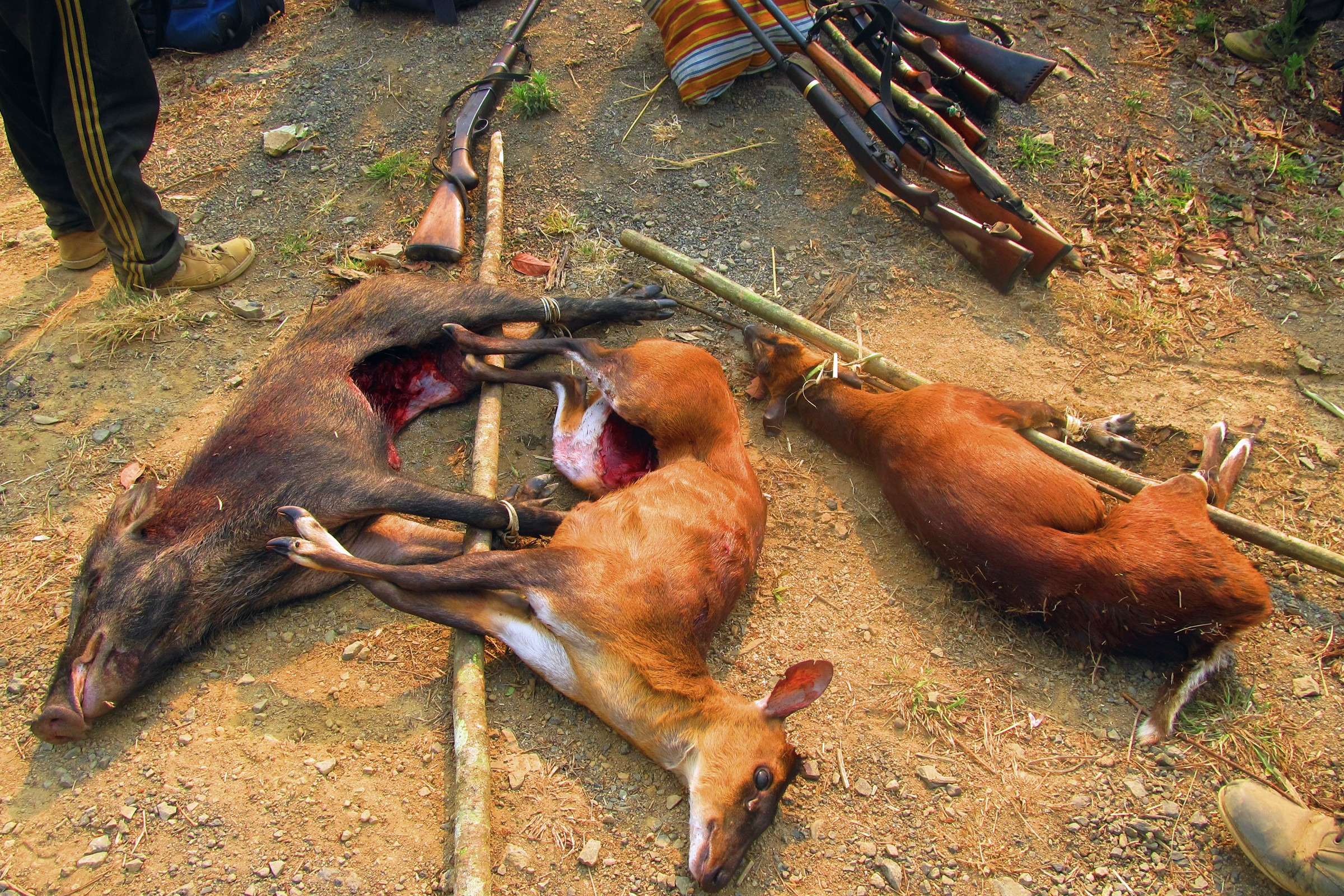
Thịt thú rừng bày bán ở chợ

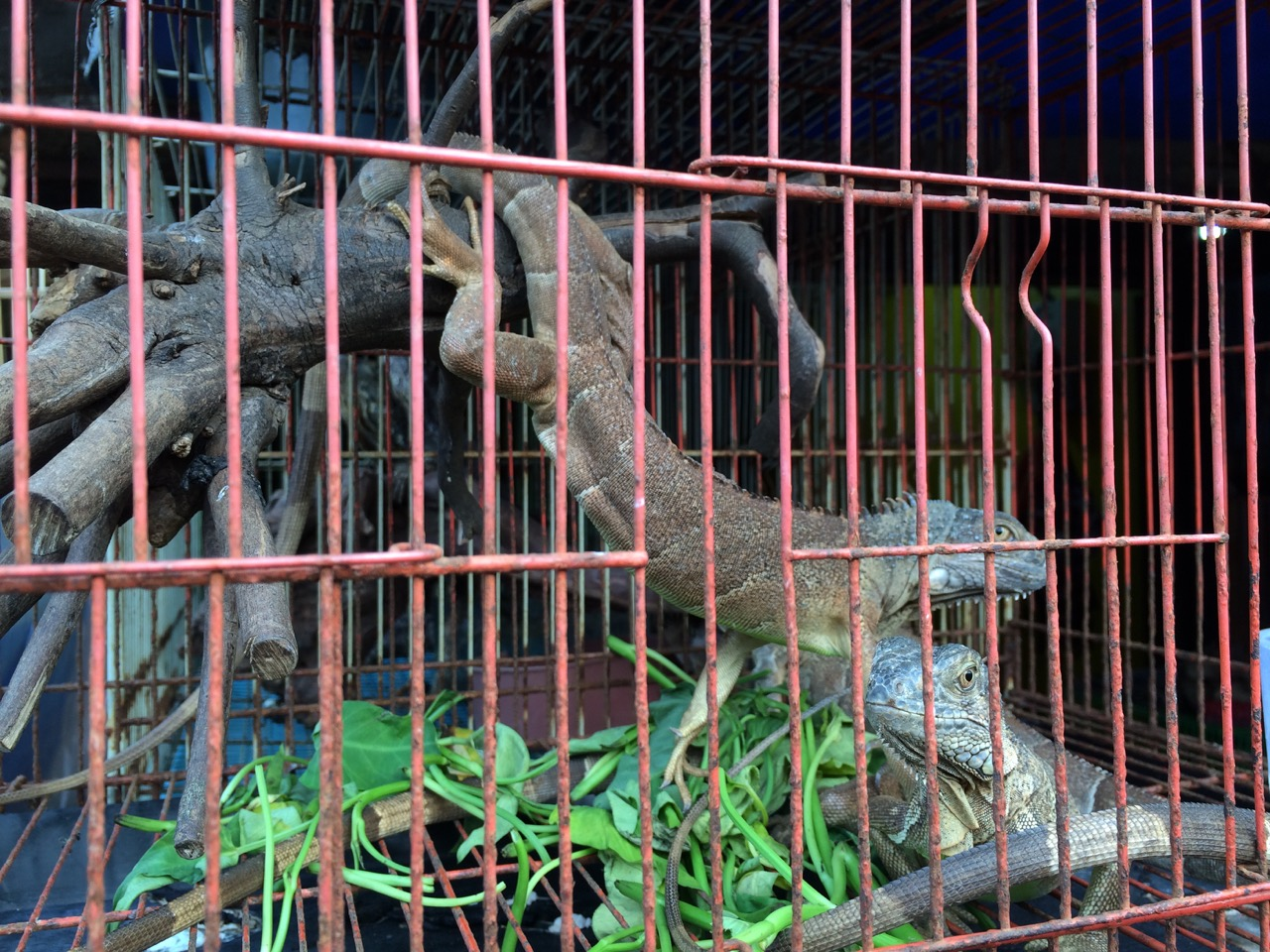
Bày bán công khai cự đà tại chợ Jatinegara

Buôn bán động vật hoang dã trái phép hay buôn lậu động vật hoang dã hoặc còn gọi là nạn buôn bán động vật là các hoạt động có liên quan đến việc thu thập, vận chuyển và phân phối các loài động vật có nguồn gốc từ tự nhiên một cách bất hợp pháp và các thị trường mua bán, tiêu thụ động vật hoang dã và sản phẩm động vật hoang dã trái phép. Buôn bán trái phép động vật hoang dã là sự trao đổi không qua kiểm soát các loài động vật được pháp luật quốc tế và quốc gia có quy định bảo vệ. Buôn lậu động vật hoang dã có thể được thực hiện trên phạm vi quốc tế hoặc trong từng phạm vi của nước, đối tượng là các loài động vật và sản phẩm động vật có nguồn gốc từ môi trường tự nhiên còn gọi là động vật hoang dã hoặc động vật rừng, sinh vật rừng.
Việc buôn bán này liên quan tới các cá thể động vật còn sống hay đã chết, cũng như các sản phẩm có nguồn gốc từ các loài động vật đó như da, các đồ vật bằng da, mai rùa, đồi mồi, san hô. Nó thường liên quan tới tội phạm có tổ chức hoặc các băng đảng có máu mặt, việc buôn bán trái phép động vật hoang dã không chỉ gây phương hại tới phát triển bền vững và an ninh của các nước bị ảnh hưởng mà đây còn là mối đe dọa lớn tới sự tồn vong của hàng triệu động vật trên hành tình này. Theo Liên Hiệp quốc thì hoạt động buôn bán các sản phẩm hoang giã là loại tội phạm sinh lời nhiều thứ tư trên thế giới, sau nạn buôn bán ma túy, người và vũ khí. Ước tính hàng năm thế giới thất thoát 48-153 tỷ USD do nạn buôn bán các sản phẩm hoang dã, gần tương đương với mức viện trợ phát triển chính thức trên toàn cầu hàng năm (135 tỷ USD).
Nguyên nhân chính làm mất sự đa dạng sinh học là thiệt hại về môi trường sống và săn bắt bất hợp pháp, buôn bán động vật hoang dã xuyên quốc tế. Buôn bán trái phép động vật hoang dã đã trở thành một trong những nguyên nhân chính của việc biến mất các loài động vật, sau khi các quần thể này bị suy giảm do săn bắt, buôn bán. Hiện nay, số lượng và quy mô của nhiều quần thể động vật hoang dã đang bị suy giảm trên toàn thế giới. Việc săn bắt và buôn bán động vật hoang dã bất hợp pháp đe dọa sự tồn tại lâu dài của quần thể nhiều loài, trong đó, voi châu Phi, tê giác, hổ và tê tê là những loài trong tâm ngắm. Thiệt hại môi trường sống và săn bắn bất hợp pháp cho buôn bán động vật hoang dã xuyên quốc tế là hai nguyên nhân chính làm mất sự đa dạng sinh học, các vùng hoang dã, động vật hoang dã là tài sản lớn của du lịch sinh thái.
Việc buôn bán động vật hoang dã bất hợp pháp xuất hiện tràn lan và trở thành một trong những hoạt động kinh tế bất hợp pháp lớn nhất, tương đương với lượng thuốc phiện và vũ khí bị buôn lậu Buôn bán động vật hoang dã là vấn đề liên quan đến sự bảo tồn môi trường nghiêm trọng, ảnh hưởng tiêu cực đến khả năng tồn tại của nhiều quần thể động vật hoang dã và là một trong những mối đe dọa lớn đối với sự tồn tại của các loài động vật có xương sống Buôn bán trái phép động vật hoang dã dẫn đến sự xuất hiện và lây lan của các bệnh truyền nhiễm mới ở người, bao gồm cả các loại virus mới xuất hiện.

## Tổng quan
Buôn bán động vật hoang dã được quy định bởi Công ước quốc tế về thương mại quốc tế trong các loài động vật và thực vật hoang dã nguy cấp (CITES), hiện có 183 quốc gia thành viên được gọi là các bên đã tham gia. Buôn lậu động vật hoang dã có nhu cầu toàn cầu ngày càng tăng, người ta ước tính rằng các nước như Hoa Kỳ, Trung Quốc và Liên minh châu Âu (EU), Việt Nam là những nơi có nhu cầu tiêu thụ động vật hoang dã và sản phẩm động vật hoang dã cao nhất. Buôn bán động vật hoang dã bất hợp pháp phổ biến rộng rãi và tạo thành một trong những hoạt động kinh tế bất hợp pháp lớn nhất có thể so sánh với giá trị của việc buôn bán ma túy, buôn người và buôn vũ khí.
Ước tính số tiền thu được từ việc buôn lậu động vật hoang dã có thể thay đổi hoặc trồi sụt, một phần vì bản chất bất hợp pháp của nó dẫn đến việc khó có thể ước tính chính xác, nhưng nhìn chung buôn lậu động vật hoang dã ước tính khoảng 7,8 tỷ đô la đến 10 tỷ đô la một năm, nhưng bản chất bất hợp pháp của các hoạt động đó làm cho việc xác định số tiền liên quan đến cực kỳ khó khăn. Khi được xem xét với hoạt động khai thác gỗ và thủy sản bất hợp pháp, buôn bán động vật hoang dã là một buôn bán trái phép lớn cùng với ma tuý, buôn người và hàng giả là một trong những hoạt động mang lại siêu lợi nhuận.
Buôn bán động vật hoang dã là một vấn đề đặt ra ảnh hưởng nghiêm trong đến việc bảo tồn động vật hoang dã, có tác động tiêu cực đến khả năng tồn tại của nhiều quần thể động vật hoang dã và là một trong những mối đe dọa chính đối với sự tồn tại của các loài động vật có xương sống, việc buôn bán động vật hoang dã là nguyên nhân chính bên cạnh việc săn bắt, phá rừng làm các loài động vật ngày càng đến bên bờ vực tuyệt chủng. EU nhận định các sản phẩm buôn bán động vật hoang dã bất hợp pháp tăng mạnh trong 6 năm qua. Đại sứ Anh tại Việt Nam, ông Giles Lever cho rằng hoạt động bảo vệ động vật hoang dã chưa được kiểm soát tốt trên bình diện toàn cầu.
Đây là vấn đề toàn cầu do nghèo đói, lòng tham và những người muốn khai thác tài nguyên thiên nhiên để trục lợi riêng. Điều này dẫn đến sự gia tăng buôn bán động vật hoang dã cho nên phải theo đuổi một giải pháp toàn cầu. Mục tiêu của con người là tối thiểu hóa chi phí và tối đa hóa lợi nhuận vì thế nên khi nhìn thấy ngà voi và sừng tê giác là những sản phẩm nhận được giá rất cao và được mọi người săn đón thì con người cố gắng khai thác quá mức. Họ cố gắng giết động vật để lấy da, lấy thịt thậm chí là lấy ngà cho suy nghĩ phù phiếm về thuốc chữa bách bệnh. Hàng chục ngàn con voi đã bị giết hại vì ngà. Những con tê giác bị săn trộm để lấy sừng dẫn đến việc tuyệt chủng. Sự suy giảm ngày càng tăng của quần thể động vật hoang dã sẽ có tác động tiêu cực lâu dài đối với cộng đồng địa phương nói riêng và thế giới nói chung. 

## Nguyên nhân

### Nguyên nhân chung

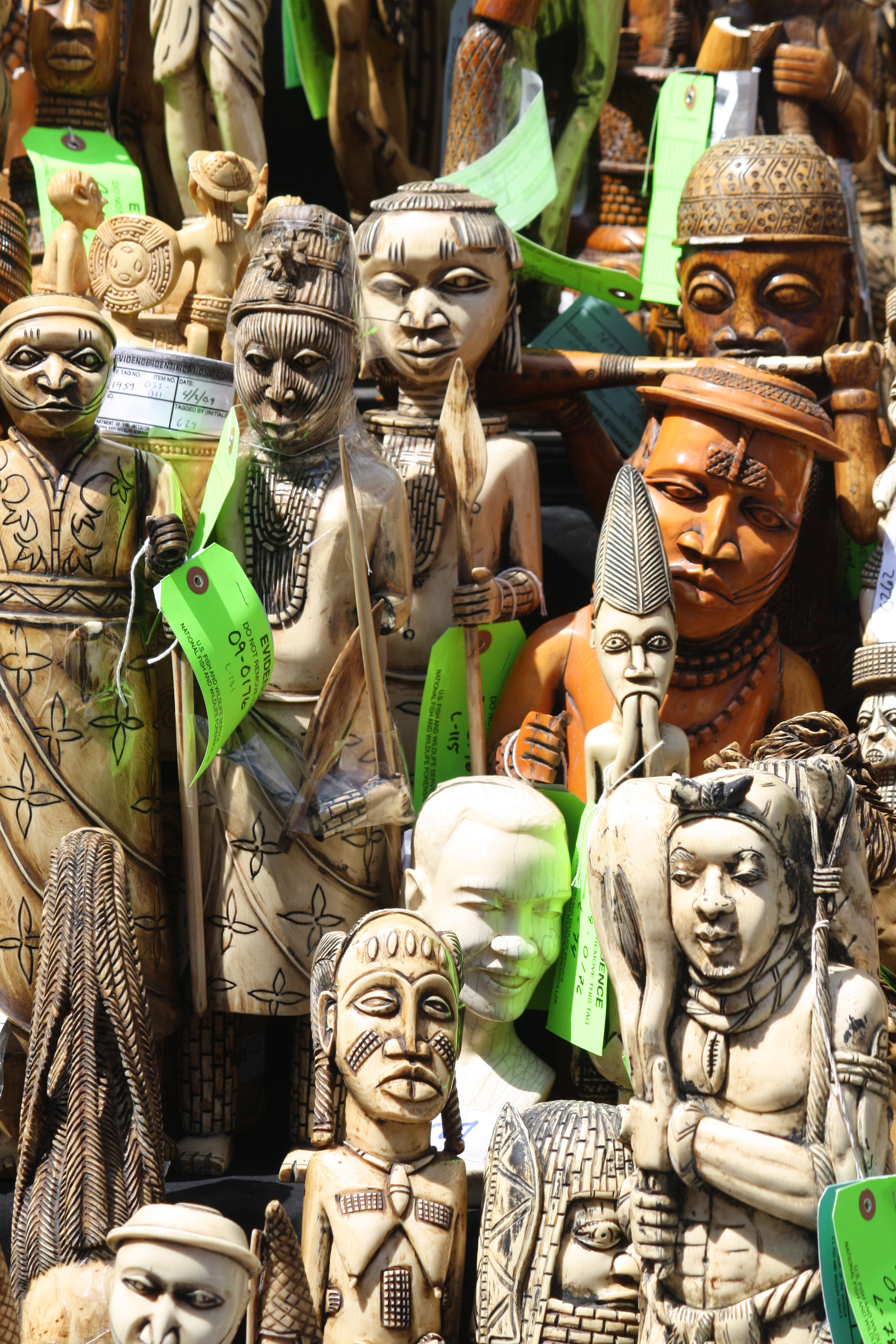
Các sản phẩm tinh xảo từ động vật ở Mỹ

Cốt lõi của nạn buôn bán động vật hoang dã bất hợp pháp là nhu cầu tăng cao và lên chóng mặt cho một loạt các sản phẩm động vật hoang dã trên toàn thế giới: gồm thịt rừng; nguyên dược liệu cho y học cổ truyền Trung Quốc (Đông y); nhu cầu nuôi nhốt động vật, giam giữ, trưng bày những con thú nuôi độc lạ; nhu cầu làm đồ trang sức, nữ trang và các phụ kiện xa xỉ phẩm như sừng, ngà, nanh, vuốt; lấy lông thú hoang để sử dụng từ áo khoác cho đến trang phục truyền thống; và chiến lợi phẩm làm chiến tích săn bắn (Tropphy). Số liệu thống kê hàng năm trên toàn thế giới chỉ ra hoạt động buôn bán động vật hoang đã trái phép mang lại doanh thu từ 7 đến 24 tỷ USD.
Việc buôn bán động vật hoang dã để cung cấp thịt rừng ngày càng nhiều do dân số tăng, con người ngày càng sinh sống lấn sâu vào những vùng miền hoang dã hoặc sinh sống tập trung ở các vùng đệm thiên nhiên, từ đó không khó tránh khỏi việc săn, bắn, mua bán các động vật hoang dã do tăng nhu cầu tiêu thụ và sử dụng, nhiều người phải tăng cường săn bắn để có thịt rừng bán lấy tiền. Hoạt động buôn bán động vật hoang dã cũng ngày càng gia tăng do sự hiện đại hóa các công cụ hỗ trợ ngày càng cao, con người đã sử dụng các công cụ săn bắn, bẫy bắt ngày càng hiệu quả hơn (đánh điện, súng săn, bẫy hiện đại) và các phương cách săn bắn cũng hoàn thiện hơn.
Song song với đó thì khả năng tiếp cận với giới tự nhiên ngày càng được cải thiện như hệ thống đường sá phát triển tạo thuận lợi trong việc trung chuyển, vận chuyển động vật, có những con đường lớn xuyên qua những khu bảo tồn, thuận lợi về vị trí và mạng lưới giao thông, công nghiệp khai thác gổ phát triển, phát quang đi những khu rừng rập rạp và làm người ta dễ dàng tiếp cận chỗ trú ẩn và săn bắt những con thú, cùng với đó là hệ thống chợ búa ngày càng phát triển trong đó bao gồm cả những khu chợ tự phát là nơi kết nối cung cầu giữa người săn bắt và những người có nhu cầu tiêu thụ động vật hoang dã, những loại hình chợ này còn là cửa ngỏ để đưa các loài động vật, sản phẩm động vật ra khỏi quốc gia, xuyên khắp thế giới.
Chợ dược liệu Marche des Feticheurs ở thành phố Lomé của Togo là một quốc gia thuộc Tây Phi là một khu chợ khá rùng rợn, nơi đây là một trong những khu chợ đáng sợ nhất Châu Phi. Kiến thức về y học của những người dân bản địa còn rất lạc hậu, họ chữa bệnh theo kiểu mê tín dị đoan, mách tai, truyền khẩu dẫn đến hoạt động buôn bán ở chợ Marche des Feticheurs đã hoạt động ít nhất 40 năm. Nó đã trở thành một phần đời sống của người dân nơi đây. Những sản phẩm động vật rùng rợn nhưng đối với người dân Togo đây được coi là những dược liệu quý. Việc buôn bán ở chợ dược liệu Marche des Feticheurs đang ngày càng bị siết chặt bởi người dân ở đây thường buôn bán cả những loài động vật quý hiếm, việc xử lý những vụ buôn bán động vật bất hợp pháp diễn ra rất khó khăn bởi khu chợ này. Ở Tây Phi, những khu chợ dược liệu như Marche des Feticheurs khá phổ biến.

Chợ
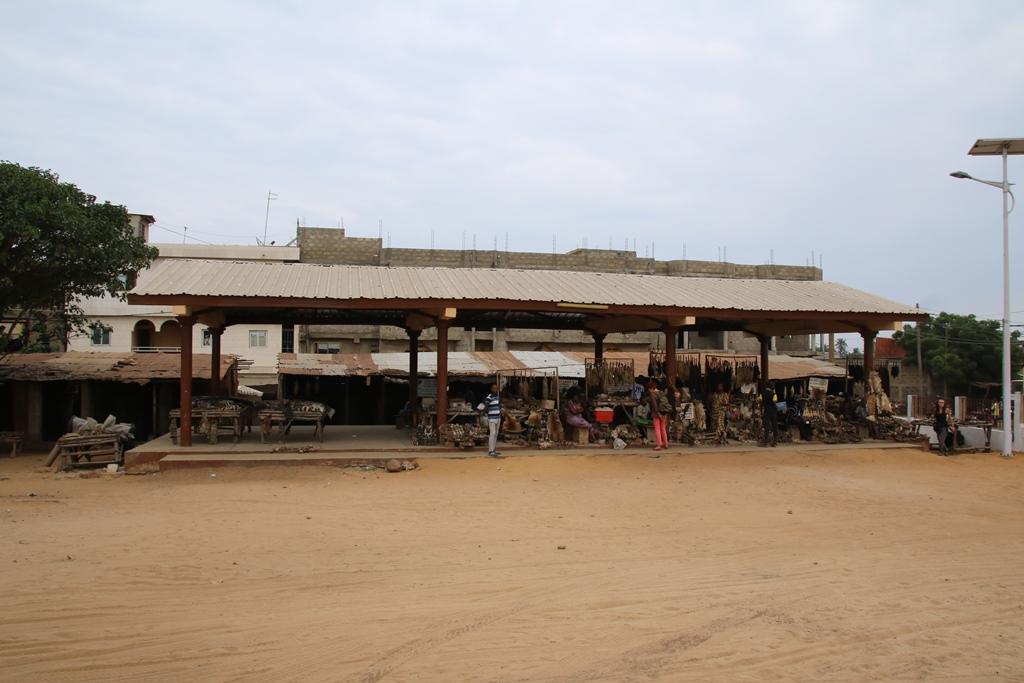
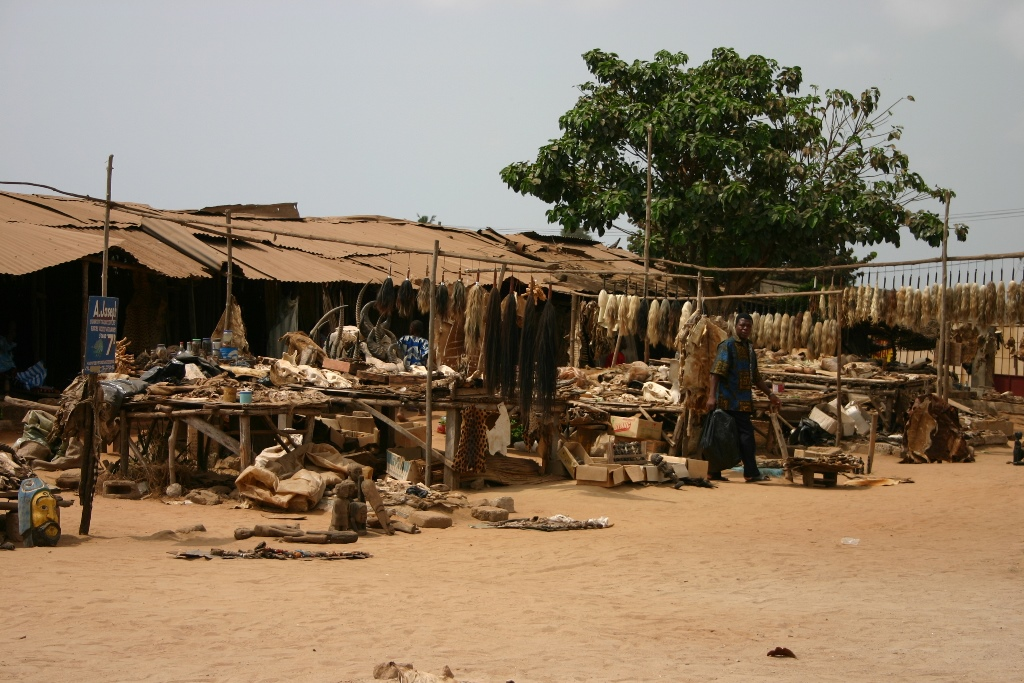
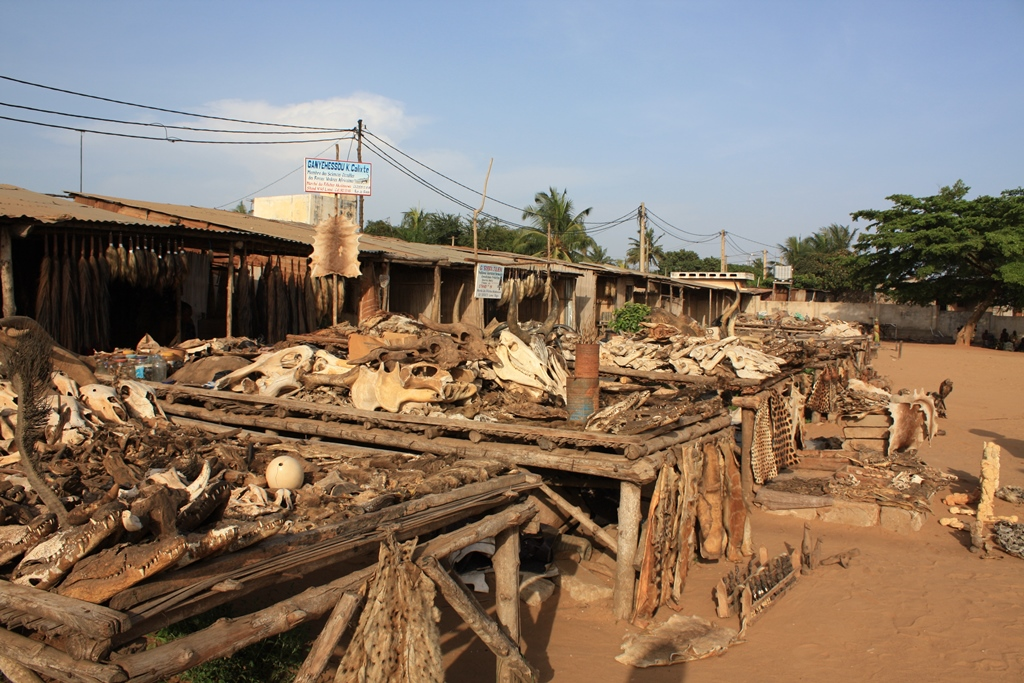
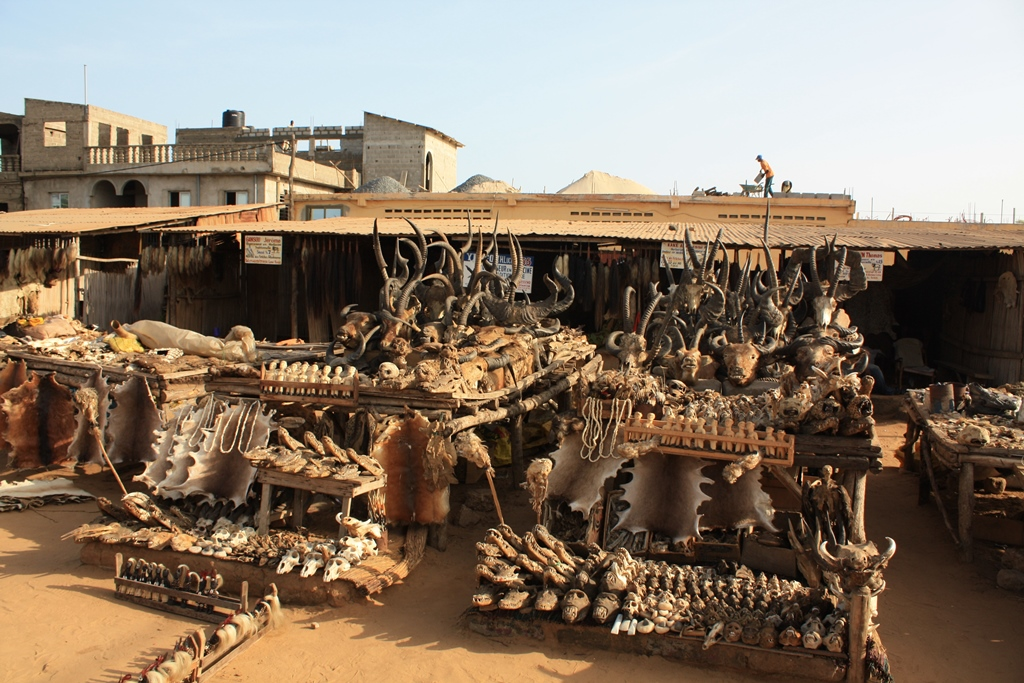
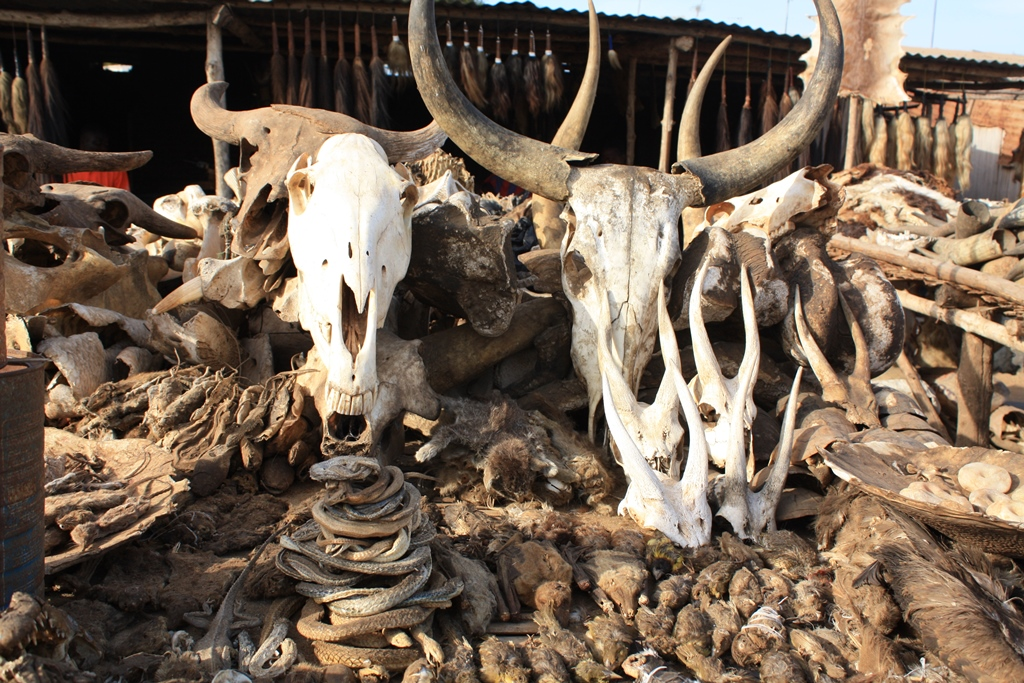
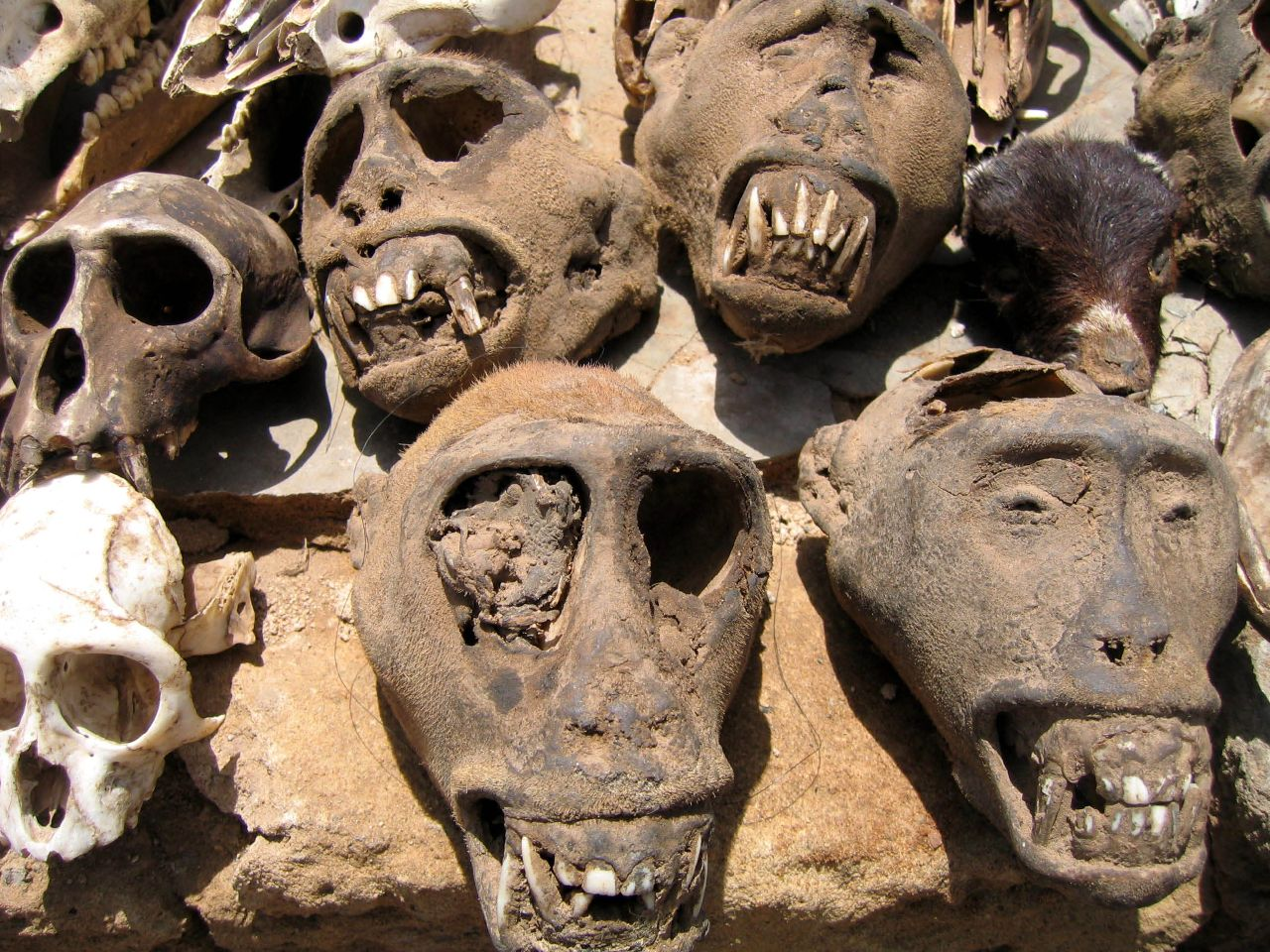
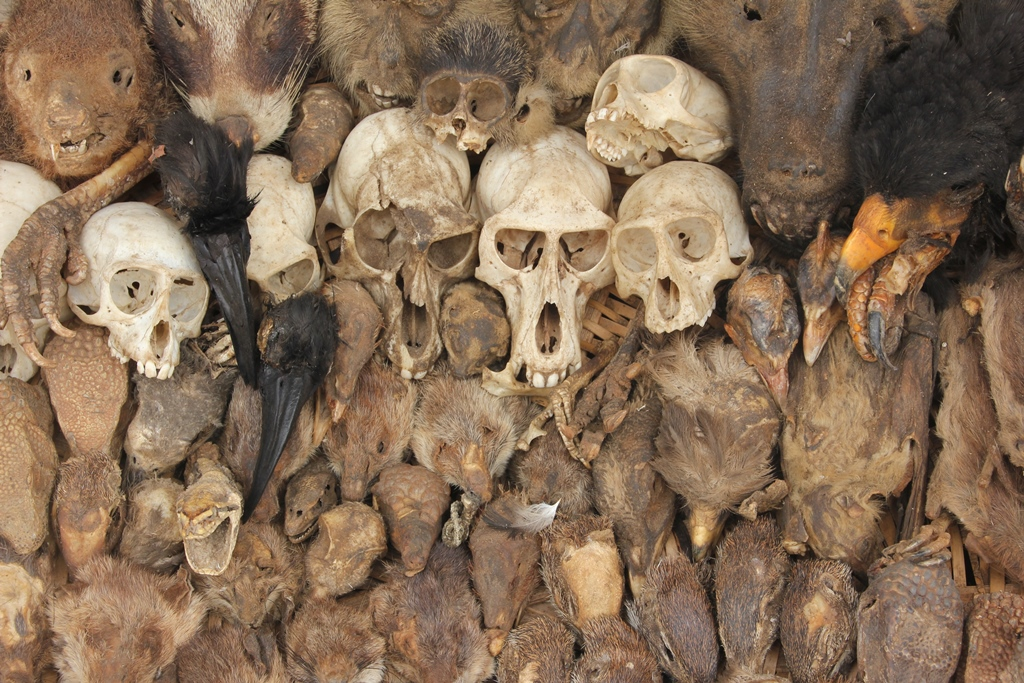
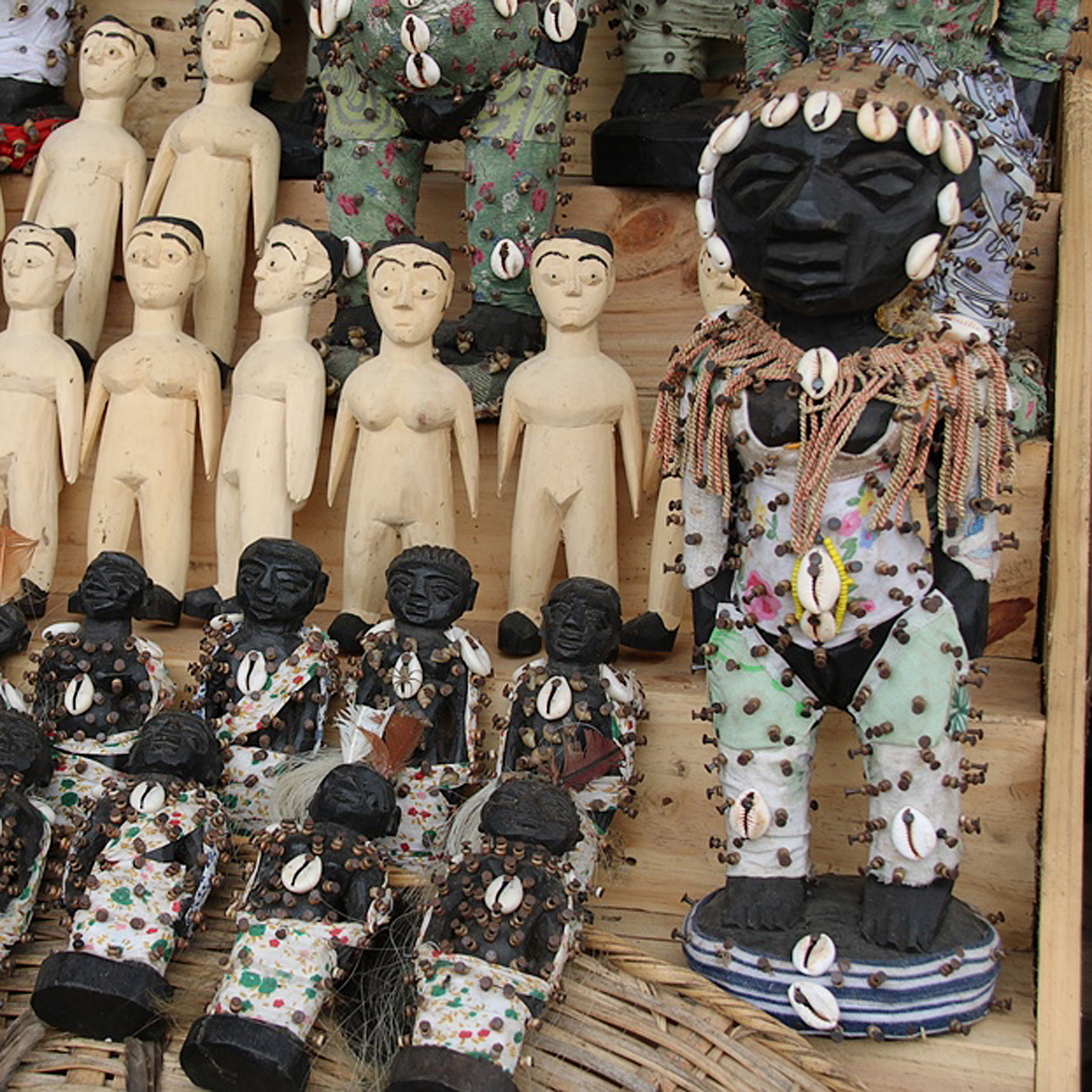
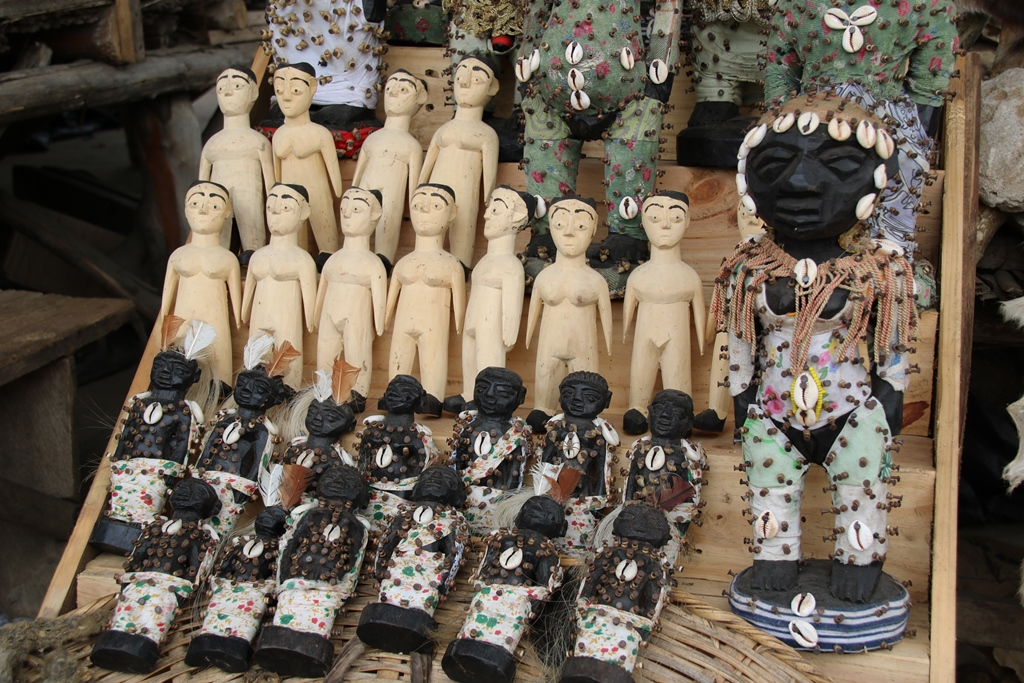

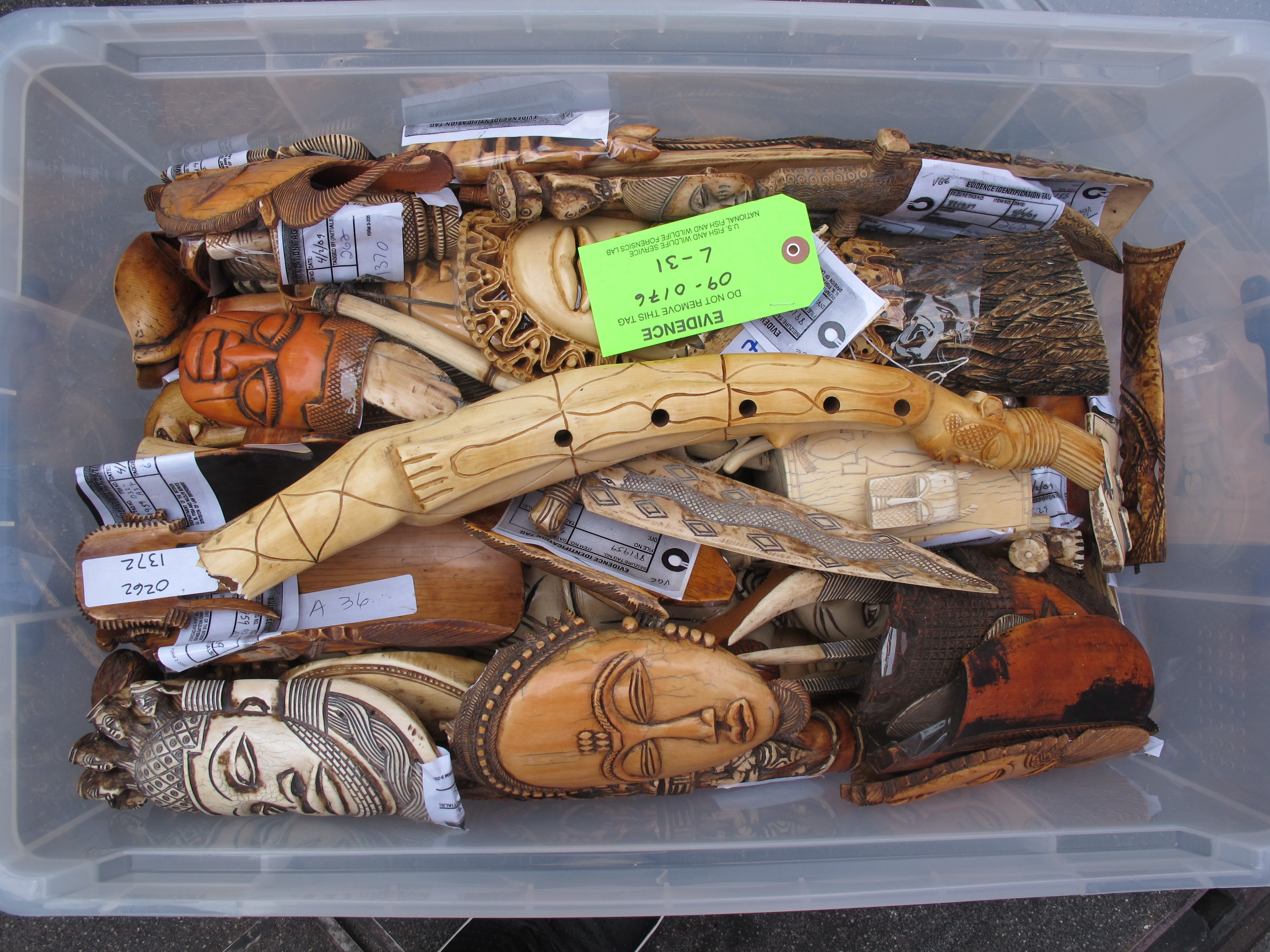
Ngà voi thường được cất giấu khá tinh vi khi thực hiện thủ tục hải quan tại sân bay

Cách thức vận chuyển ngày càng tinh vi, ngà voi bất hợp pháp thường được giấu trong các thùng nhựa đường, trộn lẫn với mùn cưa, giấu trong lóng gỗ khoét rỗng ruột, được đóng kín, chèn thạch cao đặc bên trong, dán kín bằng keo phủ đất bên ngoài để che giấu các mối nối nhằm tránh sự kiểm tra, phát hiện, việc vận chuyển bằng hình thức tạm nhập tái xuất, sử dụng giấy tờ giả, để lẫn các loại động vật hoang dã với nhau hoặc vận chuyển trong xe đông lạnh chở kèm các loại hàng hóa hợp pháp khác, giấu trong các hộp quà lưu niệm, thủ đoạn dụ dỗ nhờ sinh viên, khách du lịch vận chuyển, hoạt động vận chuyển, mua bán động vật hoang dã giữa các cảng hàng không nội địa cũng rất khó lường song lực lượng chuyên ngành ở đây lại chưa đủ khả năng thực thi pháp luật.
Ngoài ra, cuộc chiến chống nạn buôn lậu động vật quý hiếm vẫn gặp rất nhiều khó khăn do lực lượng kiểm lâm, giám sát viên (Warden) và cảnh sát không đủ, hơn nữa họ lại thiếu phương tiện và kiến thức khoa học chuyên môn về lĩnh vực này, những người thực thi pháp luật không phải là các nhà khoa học, một số người trong số họ có thể có chuyên môn, nhưng để biết hết 25.000-30.000 loài bị cấm buôn bán thương mại trên toàn thế giới thì thật khó. Sự thực thi kém hiệu quả cũng do tình trạng uống rượu, đánh bài trong giờ làm việc, một số cán bộ kiểm lâm không thể đảm nhiệm được công việc và trách nhiệm của mình do hậu quả của việc uống rượu trong giờ làm việc, chưa kể một số nơi còn có sự đồng lõa, tiếp tay của lực lượng kiểm lâm cho lâm tặc và những tay săn trộm.

### Nhu cầu thịt rừng

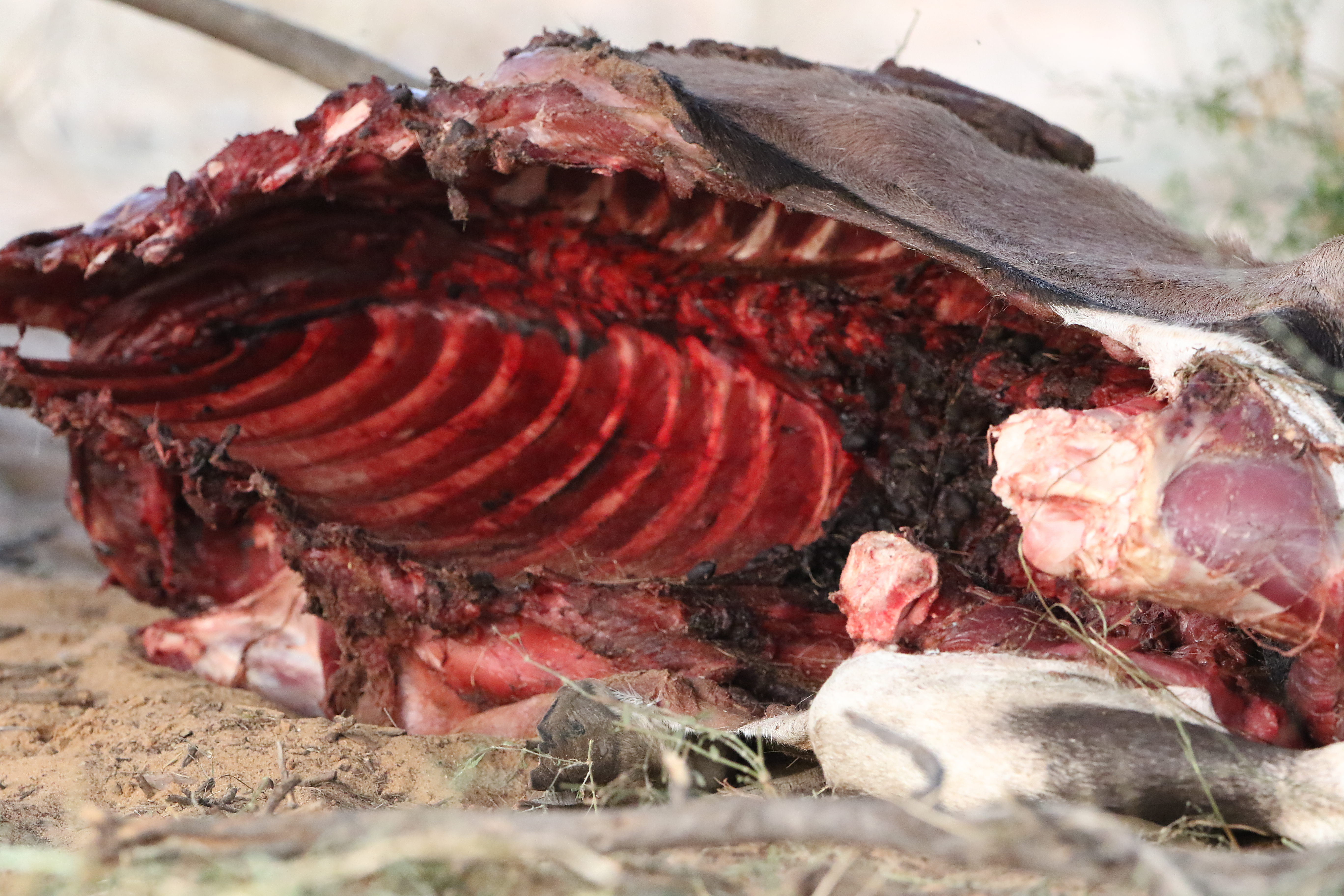
Thịt của một con linh dương rừng

Thịt rừng là nguồn thức ăn, nguồn đạm, chất béo quan trọng cho cộng đồng địa phương bản địa vốn sinh sống dựa vào rừng, do đó việc săn bắt, mua bán thịt rừng có diễn ra ở nhiều vừng gắn liền với rừng, các loại thịt rừng chủ yếu như thịt nai, thịt rắn, thịt nhím, dúi và cả thịt voi. Ở nhiều nơi thuộc châu Phi, nhu cầu chính về động vật hoang dã bất hợp pháp xuất phát từ việc tiêu thụ thịt rừng. Động vật hoang dã được ưa thích như là một nguồn protein và những loài linh trưởng, nhất là khỉ được coi là một món ăn ngon. Người ta tin rằng có tới 40.000 con khỉ bị giết và cuối cùng tiêu thụ mỗi năm ở châu Phi thông qua việc buôn lậu. Nhiều loài linh trưởng bị giết bởi những thợ săn rừng địa phương, những người cung cấp cho các thị trường chợ đen trên khắp châu Phi, châu Âu và Hoa Kỳ.
Thịt rừng từ động vật hoang dã dùng để bồi bổ, duy trì sức khỏe và kéo dài tuổi thọ do chúng có nhiều chủng loại phong phú, nhiều quan niệm dân gian rằng các loài thú rừng tức động vật hoang dã nói chung thì sinh sống trong rừng sâu, ăn lá thuốc quý, uống nước suối nguồn sạch như vật thịt chúng rất bổ dưỡng và hương vị thơm ngon. Theo nghiên cứu của Trung tâm Giáo dục Thiên nhiên Việt Nam (ENV) năm 2013, trung bình cứ 10 cơ sở nhà hàng thì có đến 2 cơ sở buôn bán thịt động vật hoang dã như những quán quảng cáo kiểu như "hương rừng". Ngoài ra, do lượng khách đi du lịch hàng năm lớn nên tiềm ẩn nhiều nguy cơ tiếp tay cho hành vi này, khi du khách đòi hỏi những món ăn đặc sản hoặc mua các món đồ làm từ động vật hoang dã, các doanh nghiệp du lịch cần tuyên truyền, thuyết phục để du khách thay đổi hành vi của họ. 

### Đồ trang trí

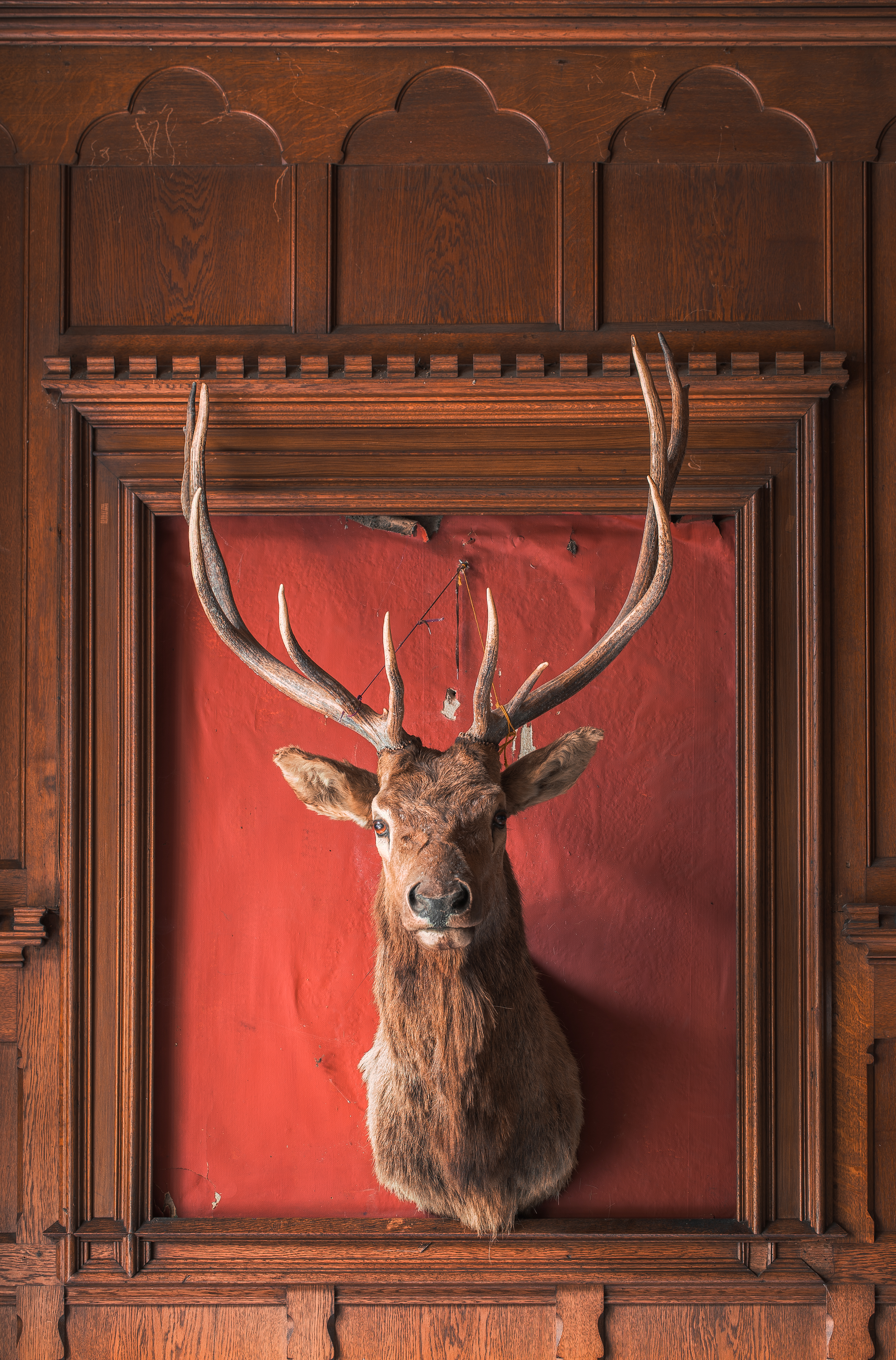
Một chiến tích săn bắn

Ngoại trừ thịt rừng vốn được sử dụng như một nguồn thức ăn cung cấp đạm (protein) chính yếu của một số nền văn hóa và các sắc dân như đã nêu, tất cả những việc sử dụng động vật hoang dã bất hợp pháp này là nhu cầu háo danh, khoe của, khoe mẽ, của con người, được thúc đẩy bởi mong muốn được thể hiện là người giàu có, đại gia, thể thiện sự phiêu lưu hoặc thành công hơn những người khác. Nhiều sản phẩm động vật được dùng trưng bày, đồ trang trí, lưu niệm. Tại Trung Quốc, nhu cầu tiêu thụ ngà voi chủ yếu đến từ tầng lớp trung lưu và thượng lưu ngày càng tăng, đồ chạm khắc, đũa, trang sức bằng ngà voi được xem như một cách thể hiện sự giàu có. Phần lớn động vật hoang dã săn bắt lậu ở châu Phi được bán sang Đông Nam Á để tiêu thụ hoặc trang trí.
Các sản phẩm mau bán được yêu cầu bởi ngành thương mại động vật bao gồm nguồn cung ứng các loài thú nuôi độc lạ, nguồn thực phẩm, nguyên liệu cho y học cổ truyền, dùng làm quần áo, trang phục, thuộc da và đồ trang sức làm từ ngà, vây (vi), da, vỏ, vảy, mai, lông, sừng, móng, nanh, vuốt và các cơ quan nội tạng. Nó có thể liên quan đến việc buôn bán các cá thể sống hoặc chết, các mô như da, xương hoặc thịt hoặc các sản phẩm cụ thể khác. Những sản phẩm này khi kết hợp với đồ nội thất khác sẽ hợp gu với những người sành điệu, nhiều tiền của, chẳng hạn như ở châu Phi người ta ưa chuộng lấy bàn tay của khỉ đột làm cái gạt tàn, ví dụ như con khỉ đột Digit của Dian Fossey nuôi đã bị bắt trộm và chặt đầu và hai bàn tay bị lấy để làm gạt tàn.

### Sở thích nuôi thú
Thú cưng độc lạ là động vật được người tiêu dùng mong muốn vì chúng khá hiếm hoặc đơn giản là không dễ dàng có được trong khu vực của chủ sở hữu, nhiều người có sở thích chơi sinh vật cảnh ở nhiều quốc gia mà không có những loài động vật hoang dã ở quốc gia, khu vực mình sinh sống do đó đòi hỏi nhu cầu kết nối cung cầu trong việc mua bán các loài thú hoang dã. Chương trình truyền hình và phim về động vật có thể làm cho một số động vật nổi tiếng và tạo ra thị hiếu, ham muốn sở hữu của người tiêu dùng. Trong khi nhiều loài động vật này có thể lấy từ các nguồn hợp pháp, nhiều động vật được bắt giữ từ môi trường tự nhiên của chúng, được buôn lậu qua biên giới quốc gia, những ví dụ về thú nuôi độc là này như những loài vật nuôi trong gia đình hoặc động vật hoang dã trong những gánh xiếc bên đường hoặc các tụ điểm buôn bán trái phép di động.
Loài bò sát, như những con rồng vảy (Pogona) và những con tắc kè, và các loài chim, như vẹt đỏ đuôi dài và những con chim ưng chiếm phần lớn nhất các loài động vật bị bắt và rao bán. Động vật có vú độc lạ bao gồm lười ba ngón, loài sóc bay Úc (sugar gliders), chó đồng cỏ, nhím kiểng (hedgehogs) và các loài động vật khác được giữ làm vật nuôi. Hổ là một vật nuôi phổ biến, ước tính khoảng 5.000 đến 7.000 con hổ được lưu giữ tại Hoa Kỳ chỉ tính trong năm 2013, chưa kể nhiều quốc gia khác. Phạm vi của các số lượng ước tính này là do một phần, do thiếu báo cáo bắt buộc ở một số khu vực. Để so sánh, ít hơn 400 con mèo lớn này nằm trong các vườn thú của Hoa Kỳ được công nhận và 3.200 cá thể sống trong tự nhiên. Cá nhiệt đới, những loài linh trưởng không phải loài người và các động vật khác cũng là một phần của việc buôn bán thú cưng bất hợp pháp.

### Dược liệu Đông y

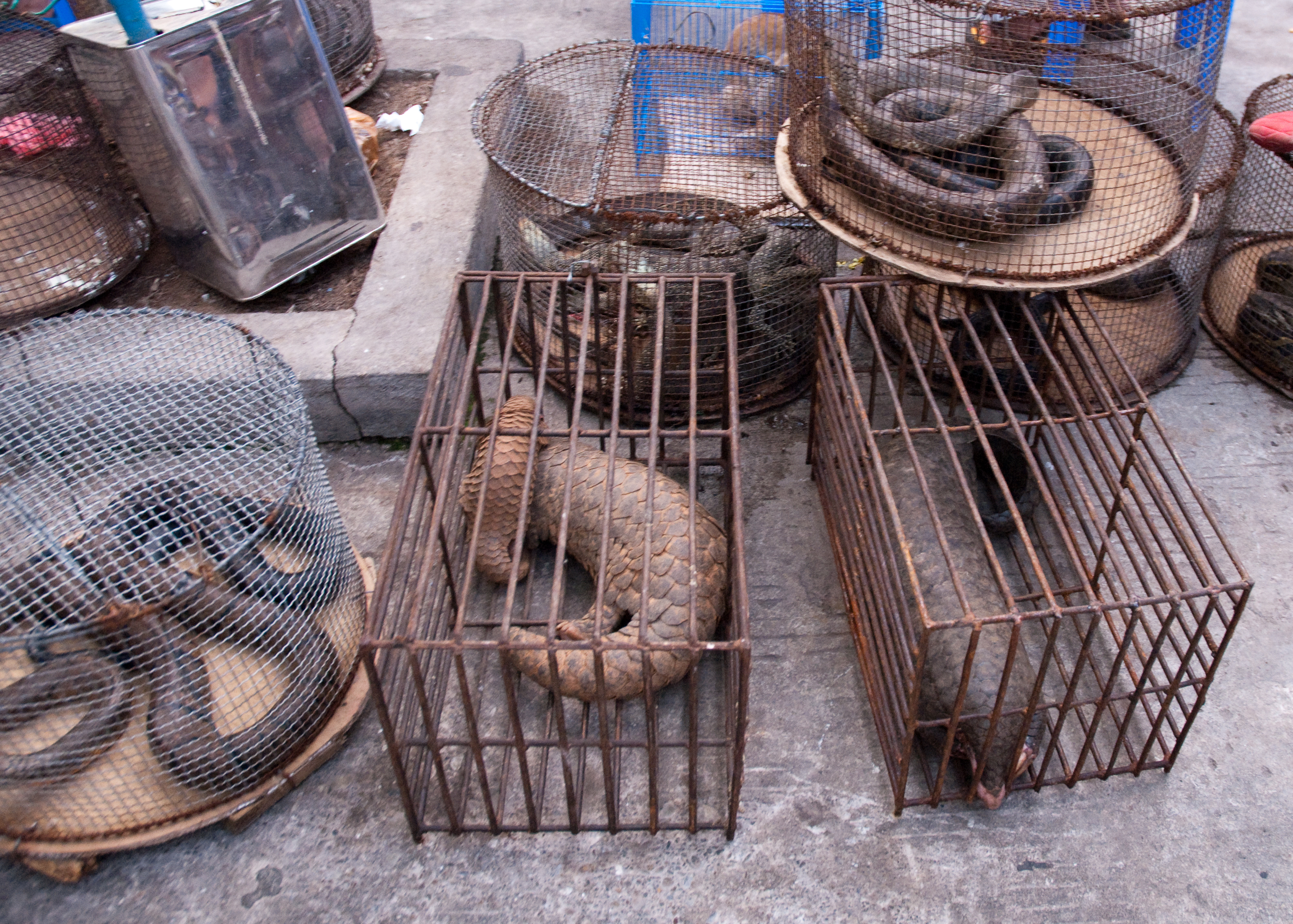
Sản phẩm động vật được bày bán tại Miến Điện để cung ứng cho thuốc đông y

Phần lớn nhu cầu về sừng tê giác, xương hổ và các sản phẩm động vật khác phát sinh từ những quan niệm trong y học cổ truyền Trung Quốc, sử dụng các thành phần này để điều trị các chứng bệnh sốt, bệnh gút và các bệnh khác và các công năng về cải thiện trong vấn đề sinh hoạt tình dục, bổ thận, tráng dương, tăng cường sinh lực, cải thiện chuyện quan hệ tình dục theo quan niệm "ăn gì bổ nấy". Các loại thuốc truyền thống của Trung Quốc được bào chế và tiêu thụ bởi hàng trăm triệu người. Nhiều người trong số các loại thuốc truyền thống Trung Quốc không chữa được bất cứ điều gì, mặc dù nhu cầu cho họ tiếp tục mở rộng rất nhiều và gây tổn hại cho động vật hoang dã.
Sừng tê giác bị săn lùng vì được đồn đại là có các tác dụng tốt cho sức khỏe và có khả năng chống lại chất gây ung thư. Các tổ chức xuyên quốc gia buôn lậu sừng tê giác chủ yếu tiêu thụ ở châu Á. Sản phẩm vảy tê tê có nguồn gốc châu Á, được cho là chữa được nhiều bệnh trong y học cổ truyền Trung Quốc, một số nơi có quan điểm cho rằng, thực phẩm được chế biến từ tê tê rất có lợi cho phụ nữ nuôi con nhỏ. mai rùa, vi cá mập cũng được xem là dược liệu quý. Tuy nhiên, khi sử dụng sừng tê giác và vảy tê tê, thực chất là người ta cũng chỉ tiêu thụ keratin (chất sừng), giống như ăn móng tay và tóc người.
Tắc kè là một trong những loài động vật bị bắt nhiều nhất để ngâm rượu (rượu tắc kè) hoặc phơi khô để dùng chữa bệnh. Trong mùa sinh sản, chim bìm bịp con đang ra ràng cũng bị bắt ngâm rượu để làm thuốc, đến các loài rắn, đặc biệt là hổ mang và hổ mang chúa. Thực tế cho thấy không hề có cơ sở gì chứng minh rằng việc ăn thú rừng, vảy tê tê, sừng tê giác hay uống rượu ngâm động vật hoang dã là tốt cho sức khỏe mà việc buôn bán động vật hoang dã, sử dụng động vật hoang dã làm thức ăn hoặc làm thuốc tiềm ẩn nguy cơ lớn về sức khỏe do các bệnh lây truyền từ động vật sang người. Rắn hổ chúa, loài rắn khổng lồ trong sách đỏ do pháp luật cấm buôn bán, sở hữu loài rắn này nên phải nuôi một cách bí mật, buôn bán bí mật và bán sang sang Trung Quốc hoặc chuyên thu mua rắn ở xã và ở những vùng khác để xuất sang Trung Quốc. Rắn chúa đắt nên 95% xuất sang Trung Quốc. Người Trung Quốc mê ăn rắn, nhất là rắn chúa vì xơi rắn bổ "rắn" nên số rắn được xuất đi Trung Quốc và sẽ mang lại hàng tỉ đồng.
Nhiều người sẵn sàng bỏ tiền để dùng cao hổ cốt một loại dược liệu dạng cao đắt tiền làm từ xương hổ để cải thiện lưu thông khí huyết, điều trị viêm khớp, và tăng cường sức khỏe cơ thể, nói chung, việc bán xương hổ và các sản phẩm làm từ chúng là một ví dụ về sự nhầm lẫn có thể tồn tại về công dụng thật sự của cao hổ cốt. Việc bán xương hổ đã bị cấm ở Trung Quốc vào năm 1993, tuy nhiên, một chương trình thí điểm, được thành lập năm 2005, cho phép sử dụng xương cho những con hổ nuôi nhốt. Điều này có thể tạo ra một sự ngộ nhận trong tâm trí của người mua về việc liệu xương có được hợp pháp hay không. Bất kể, rượu hổ không thể được bán hợp pháp ở Trung Quốc, mặc dù quảng cáo cho nó chạy trên kênh truyền hình nhà nước vào năm 2011 và nhà báo tham dự một cuộc đấu giá nơi rượu huyết hổ được chào bán.

### Mạng xã hội
Internet đã làm biến đổi kinh tế toàn cầu, và cùng với đó hoạt động kinh doanh động vật hoang dã phi pháp cũng biến đổi. Từ những món đồ bằng ngà voi, áo khoác da báo cho đến rùa quý hiếm và gấu, thị trường buôn bán động vật hoang dã nguy cấp trên mạng Internet đang bùng nổ. Các trang mạng xã hội dần trở thành chợ đen của những người buôn bán động vật hoang dã. Dù có tuyên truyền, giáo dục, kêu gọi bảo tồn, tuy nhiên trên các trang mạng xã hội, diễn đàn lại là nơi diễn ra công khai việc rao bán động vật quý hiếm. Tại Việt Nam, hoạt động buôn bán trực tuyến động vật hoang dã bất hợp pháp nay diễn ra nhiều hơn trên mạng xã hội.
Những người lắm tiền nhiều của thường có những thú chơi quái gở, người thì thích chơi rắn, kẻ thì thích nuôi thú hoang dã trong nhà, muốn thể hiện đẳng cấp, và độ độc lạ. Từ những nhu cầu này, rất nhiều con buôn động vật hoang dã lợi dụng sức lan tỏa của các trang mạng xã hội để làm nơi quảng cáo, buôn bán, mạng ảo xã hội đã tiếp tay cho việc mua bán động vật hoang dã. Trước đây những hành vi vi phạm pháp luật về mua bán động vật hoang dã diễn ra khá lén lút, người mua và người bán cũng đều phải hết sức cảnh giác thì nay việc mua bán trở nên dễ dàng và rất công khai rao bán trên mạng.
Theo kết quả điều tra của Quỹ quốc tế bảo vệ động vật (IFAW) đã rà soát trên Internet ở 4 quốc gia gồm Nga, Pháp, Đức và Anh để tìm các trang quảng cáo rao bán động vật có nguy cơ bị tuyệt chủng. Kết quả thu được hơn 11.770 sản phẩm có nguồn gốc từ động vật hoang dã hoặc các cá thể động vật hoang dã được rao bán trên 5.381 mẫu quảng cáo của 106 trang web và mạng xã hội. Trong đó, hơn 4/5 sản phẩm có nguồn gốc từ những con vật còn sống bao gồm rùa sông và rùa biển (45%), chim (24%) và động vật có vú (5%). Trên thị trường chợ đen còn xuất hiện các loại động vật lớp bò sát quý hiếm như rắn, thằn lằn, cá sấu châu Mỹ. Trong khi đó, thị trường buôn bán động vật có vú khá đa dạng, từ sừng tê giác, lông báo, chân voi đến một đàn thú gồm các loài quý hiếm bị bẫy ở những nơi hoang dã hoặc được nuôi nhốt và có đến 80-90% giao dịch nói trên là phi pháp.
TRAFFIC chỉ ra rằng nỗ lực ngăn chặn tệ nạn này tại Việt Nam nên tập trung vào các trang web có tên miền là .com và mạng xã hội. Qua khảo sát 13 website có đuôi .vn, với từ khóa tìm kiếm là các sản phẩm từ voi, báo, tê tê, tê giác, và hổ thì có 30% quảng cáo cho các sản phẩm từ các động vật hoang dã dễ bị tổn thương, có 14 quảng cáo giới thiệu hơn 1.000 sản phẩm động vật hoang dã. Nhiều sản phẩm được quảng cáo làm từ ngà voi và từ các bộ phận của hổ. Phát hiện 1.100 sản phẩm từ hổ được rao trong 187 quảng cáo từ 85 người bán tại 4 website thương mại điện tử và 2 trang mạng xã hội trong khoảng thời gian 25 ngày, điều này cho thấy ở Việt Nam việc sử dụng mạng xã hội để kết nối cung cầu buôn bán động vật hoang dã là đáng báo động.
Thông qua cả thị trường Web chìm-deep web (được bảo vệ bằng mật khẩu, được mã hóa) và dark web (trình duyệt cổng thông tin đặc biệt), người tham gia có thể mua bán và giao dịch các vật bất hợp pháp, bao gồm cả sinh vật hoang dã. Tuy nhiên số lượng hoạt động vẫn không đáng kể so với số lượng trên web mở hoặc web bề mặt. Như đã nêu trong một cuộc kiểm tra các từ khóa của công cụ tìm kiếm liên quan đến buôn bán động vật hoang dã trong một bài báo được xuất bản bởi Conservation Biology, "Mức độ hoạt động không đáng kể liên quan đến buôn bán trái phép động vật hoang dã trên web đen so với hoạt động buôn bán công khai và ngày càng tăng trên giao diện có thể cho thấy sự thực thi thiếu thành công đối với việc buôn bán trái phép động vật hoang dã trên mạng bề ngoài.". Một nghiên cứu được thực hiện bởi Quỹ Quốc tế về Phúc lợi Động vật (Ifaw) vào năm 2018 cho thấy việc mua bán trực tuyến động vật hoang dã nguy cấp (nằm trong danh sách của Công ước toàn cầu về buôn bán quốc tế các loài nguy cấp) đã lan tràn khắp châu Âu. Ngà voi chiếm gần 20% các mặt hàng được cung cấp

## Ảnh hưởng
Tác động của việc mua bán động vật hoang dã ảnh hưởng tới nhiều khía cạnh và góc độ, trước hết nó sẽ làm suy giảm nguồn protein cho cộng đồng nghèo ở vùng sâu vùng xa phụ thuộc vào động vật hoang dã cho nhu cầu tự cung tự cấp vì khi thú rừng đã bị bắt sạch thì những người dân bản địa, các bộ tộc, bộ lạc trong rừng sâu sống dựa vào nguồn thịt rừng sẽ không còn cái ăn. Nạn buôn bán động vật hoang dã còn là sự thách thức pháp luật và các nỗ lực của quốc gia, và cộng đồng quốc tế, từng bước phá hủy các di sản và nguồn lợi quốc gia.
Nó sẽ gia tăng áp lực lên công tác bảo vệ thiên nhiên và đa dạng sinh học, gây áp lực dữ dội lên các khu bảo tồn thiên nhiên và áp lực lên quần thể của các loài động vật bản địa đang được bảo vệ. Sinh cảnh tự nhiên của các loài bị suy giảm và chia cắt, giảm mật độ cá thể của hầu hết các loài dẩn đến nhiều loài bị biến mất hoặc trở thành rất hiếm, nó sẽ tạo ra gánh nặng cho thế hệ sau trong việc phục hồi các hệ sinh thái, những thiên đường đã mất, phục hồi quần thể các loài, xử lý các hậu quả của việc phá hủy thiên nhiên phải chi trả các khoản nợ phát triển. 

### Về kinh tế
Buôn bán động vật hoang dã là guồn thu nhập quan trọng cho các thợ săn, đó cũng là lợi nhuận lớn cho các chủ buôn do sự gia tăng đột biết về nhu cầu nuôi như song song đó nó sẽ góp phần làm thiếu các cơ hội việc làm và tạo thu nhập, đói nghèo, mất đất của những người còn lại. Buôn lậu động vật hoang dã đem lại các khoản thu nhập bất hợp pháp cho các tổ chức, cá nhân tội phạm nhưng nó đã gây thiệt hại cho nền kinh tế của các quốc gia bao gồm chi phí để bảo tồn, bảo vệ, ngăn chặn việc săn bắt, buôn bán tại quốc gia nơi nó diễn ra, việc bắt và buôn bán, khai thác sạch các loài động vật quý hiếm khiến hệ sinh thái trơ trọi và không còn sức sống, sự quyến rũ, từ đó ảnh hưởng đến ngành du lịch thông qua việc các cơ hội du lịch và phát triển các dịch vụ du lịch bị mất đi do đối tượng du lịch không còn.
Thu nhập từ các hoạt động buôn bán động vật hoang dã ở vào khoảng 91 đến 258 tỷ USD/năm. Chợ đen cho các sản phẩm này là một trong những thị trường sinh lợi lớn nhất, động vật hoang dã đang trở thành món hàng cấm hái ra tiền chỉ sau ma túy và vũ khí.Số liệu năm 2016 cho thấy, giá trị thị trường của hoạt động buôn bán động vật hoang dã toàn cầu ước tính ít nhất 5 tỉ USD và có thể lên đến 20 tỉ USD mỗi năm. Thị trường buôn bán động vật hoang dã mang lại khoản lợi nhuận lớn cho các băng đảng tội phạm, lên tới 23 tỷ USD/năm. Buôn bán động vật có thể gặt hái được lợi nhuận đáng kể như một con rùa Ploughshare (Astrochelys yniphora) duy nhất từ Magagascar (chỉ có 400 ước tính còn lại trong tự nhiên) có thể bán thu được 24.000 đô la Mỹ.
Các nghiên cứu ước tính rằng, các vụ tịch thu buôn bán mỗi năm hàng ngàn tấn động vật hoang dã bất hợp pháp chỉ chiếm khoảng 20% trở xuống con số thực tế. Riêng tổng doanh thu hàng năm từ buôn bán động vật hoang dã trái phép ở Việt Nam khoảng 66,5 triệu USD. Chính lợi nhuận khổng lồ này đã khiến cho việc chống lại các hoạt động buôn bán bất hợp pháp các động vật hoang dã nguy cấp ở Việt Nam trở nên phức tạp. Mỗi năm hàng ngàn tấn động vật hoang dã và hàng trăm ngàn cá thể bị tiêu thụ trong nước hoặc buôn lậu ra nước ngoài, nếu trót lọt một chuyến hàng động vật hoang dã ra các tỉnh biên giới phía Bắc tiêu thụ, lãi đến 30-40% nên đối tượng vi phạm bất chấp cả pháp luật, dùng thủ đoạn tinh vi, liều lĩnh, manh động sẵn sàng chống trả quyết liệt người thi hành công vụ.
Các lực lượng giết sinh vật quý hiếm của thế giới rất tinh vi và quyền lực, các thành viên của tổ chức khủng bố và các tổ chức tội phạm (tội phạm có tổ chức) thực hiện việc buôn bán bất hợp pháp trong hàng trăm triệu loài động vật có tầm cỡ xuyên quốc gia để tài trợ mua vũ khí, gây xung đột dân sự và rửa tiền từ các nguồn bất hợp pháp. Những tổ chức tội phạm xuyên quốc gia này thực hiện tài trợ và gầy dựng mạng lưới những kẻ săn trộm, cò mồi trung gian, buôn lậu, kết nối nhu cầu giữa người bán và người mua. Các hoạt động săn trộm có vũ trang, được tổ chức một cách bài bản, tinh vi do đó có sự nguy hiểm, táo tợn, chẳng hạn như các vụ tấn công giết người năm 2012 tại Chad và Cộng hòa Congo thậm chí đã chiếm được các trụ sở của cơ quan. Sự hấp dẫn của lợi nhuận, một phần là nguy cơ bị phát hiện và nhận sự trừng phạt thấp hoặc chịu trách nhiệm pháp lý nhẹ nhàng hơn so với buôn bán ma túy.
Các băng nhóm tội phạm thu được số tiền có thể lên tới 23 tỷ USD/năm từ việc buôn bán các loài động vật hoang dã đang có nguy cơ tuyệt chủng, các băng nhóm tội phạm quốc tế đã và đang giết chết hàng chục nghìn loài động vật hoang dã và đẩy chúng vào nguy cơ tuyệt chủng, trong đó có hổ, voi và tê giác. Quỹ Freeland là một tổ chức chống buôn bán động vật hoang dã cung cấp thông tin về nạn buôn bán trái phép động vật hoang dã báo cáo về việc xuất hiện nhiều đường dây và nhân vật mới có máu mặt trong hoạt động buôn lậu các loài động vật hoang dã ở khu vực châu Á. Trên thị trường chợ đen, buôn bán động vật hoang dã là lĩnh vực có lợi nhuận cao thứ tư sau thị trường buôn bán ma túy, buôn người và buôn lậu vũ khí. Tuy nhiên, vấn đề đáng lo ngại nhất là việc thực thi luật pháp quốc tế với nạn buôn bán động vật hoang dã còn yếu, thậm chí là đang bị thả nổi.
Một báo cáo của Viện Nghiên cứu Royal United Services Institute (Anh) gọi đó là nỗ lực cấp bách bởi sự tiến hóa nhanh chóng của tội phạm động vật hoang dã. Báo cáo này nhận định các cơ quan chống loại tội phạm này cần tiến hành điều tra tài chính sau mỗi lần phá án để phanh phui những mạng lưới rộng lớn hơn cũng như những khoản tiền bất chính có thể bị đóng băng hoặc tịch thu. Bọn buôn lậu thu lợi từ việc sử dụng tiền ảo để giao dịch hoặc dự trữ các bộ phận động vật có độ bền cao như vảy tê tê hay ngà voi nhằm kiểm soát thị trường. Việc tập trung điều tra các mối liên hệ giữa bọn săn bắt trộm, buôn lậu và những kẻ tài trợ cho hoạt động bất hợp pháp này có khả năng thay đổi cục diện. Nạn buôn lậu đã tăng lên trong những năm gần đây, tỉ lệ thuận với đà tăng thu nhập của người dân châu Á.
Trong khi săn bắn đang dần mất đi tầm quan trọng trên phương diện sinh kế của cộng đồng địa phương thì đối với một số thôn, săn bắn vì mục đích tự cung tự cấp vẫn quan trọng xét trên mục đích cung cấp nguồn thực phẩm cho nhiều hộ gia đình, đặc biệt những hộ thiếu đất canh tác và thiếu lương thực. Tuy nhiên, các loài cá, cua, ếch nhái, ốc đánh bắt được vẫn là nguồn thực phẩm quan trọng cho phần lớn cộng đồng dân cư nay đang hao hụt. Hầu hết động vật hoang dã săn bắt được đều bị bán thay vì tiêu thụ trong cộng đồng địa phương như trước đây. Sự thương mại hoá này thể hiện rõ bởi các thợ săn chuyên nghiệp, những người mà thu nhập của họ từ hoạt động săn bắn chiếm tỷ phần lớn trong tổng thu nhập hộ. Đối với một vài người trong số thợ săn chuyên nghiệp này, trở thành thợ săn vì phần nhiều bởi lối sống hơn là mục đích kinh tế đơn lẻ, khi mà chỉ riêng giải pháp về kế sinh nhai không thể kiểm soát hay ngăn chặn được hoạt động săn bắn.
Do sự suy giảm số lượng các loài, săn bắn để đáp ứng nhu cầu xuất khẩu rất lớn sang Trung Quốc vì mục đích làm thuốc (đặc biệt các loài có giá trị cao như hổ, gấu, tê tê) đã chuyển hướng sang vùng rừng thuộc Lào. Săn bắn các loài như nai, lợn rừng, nhím, rắn và thú ăn thịt nhỏ vì mục đích buôn bán thực phẩm tiêu thụ tại các nhà hàng đặc sản thay vì mục đích tự cung tự cấp trước đây do ảnh hưởng của giá cả thị trường tăng cao, nhu cầu của các tầng lớp trung lưu ở các thị trấn huyện và đô thị lớn. Sự thương mại hoá động vật hoang dã gia tăng mức độ tinh vi của các hình thức săn bắn. Giá cả thị trường tăng cao gây nên sự gia tăng các loại tội phạm như hối lộ, tham nhũng, các hình thức vận chuyển trái phép để qua mắt cơ quan chức năng.
Trong nhiều trường hợp, người dân bộ lạc đã trở thành nạn nhân của thảm họa săn trộm Do nhu cầu buôn bán trái phép động vật hoang dã gia tăng, người dân các bộ lạc thường là nạn nhân trực tiếp của các biện pháp thực hiện để bảo vệ động vật hoang dã. Họ bị ngăn cản săn bắt để kiếm thức ăn và thường xuyên bị đuổi khỏi vùng đất của họ một cách bất hợp pháp sau khi thành lập các khu bảo tồn thiên nhiên nhằm bảo vệ động vật Những người thuộc bộ lạc thường bị buộc tội sai là góp phần vào sự suy giảm động vật như trường hợp của Ấn Độ, họ phải chịu gánh nặng của các biện pháp chống săn trộm hổ, bất chấp lý do chính dẫn đến sự sụp đổ của quần thể hổ trong thế kỷ 20 là do sự săn lùng của thực dân châu Âu và giới tinh hoa Ấn Độ. Trên thực tế, trái với ý kiến chung, có bằng chứng mạnh mẽ cho thấy họ điều chỉnh và quản lý quần thể động vật một cách hiệu quả.. 

### Sức khỏe
Việc buôn bán động vật hoang dã còn góp phần đưa mầm bệnh đe dọa sức khỏe cộng đồng, sản xuất nông nghiệp và đa dạng sinh học. Sự lây lan của bệnh do động vật gây ra (động vật lây truyền bệnh) ảnh hưởng đến cả sức khỏe con người cũng như đe dọa động vật hoang dã bản địa và hệ sinh thái tự nhiên. Theo Văn phòng Trách nhiệm Giải trình của Chính phủ Hoa Kỳ (US Government Accountability Office) thì có đến gần 75% các căn bệnh mới nổi lây nhiễm cho con người đến từ các loài động vật, nhất là các loài động vật máu nóng như loài thú (động vật có vú) và các loài chim. Mối liên hệ giữa buôn bán động vật hoang dã và dịch bệnh bùng phát được đặt câu hỏi nghi vấn, mặc dù sự bùng phát của một số bệnh đã nghi ngờ có liên quan đến động vật buôn lậu.
Ngoài ra, các dịch bệnh lạ bùng phát trên cây trồng, vật nuôi cũng được coi là một trong những nguyên nhân từ việc buôn bán động vật hoang dã. Việc mua bán để tiêu thụ thức ăn từ các loài động vật hoang dã tạo ra các thói quen sử không khoa học như thức ăn thiếu an toàn như cách thức sử dụng kỳ quái, ăn máu sống, uống máu sống, ăn não sống (não hầu chẳng hạn), ăn nội tạng, nếu như việc tiêu thụ các loài vật nuôi đã có từ lâu đời và có các cách chế biến truyền thống thì việc tiêu thụ động vật hoang dã thì không thường xuyên, dẫn đến là một trong nhũng nguy cơ gây ra mất vệ sinh an toàn thực phẩm và ngộ độc thực phẩm của con người, chưa kể các loài thú hoang vốn mang nhiều ký sinh trùng trong tự nhiên. 

### Môi trường

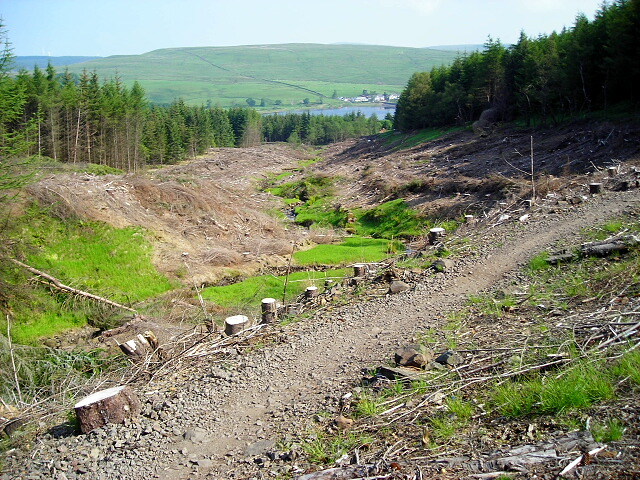
Một cảnh phá rừng

Các hình thức buôn bán hoặc sử dụng động vật hoang dã khác nhau (sử dụng, săn bắt, bẫy, thu hái hoặc khai thác quá mức) là mối đe dọa lớn thứ hai đối với các loài động vật có vú đang tronng tình trạng nguy hiểm và cũng được xếp hạng trong số mười mối đe dọa đầu tiên đối với các loài chim, động vật lưỡng cư  Việc buôn bán động vật hoang dã đã đe dọa hệ sinh thái địa phương và khiến tất cả các loài phải chịu thêm áp lực vào thời điểm chúng đang đối mặt với các mối đe dọa như bị đánh bắt quá mức. Trong chuỗi thức ăn, các loài ở bậc cao hơn đảm bảo rằng các loài ở dưới chúng không trở nên quá dồi dào (do đó kiểm soát số lượng của những loài ở dưới chúng). Động vật ở bậc thấp hơn thường không ăn thịt (mà thay vào đó là động vật ăn cỏ) và kiểm soát sự phong phú của các loài thực vật trong một vùng. Do số lượng rất lớn các loài bị loại bỏ khỏi hệ sinh thái, không thể không tránh khỏi việc các vấn đề môi trường sẽ xảy ra, ví dụ như việc đánh bắt quá mức, gây ra tình trạng dư thừa sứa.
Buôn lậu động vật hoang dã cũng có thể gây ra sự xâm nhập của các loài xâm lấn và có hại vào một hệ sinh thái, có thể gây nguy hiểm cho động vật hoang dã bản địa. Nhiều khi, do chán chê hoặc không còn thị hiếu, cảm hứng hoặc không nuôi nổi các loài động vật hoang dã dẫn đến người chủ sở hữu đã thả chúng vào môi trường hoặc có thể để các loài tẩu thoát, thất thoái, những loài này nhanh chóng thích nghi với môi trường tự nhiên mới và nhiều trong số chúng có thể là những loài xâm lấn. Các loài được đưa từ nơi khác tới cạnh tranh với các loài bản địa, thay đổi hệ sinh thái và phá hủy mùa màng, gây ra việc mất các nguồn gen và nguồn lợi lâu dài, gia tăng dịch bệnh và côn trùng phát hoại trên diện rộng.
Buôn lậu động vật hoang dã ảnh hưởng trực tiếp đến sự đa dạng sinh học của các hệ sinh thái khác nhau. Một số loài động vật có nhu cầu cao hơn từ những kẻ buôn lậu và người tiêu thụ, dẫn đến sự suy giảm rõ rệt của những loài này trong môi trường sống của chúng do chúng đã bị bắt gần hết, từ đó gây xáo trộn trong hệ sinh thái tự nhiên của chúng. Do việc săn bắt chim, thú rừng tuỳ tiện cùng với nạn đốt phá rừng đã phá hoại nghiêm trọng môi trường sống của nhiều loài động vật hoang dã, làm cho một số loài trở nên hung dữ, gây ra những thảm hoạ đối với con người như nạn voi dữ, lợn rừng phá hoại sản xuất, nạn chuột, châu chấu phá hoại mùa màng ở nhiều nơi. Trước tình hình nghiêm trọng nói trên, dư luận của quần chúng nhân dân, các cơ quan thông tin đại chúng, các nhà khoa học đã nhiều lần lên tiếng, đòi hỏi phải có các biện pháp hữu hiệu để bảo vệ và phát triển động vật hoang dã.

### Sự suy giảm

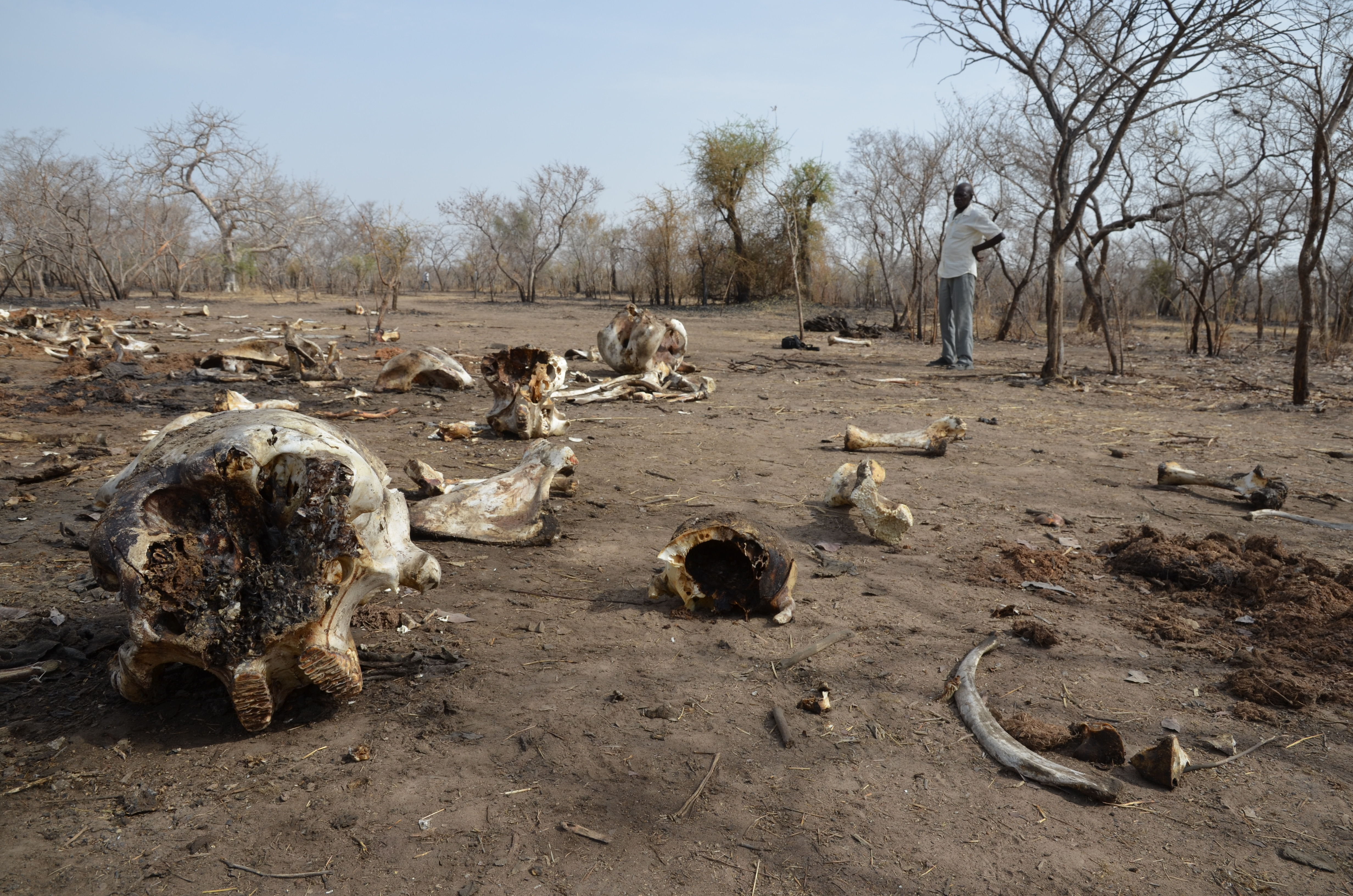
Các động vật bị tàn sát còn trơ xương ở châu Phi

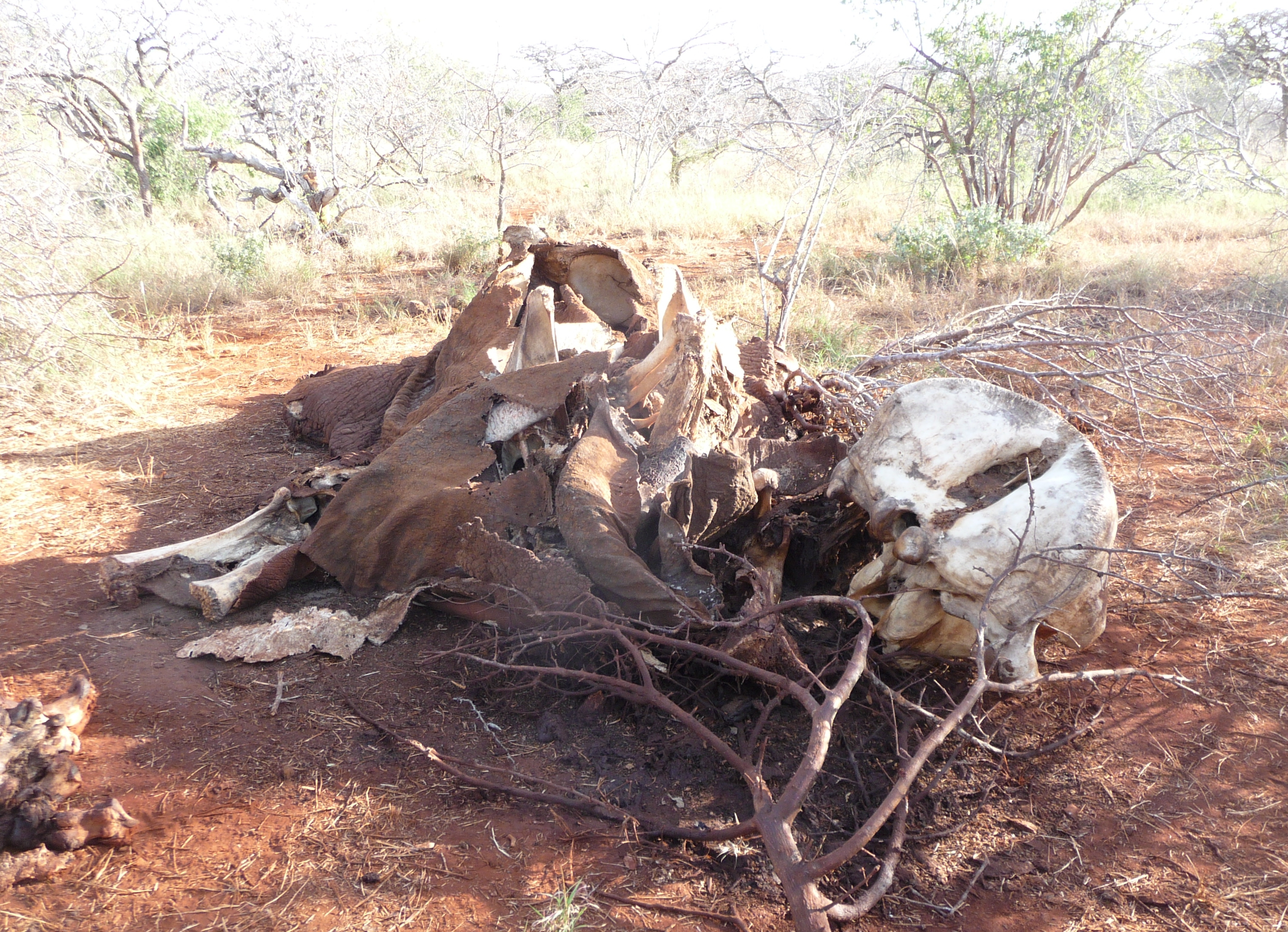
Xương trắng của một con voi chết

Tổng thư ký Liên Hợp Quốc António Guterres nêu rõ nạn săn bắn và buôn lậu bất hợp pháp đang là mối đe dọa nghiêm trọng đối với đời sống hoang dã, nhất là một số loài có tính biểu tượng và đang có nhiều nguy cơ bị diệt chủng nhất trên thế giới. Ngoài tê giác, voi, hổ, nhiều loài động vật nhỏ hơn cũng đang phải đối mặt với nguy cơ tuyệt chủng, số lượng hổ trong tự nhiên cũng giảm mạnh so với thập kỷ trước, nguy cơ tuyệt chủng đang hiện hữu trước mắt, nhiều cá thể tê tê được vận chuyển trực tiếp qua biên giới các quốc gia, các loại rùa, trăn, linh dương và một số loài chim cũng đang suy giảm mạnh.
Buôn bán động vật hoang đã dẫn đến mức độ giết chóc chưa từng có, nó không những đe dọa nghiêm trọng sự sống còn của một số động vật quý hiếm mà còn ảnh hưởng đến sự ổn định kinh tế và chính trị ở nhiều khu vực trên thế giới. Theo ước tính, ngành kinh doanh động vật hoang dã lấy đi mạng sống của 100 con voi mỗi ngày. Mỗi năm, khoảng hơn 20.000 con voi bị giết hại để lấy ngà. Theo số liệu của Hội động vật học Luân Đôn, có hơn 10% số lượng voi châu Phi bị giết để lấy ngà trong 2 năm. Đầu thế kỷ XXI, hơn 1.000 con hổ bị săn trộm tỉ lệ này lớn khi so với số liệu 3.500 con hổ còn lại trong tự nhiên hiện nay do các nhóm bảo vệ động vật công bố. Hoạt động buôn lậu ngà voi, hầu như không có ngoại lệ, đã bị cấm từ năm 1989 sau khi số lượng voi châu Phi giảm mạnh từ hàng triệu vào giữa thế kỷ XX xuống còn chỉ khoảng 600.000 con vào cuối những năm 1980.
Tại Nam Phi, cứ mỗi ngày trôi qua lại có thêm ít khoảng 3 cá thể tê giác bị giết hại. Nạn săn trộm và buôn lậu sừng tê giác ra nước ngoài ngày càng trở nên phổ biến để đáp ứng nhu cầu gia tăng tại Việt Nam, nơi sừng tê giác được sử dụng như một loại thuốc y học cổ truyền. Đặc biệt, sừng tê giác được một nhóm người trong xã hội săn lùng ráo riết vì được coi là biểu tượng của quyền lực và sự giàu có. Cũng theo Hội động vật học Luân Đôn, tỉ lệ săn trộm tê giác ở châu phi tăng 43% giữa năm 2011 và năm 2012 và hiện vẫn đang tăng cao. Kể từ năm 2013, trung bình mỗi 11 giờ có một con tê giác bị giết hại.
Cách đây 4 thập kỷ, Zambia có khoảng 12.000 con tê giác khỏe mạnh, nhưng đến năm 1998 loài động vật này đã bị tuyệt chủng ở Zambia. Sau đó, một số con tê giác khác đã được đưa trở lại đất nước này. Việc săn tê giác rất phổ biến ở miền Nam châu Phi, đặc biệt là ở Nam Phi. Trong 8 năm gần đây 1/4 số tê giác trên thế giới đã bị giết ở quốc gia này, chiếm tới 80% số tê giác trong khu vực. Theo thống kê, hiện thế giới chỉ còn 30.000 con tê giác, bằng khoảng 5% số tê giác trên toàn cầu 40 năm về trước. Khoảng 1.000 con tê giác bị săn trộm mỗi năm và con số này không ngừng tăng lên do nhu cầu lấy sừng tê giác không hề giảm sút đi.

### Quyền động vật
Trong một số trường hợp; chẳng hạn như việc bán tắc kè hoa từ Madagascar, các sinh vật được vận chuyển bằng thuyền hoặc qua đường hàng không đến người tiêu dùng. Tỷ lệ sống sót của những loài này là cực kỳ thấp (chỉ 1%). Điều này chắc chắn xảy ra bởi sự bất hợp pháp; các nhà cung cấp không thể mạo hiểm khiến những con tắc kè hoa bị phát hiện, do đó, không giao chúng một cách đơn giản. Do tỷ lệ sống sót rất thấp, điều đó cũng có nghĩa là số lượng sinh vật lớn hơn nữa (trong trường hợp này là tắc kè hoa) bị lấy đi khỏi hệ sinh thái, để bù đắp cho những tổn thất. Nhiều động vật bị nhốt hàng tháng trời ở chợ để chờ bán. Phúc lợi của động vật bị buôn bán hầu như rất nghèo nàn, với đại đa số động vật không được hưởng lấy sự tự do cơ bản nhất để không phải chịu đau đớn, đói khát, đau khổ, khó chịu và có ít cơ hội để thể hiện những hành vi bình thường.

## Biện pháp

### Giải pháp chung

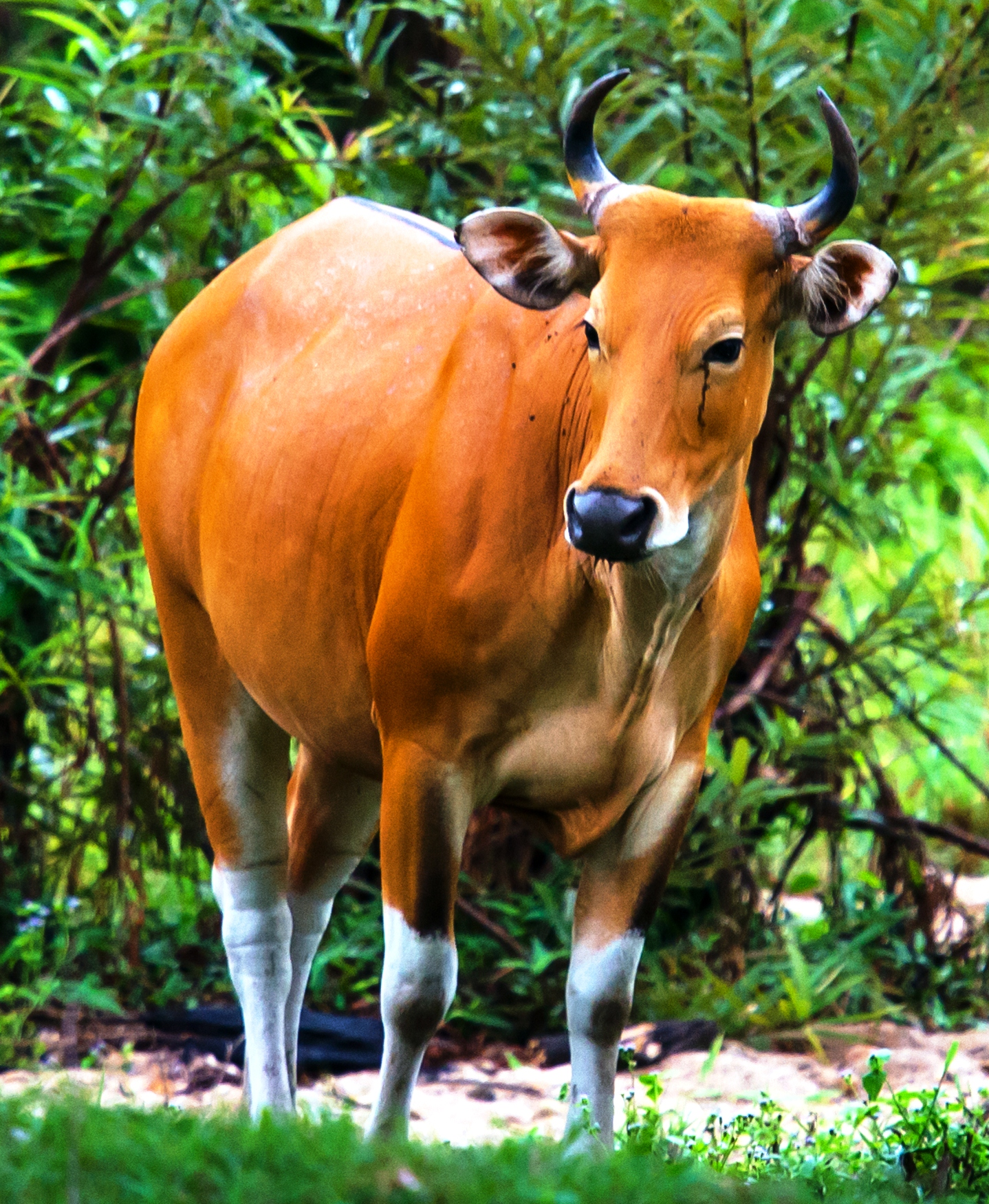
Bò rừng (Bos javanicus) là đối tượng buôn bán động vật trái phép để lấy sừng trang trí, nay đã bị cấm ở Việt Nam

Việc buôn bán bất hợp pháp động vật hoang dã thường hoạt động có tổ chức và mang tính chất quốc tế, đằng sau những phi vụ buôn bán động vật hoang dã bất hợp pháp là những tổ chức tội phạm rất tinh vi và có tổ chức chặt chẽ. Vấn nạn này vẫn diễn biến phức tạp với những thủ đoạn tinh vi. Do đó cần có những cam kết chính trị mạnh mẽ hơn, nâng cao năng lực và hành động thực thi pháp luật cũng như nhận thức và hành động của cộng đồng. Chính phủ các nước có trách nhiệm phải chủ động tránh những thảm họa trong tương lai bằng việc ban hành hoặc thay đổi các quy định pháp luật để bảo vệ môi trường và thực thi luật pháp tốt hơn.
Buôn bán bất hợp pháp động vật hoang dã là vấn nạn toàn cầu. Tuy nhiên việc ngăn chặn tội phạm này vẫn chưa thực sự hiệu quả. Theo Đại sứ Vương quốc Anh tại Việt Nam Giles Lever thì việc xử lý chỉ dừng lại ở việc bắt người vận chuyển - không có vai trò chủ chốt trong đường dây. Cần phải điều tra kẻ chủ mưu đứng sau những vụ buôn bán trái phép để có biện pháp ngăn chặn và xử lý tận gốc. Việc buôn bán bất hợp pháp động thực vật hoang dã thường hoạt động có tổ chức và mang tính chất quốc tế. Do đó cần có những cam kết chính trị mạnh mẽ hơn, nâng cao năng lực và hành động thực thi pháp luật cũng như nhận thức và hành động của cộng đồng, cần liên kết và chia sẻ thông tin giữa các đơn vị liên quan bởi thực thi pháp luật riêng rẽ sẽ không chấm dứt được nạn buôn bán trái phép các loài động thực vật hoang dã.
Việc liên kết, chia sẻ thông tin và kinh nghiệm giữa các quốc gia là cần thiết trong phòng, chống buôn bán trái pháp luật các loài động, vật hoang dã, do đó, việc hợp tác, liên kết, chia sẻ thông tin và kinh nghiệm giữa các quốc gia là cần thiết. Giải pháp khác như đóng cửa tất cả các chợ trái phép dành cho thị trường buôn bán động vật trái phép là tối ưu là phá bỏ nguồn cầu để không còn nguồn cung, giảm tình trạng săn bắn gần như hoàn toàn. Tịch thu súng đã đóng góp vào sự giảm thiểu đe doạ tới động vật hoang dã, đặc biệt là các loài động vật trên cây như linh trưởng. Nhiều tổ chức cũng lên kế hoạch hợp tác với chính phủ các nước và các cơ quan bảo vệ động vật trên khắp thế giới nhằm gửi thông điệp kêu gọi không ai được buôn bán hay mua sừng tê giác, ngà voi, các bộ phận và sản phẩm từ hổ và tê tê.
Việc tiêu thụ động vật hoang dã ở Nam Phi chủ yếu liên quan đến loài linh dương. Chính phủ Nam Phi cho phép săn bắt linh dương để lấy thịt và được quản lý theo cách thức bền vững. Quản lý động vật hoang dã là rất quan trọng để số bị tiêu hao không vượt số được sinh ra. Những loài động vật quý như tê giác không cho phép bị giết để lấy thịt hoặc sừng trong văn hóa châu Phi. Các quy định về tiêu thụ động vật hoang dã phải dựa trên các đánh giá khoa học về số lượng và môi trường sống của chúng. Chỉ khi nào số lượng của loài nào đó dồi dào chính phủ mới cho phép săn bắt. Luật phải thay đổi kịp thời theo các nghiên cứu khoa học. Và người vi phạm phải bị xử lý nghiêm khắc vì họ đã lấy trộm và tước đoạt của toàn xã hội những điều đẹp đẽ.
Những đề xuất của Tổ chức động vật châu Á (AAF) cho tổ chức TPP để có thể ngăn chặn nạn buôn bán động vật hoang dã, TPP cần bao gồm ít nhất:
- Các điều khoản yêu cầu tất cả các bên cấm xuất, nhập khẩu sản phẩm từ động thực vật hoang dã vi phạm luật trong và ngoài nước
- Các điều khoản phạt và thực thi luật pháp do vi phạm luật bảo vệ động vật hoang dã trong từng nước
- Các điều khoản nhằm tăng cường thực thi Công ước về buôn bán các loài động thực vật đang bị nguy hiểm (CITES), bao gồm các giải pháp liên quan đến các loài đang có nguy cơ tuyệt chủng
- Các điều khỏan về không thực thi luật trong nước và/hoặc luật quốc tế và giải quyết tranh chấp

Việt Nam đã có đề xuất để các quốc gia thành viên có thể cùng nhau giải quyết vấn nạn buôn bán động thực vật hoang dã, và đặc biệt là xóa bỏ thị trường dành cho các sản phẩm phi pháp này, để xóa sổ thị trường buôn bán các sản phẩm hoang dã, cần tiến hành các biện pháp: 
- Phát triển và thực thi những chiến lược giảm cầu để người tiêu dùng không muốn và không thể mua các sản phẩm hoang dã
- Tiến hành những chiến dịch nâng cao nhận thực để gây ảnh hưởng tới hành vi của người tiêu dùng đồng thời để người dân có nhận thức hơn nữa về những hậu quả và tác động của việc sắn bắt và buôn lậu động thực vật hoang dã (truyền thông và thay đổi hành vi).
- Cải tiến luật pháp và tăng cường việc thực thi luật pháp để người tiêu dùng không thể mua những sản phẩm hoang dã
- Củng cố mối quan hệ đối tác ở mọi cấp, quốc gia, khu vực và quốc tế, giữa chính phủ và các tổ chức xã hội và khu vực tư nhân trong nỗ lực bảo vệ đời sống hoang dã.

### Các định chế
Có nhiều hiệp định liên chính phủ về bảo vệ động vật hoang dã quan trọng như: Công ước về buôn bán quốc tế các loài động vật, thực vật hoang dã nguy cấp (CITES); Công ước đa dạng sinh học (CBD); Công ước bảo tồn các vùng đất ngập nước (Ramsar); Diễn đàn Hổ toàn cầu (GTF); Sáng kiến Hổ toàn cầu (GTI). Trong đó, Công ước về buôn bán quốc tế các loài động vật và thực vật hoang dã nguy cấp (CITES) là một văn kiện pháp lý quốc tế có ý nghĩa rất quan trọng trong việc chống lại hoạt động buôn bán trái phép động vật hoang dã, công ước này liệt kê ra danh mục các loài nguy cấp, quý hiếm có nguy cơ và khuyến nghị biện pháp bảo vệ, trên cơ sở công ước này, chính quyền các nước sẽ thể chế hóa thành các quy định pháp luật của quốc gia để xác định những hành vi buôn bán động vật bất hợp pháp, trái phép, tính chất buôn lậu từ đó có chế tài trách nhiệm pháp lý cụ thể.
Một số định chế khác đáng chú ý như:
- Quỹ Quốc tế Bảo vệ Thiên nhiên (WWF) hay Tổ chức Bảo tồn Thiên nhiên Thế giới, hoặc còn gọi là Quỹ Bảo vệ Thiên nhiên Toàn Cầu, tên gọi cũ là Quỹ Động vật Hoang dã Thế giới hoặc Quỹ Bảo vệ Đời sống Thiên nhiên Thế giới (tên giao dịch tiếng Anh: World Wildlife Fund) là một trong những tổ chức phi chính phủ (NGO) lớn nhất thế giới về bảo vệ thiên nhiên.
- Liên minh Bảo tồn Thiên nhiên Quốc tế (IUCN) tên giao dịch tiếng Anh là: International Union for Conservation of Nature and Natural Resources, từ năm 1990 tới tháng 3 năm 2008 còn được gọi là World Conservation Union tức là Liên minh Bảo tồn Thế giới là một tổ chức bảo vệ thiên nhiên, được biết đến qua việc công bố cuốn Sách đỏ hàng năm.
- Tổ chức Bảo tồn Quốc tế (CI) tên giao dịch tiếng Anh: Conservation International là một tổ chức phi chính phủ, bất vụ lợi, với mục đích chính là bảo vệ sự đa dạng sinh học trong việc liên kết với những tổ chức phi chính phủ và những người tình nguyện khắp thế giới.
- Hiệp hội bảo tồn Động vật hoang dã (WCS) được thành lập vào năm 1895 với tên "Hiệp hội Động vật học New York" (NYZS), Hoa Kỳ hiện đang hoạt động để bảo tồn hơn 2 triệu dặm vuông ở những nơi hoang dã trên toàn thế giới.
- Hiệp hội Bảo vệ Động vật Thế giới (WSPA) tên giao dịchtiếng Anh: World Society for the Protection of Animals là một tổ chức phúc lợi động vật phi lợi nhuận quốc tế. Hiệp hội còn là một liên đoàn các tổ chức có mục đích tương tự, hoạt động tại hơn 150 quốc gia với hơn 1000 đoàn thể thành viên.
- Tổ chức Động thực vật Thế giới (FFI) tên giao dịch tiếng Anh: Fauna & Flora International trước đây gọi là Hiệp hội Bảo tồn Động thực vật, là một tổ chức phi chính phủ và thiện nguyện về bảo tồn quốc tế.
- Quỹ quốc tế Bảo vệ động vật (IFAW) tên giao dịch tiếng Anh: International Fund for Animal Welfare là một tổ chức phi chính phủ trụ sở tại Mỹ chuyên đấu tranh cho việc bảo vệ và phúc lợi động vật.
- Mạng lưới giám sát bảo vệ động vật hoang dã toàn cầu (TRAFFIC) tên giao dịch tiếng Anh: Wildlife Trade Monitoring Network là một mạng lưới giám sát buôn bán động thực vật hoang dã trên toàn cầu là tổ chức được tạo ra từ sự kết hợp, liên minh giữa tổ chức bảo tồn thiên nhiên quốc tế và WWF
- Quỹ Freeland là một tổ chức phòng chống buôn bán động vật hoang dã và buôn người có trụ sở tại châu Á.
- Liên minh chống buôn bán động vật hoang dã (CAWT) được thành lập năm 2005 bởi Bộ Ngoại giao Hoa Kỳ như một liên minh tự nguyện của các chính phủ và các tổ chức nhằm chấm dứt buôn bán trái phép các sản phẩm động vật hoang dã và động vật hoang dã
- Mạng lưới thi hành luật chống lại nạn buôn lậu động vật hoang dã của ASEAN (ASEAN-WEN) tên giao dịch tiếng Anh: ASEAN Wildlife Law Enforcement Network là mạng lưới bảo tồn động vật ở Đông Nam Á mà Việt Nam từng là chủ tịch.
- Mạng lưới thực thi Nam Á (SAWEN) là mạng lưới được tạo ra với sự trợ giúp của các tổ chức như CAWT và TRAFFIC gồm Afghanistan, Bangladesh, Bhutan, Ấn Độ, Maldives, Nepal, Pakistan và Sri Lanka
- Những người tranh đấu cho sự đối xử có đạo đức với động vật hay Tổ chức Đấu tranh vì sự đối xử có đạo đức với động vật (PETA) tên giao dịch tiếng Anh là People for the Ethical Treatment of Animal là một tổ chức được cho là đại diện cho quyền lợi và việc đối xử nhân đạo đối với các loài động vật hay còn gọi là tổ chức vì quyền động vật Peta (People for the Ethical Treatment of Animals - Vì ứng xử có đạo đức với động vật).
- Tổ chức United for Wildlife do Hoàng tử William của Anh làm chủ tịch
- Ủy ban Công lý Động vật Hoang dã (WJC) tên giao dịch tiếng Anh: Wildlife Justice Commission là ủy ban từng điều tra về Việt Nam về nạn buôn bán sừng tê giác và cáo buộc Chính phủ Việt Nam tham nhũng đồng lõa.
- Tổ chức Động vật châu Á (AAF) tiên giao dịch tiếng Anh: Animals Asia Foundation là tổ chức bảo vệ cho các động vật và vật nuôi ở châu Á, tổ chức Animals Asia cũng đã ký một biên bản ghi nhớ với Tổng cục Lâm nghiệp Việt Nam để giải cứu những con gấu chó còn lại trong các trang trại trên toàn quốc.
- Tổ chức Animals Australia (Tổ chức Động vật Australia): Tổ chức lên tiếng cho phúc lợi động vật ở Úc. Đây cũng là tổ chức đã lên tiếng phản đối Việt Nam vì cách giết mổ bò và gây áp lực lên Chính phủ Úc về việc dừng xuất khẩu bò sống sang Việt Nam.
- Dự án ''Giải cứu Mèo lớn'' (tiếng Anh: Big Cat Rescue) ở Tampa, Florida thuộc Hoa Kỳ chuyên nuôi nhốt, chăm sóc các loài mèo lớn như hổ, sư tử, báo đốm, báo hoa mai, báo săn, báo sư tử, linh miêu.

### Cơ chế phối hợp
Các tổ chức quốc tế tham gia bảo vệ động vật hoang dã như Tổ chức Cảnh sát hình sự quốc tế (Interpol), Tổ chức Hải quan thế giới (WCO), các tổ chức này cùng với Ban thư ký CITES, Cơ quan Liên hợp quốc về ma tuý và tội phạm (UNODC) và Ngân hàng thế giới thành lập Liên minh quốc tế về phòng chống tội phạm xâm hại động vật, thực vật hoang dã (ICCWC). Các biện pháp kiểm soát quốc tế đã được triển khai trong đó đáng chú ý bao gồm việc tổ chức Liên minh chống buôn bán động vật hoang dã (CAWT) được thành lập năm 2005 bởi Bộ Ngoại giao Hoa Kỳ như một liên minh tự nguyện của các chính phủ và các tổ chức nhằm chấm dứt buôn bán trái phép các sản phẩm động vật hoang dã và động vật hoang dã. CAWT hiện bao gồm sáu chính phủ và mười ba tổ chức phi chính phủ quốc tế (NGO). Chương trình hành động của họ bao gồm nâng cao nhận thức của công chúng để hạn chế nhu cầu, tăng cường thực thi pháp luật xuyên biên giới quốc tế để hạn chế cung cấp, và nỗ lực huy động hỗ trợ chính trị từ cấp trên.
Một định chế khác được thành lập là Hiệp hội Mạng lưới Thực thi Hoang dã Quốc gia Đông Nam Á, Quỹ Freeland và TRAFFIC Đông Nam Á đã làm việc với chính phủ Thái Lan và Hiệp hội các quốc gia Đông Nam Á (ASEAN) thành lập Mạng lưới thực thi động vật hoang dã ASEAN (ASEAN-WEN) vào năm 2005. Đây là một liên minh hỗn hợp các bên. Liên minh ASEAN-WEN giám sát các hợp tác xuyên biên giới và nhằm tăng cường năng lực thực thi pháp luật tập thể của mười nước thành viên ASEAN vốn là những quốc gia có vấn nạn về buôn bán động vật. Đây là sự hợp tác thực thi pháp luật động vật hoang dã lớn nhất trong khu vực trên thế giới và nhận được sự hỗ trợ từ Cơ quan Phát triển Quốc tế Hoa Kỳ là nước cũng rất quan tâm đến tình hình. Mạng lưới thực thi Nam Á (SAWEN) được tạo ra với sự trợ giúp của các tổ chức như CAWT và TRAFFIC. Năm 2008, các bộ trưởng môi trường Nam Á đã đồng ý tạo SAWEN dưới sự hỗ trợ của Chương trình Môi trường Hợp tác Hợp tác Nam Á. Các quốc gia SAWEN bao gồm Afghanistan, Bangladesh, Bhutan, Ấn Độ, Maldives, Nepal, Pakistan và Sri Lanka.
Tổ chức United for Wildlife cam kết sẽ sử dụng ảnh hưởng toàn cầu của mình để tạo khác biệt trong nỗ lực ngăn chặn nạn buôn bán động vật. United for Wildlife lên kế hoạch sử dụng công nghệ thông minh như hệ thống định vị toàn cầu GPS và máy bay không người lái để bảo vệ các động vật có nguy cơ tuyệt chủng và cũng sẽ thúc đẩy các nỗ lực đưa tội phạm buôn bán động vật trái phép đối diện công lý cũng như ủng hộ những cộng đồng có cuộc sống bị ảnh hưởng bởi ngành kinh doanh trái phép này. Từng kêu gọi thế giới chung tay chấm dứt nạn buôn bán động vật hoang dã trái phép khiến các động vật quý hiếm như voi, tê giác, và hổ đứng bên bờ tuyệt chủng, khuyến khích mọi người trên khắp thế giới nỗ lực ngăn chặn vấn nạn giết chóc động vật hoang dã quý hiếm để lấy xương, da, và ngà vốn đang là sản phẩm ưa chuộng tại nhiều khu vực ở châu Á.
Nhằm bảo vệ động vật trước vấn nạn buôn bán bất hợp pháp, các tổ chức phi chính phủ về bảo tồn động vật ở Indonesia đang sử dụng công nghệ cao, thậm chí cả các ứng dụng trên điện thoại thông minh để lập bản đồ tuyến buôn bán các loài động vật được bảo vệ dựa trên mã vạch DNA. Hiệp hội Bảo tồn động vật và thực vật (WCS) sử dụng phần mềm để thiết lập các tuyến đường của kẻ buôn bán động vật hoang dã và trích xuất dữ liệu từ các thiết bị điện tử bị thu giữ từ các nghi phạm. Trung tâm Cứu hộ động vật Indonesia (IAR) kiểm tra chứng cứ dựa trên mã vạch DNA để xác định loài. Thông tin trong ứng dụng phần mềm của các tổ chức phi chính phủ (liên quan đến khoảng 700 loài và 2.000 bức ảnh) đã giúp các cơ quan chức năng ở Indonesia và Thái Lan điều tra các mạng lưới buôn bán. Giới chức Thái Lan và Mỹ báo cáo hai nước đang đạt được tiến bộ trong một nỗ lực chung nhằm hạn chế nạn buôn bán động vật hoang dã bất hợp pháp trên toàn cầu. Trong những năm gần đây, Thái Lan có một đồng minh trên mặt trận thực thi pháp luật chống lại hoạt động buôn bán này đó là chính phủ Mỹ, việc hợp tác với Mỹ đã trở thành một yếu tố quan trọng trong việc giảm nạn buôn bán động vật hoang dã và các sản phẩm bất hợp pháp liên quan.
CITES đã có chỉ đạo các nỗ lực của mình ở phía cung cấp buôn lậu động vật hoang dã nhằm mục đích chấm dứt buôn lậu động vật hoang dã và để đảm bảo rằng thương mại quốc tế không đe dọa các loài đang bị đe dọa. Việt Nam là thành viên của Công ước về buôn bán quốc tế các loài thực vật hoang dã nguy cấp (CITES) từ năm 1994 và cũng là thành viên của mạng lưới thực thi pháp luật về động vật hoang dã của Hiệp hội các quốc gia Đông Nam Á từ năm 2005. Bên cạnh đó, Việt Nam cũng đa tham gia ký kết rất nhiều các Công ước và Hiệp định quốc tế đa phương và song phương liên quan đến vấn đề bảo tồn đa dạng sinh học và đấu tranh phòng chống tội phạm quyên quốc gia. Về cơ chế hợp tác song phương, tại các diễn đàn về bảo vệ động vật hoang dã, Việt Nam có đề xuất các ý kiến, giải pháp phối hợp tăng cường kiểm soát hoạt động buôn bán giữa các quốc gia nguồn gốc, quốc gia trung chuyển và quốc gia tiêu thụ (điểm đến cuối cùng).
Việt Nam đã ký các Biên bản ghi nhớ, thoả thuận hợp tác song phương trong lĩnh vực này với các quốc gia: Indonesia, Nam Phi, Trung Quốc, Lào, Campuchia, Cộng hoà Czech, Mozambique. Chính phủ Việt Nam đang cố gắng đối phó với nạn buôn bán động vật hoang dã bằng cách cấm việc sử dụng thương mại sừng tê giác và ngà voi, cũng như ký kết thỏa thuận với Cộng hòa Nam Phi. Việt Nam cùng đại diện các tổ chức quốc tế khởi động chiến dịch "Cùng hành động tạo sự thay đổi" (OGC) nhằm chấm dứt buôn bán động vật hoang dã trái phép, đại sứ Hoa Kỳ, các quan chức cấp cao của Bộ Tài nguyên-môi trường và Bộ Nông nghiệp-phát triển nông thôn Việt Nam cùng đại diện các tổ chức quốc tế tham gia khởi động chiến dịch "Cùng hành động tạo sự thay đổi" nhằm hình thành một liên minh để chấm dứt các hoạt động buôn bán động vật hoang dã trái phép, đặc biệt là sừng tê giác. Sự kiện khởi động OGC cũng đánh dấu kỷ niệm sự hợp tác tiếp tục của hai nước nhằm chấm dứt nạn buôn bán động vật hoang dã trong khu vực và trên toàn thế giới.
Cả Việt Nam và Hoa Kỳ đều quan tâm đến việc phòng chống nạn buôn bán động vật hoang dã bất hợp pháp. Tội phạm liên quan đến buôn bán động vật hoang dã đã và đang làm suy yếu nền pháp trị của tất cả các nước, trong đó có Hoa Kỳ và Việt Nam. Gần đây, việc buôn bán, sử dụng các sản phẩm động vật hoang dã có xu hướng giảm. Nhưng cuộc đấu tranh cần phải tiếp tục với những nỗ lực cao hơn nữa để đạt được đấu tranh chống buôn bán bất hợp pháp động vật hoang dã ngày càng là vấn đề ưu tiên của cả Anh và Việt Nam. Việt Nam đóng vai trò quan trọng và hợp tác với Anh để có thể giúp tìm ra các giải pháp cần thiết và thực hiện các giải pháp đó. Hoạt động này đang ảnh hưởng nghiêm trọng đến an toàn và an ninh của mỗi quốc gia, trong đó Việt Nam đang là một trong những điểm nóng về buôn bán động vật hoang dã trên thế giới.
Cơ quan Phát triển quốc tế Hoa Kỳ và Bộ Nông nghiệp và Phát triển nông thôn chính thức khởi động dự án "Phòng, chống buôn bán trái pháp luật các loài động, thực vật hoang dã" do Cơ quan Phát triển quốc tế Hoa Kỳ tài trợ. Chương trình có sự tham gia của đại diện Đại sứ quán Anh, Nam Phi, Hoa Kỳ tại Việt Nam, 15 tổ chức quốc tế cùng các bộ, ban, ngành Việt Nam. "Dự án Phòng, chống buôn bán trái pháp luật các loài động, thực vật hoang dã" không chỉ là cam kết giữa Chính phủ hai nước Việt Nam và Hoa Kỳ mà còn kết nối với nỗ lực của các tổ chức khác trong và ngoài Việt Nam có tham gia phòng chống buôn bán trái pháp luật các loài động vật hoang dã. Với gần 10 triệu USD hỗ trợ không hoàn lại, dự án hỗ trợ Chính phủ Việt Nam phòng, chống buôn bán trái pháp luật các loài động, thực vật hoang dã sẽ thực hiện 3 mục tiêu tích hợp và bổ trợ lẫn nhau gồm kiện toàn hệ thống văn bản quy phạm pháp luật về tội phạm về các các loài động vật hoang dã; tăng cường thực thi pháp luật, truy tố tội phạm về các loài động vật hoang dã; giảm nhu cầu tiêu thụ sản phẩm bất hợp pháp từ động vật hoang dã. Dự án tập trung vào 3 nhóm loài nguy cấp gồm tê giác, voi và tê tê ở các khu vực địa lý trọng điểm bao gồm các thành phố lớn như Hà Nội, Thành phố Hồ Chí Minh và Đà Nẵng, tại các điểm nóng về buôn bán trái pháp luật các loài động, thực vật hoang dã tại các vùng biên, hải cảng và sân bay.

### Tuyên truyền
Để thay đổi nhận thức và chấm dứt việc tiêu thụ động vật hoang dã thì giáo dục là bước đi tích cực đầu tiên. Cần nâng cao nhận thức về động vật hoang dã và vai trò của công tác bảo tồn thiên nhiên trong các cộng đồng dân cư, đặc biệt là tại các khu bảo tồn thiên nhiên, các khu rừng, cân bằng giữa phát triển kinh tế-xã hội với công tác bảo tồn ở các địa phương, xây dựng và thực hiện chương trình giáo dục và nâng cao nhận thức bảo tồn cho các cộng đồng địa phương. Ở châu Phi, một số tổ chức phi Chính phủ còn tài trợ để xây dựng ngôi trường học xung quanh khu bảo tồn, tại các làng vùng bìa rừng, nơi đó, họ sẽ dạy cho các thế hệ người bản địa biết về tầm quan trọng của việc bảo tồn, là cách thức bền vững và quan trọng từ từ để chuyển biến ý thức của người địa phương, giảm thiểu tình trạng săn bắt và buôn bán động vật trái phép.
Cũng cần nâng cao hơn nữa nhận thức và hành động của các cơ quan, tổ chức, cá nhân về bảo tồn động vật hoang dã thông qua các chương trình giáo dục bảo tồn, xử lý các đối tượng phạm tội và nâng cao nhận thức các cơ quan pháp luật các cấp nhằm tăng cường xử lý các vi phạm và tội phạm về động vât hoang dã. Hoàng tử William của Anh đã thể hiện sự quan tâm đối với vấn đề mua bán trái phép động vật hoang dã và sử dụng ngà voi, sừng tê giác ở châu Á, nhấn mạnh ngà voi và sừng tê giác chỉ là biểu tượng của sự hủy diệt, tàn phá môi trường chứ không phải là sự sang trọng, đẳng cấp hay quý phái, ông và các cộng sự đã tích cực để siết chặt việc mua bán và vận động người dân từ bỏ niềm tin vào việc sử dụng các bộ phận của động vật hoang dã như thần dược có thể chữa bách bệnh.
Vấn nạn buôn động vật ngày càng lớn hơn do có sự gia tăng nhu cầu trên toàn thế giới đối với các loài động vật đang bị đe dọa, cũng như những bộ phận cơ thể bán được rất nhiều tiền của chúng do đó, mỗi một người trên hành tinh này đều nên hiểu rõ hậu quả từ hành động của mình, đặc biệt là khi mua sắm và tiêu dùng. Những thứ tiện lợi hoặc tốt cho người này có thể gây ra đau khổ và tiêu cực đến người khác hoặc loài khác. Cần xây dựng và thực hiện chiến dịch truyền thông qua các phương tiện thông tin đại chúng về giảm dần tiêu thụ những sản phẩm có nguồn gốc và liên quan tới các loài động vật hoang dã nhằm bảo vệ hiệu quả các loài quý hiếm, Thông qua giáo dục, có sự hiểu biết và biết tôn trọng vạn vật quanh mình. Nhưng giáo dục đôi khi phải cần hàng chục năm hoặc vài thế hệ mới có thành tựu.

## Đối tượng

### Buôn bán tê tê

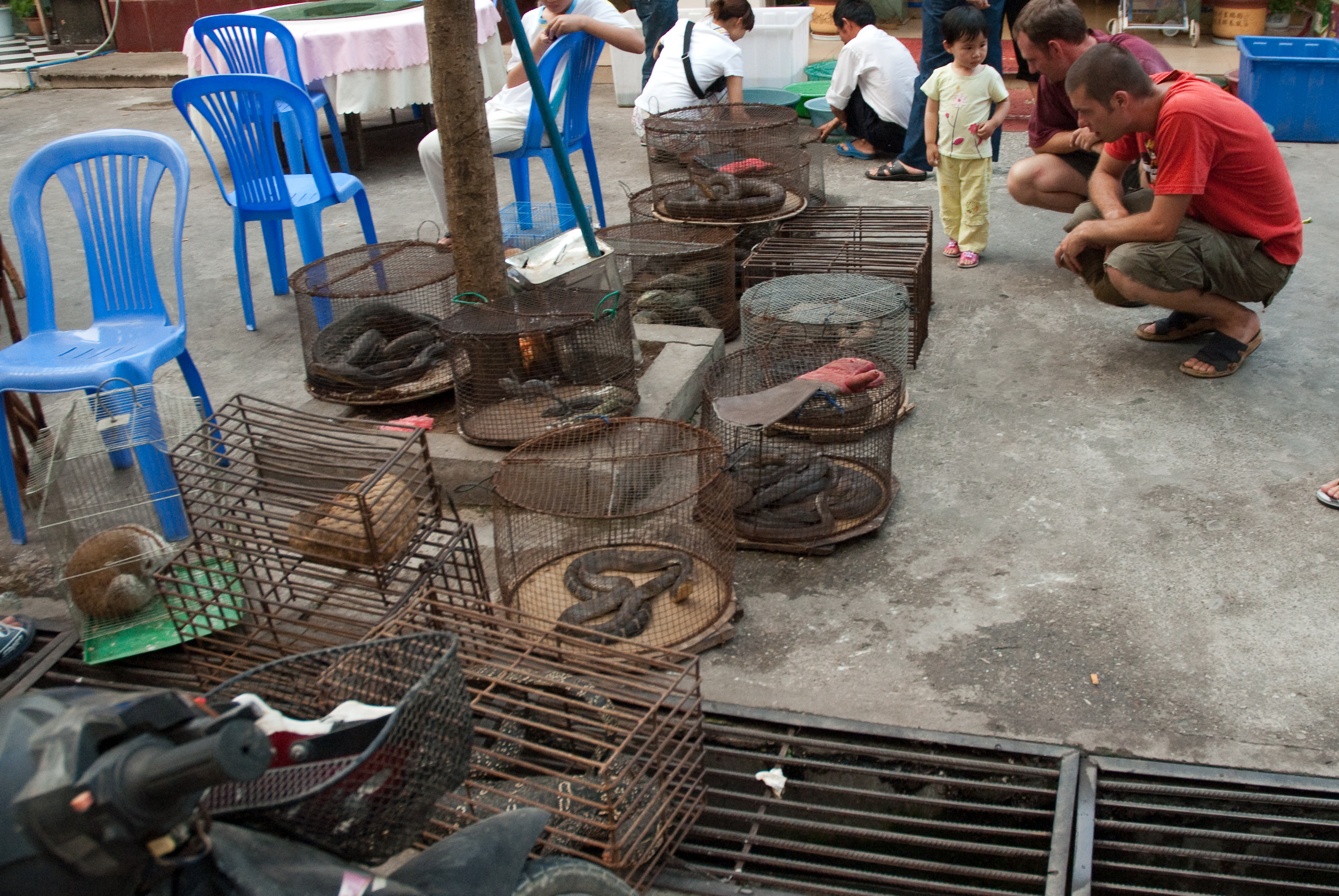
Bày bán động vật hoang dã công khai ở Miến Điện

Tê tê được cho là loài động vật có vú bị buôn bán nhiều nhất thế giới, chiếm tới 20% tổng số buôn bán động vật hoang dã bất hợp pháp, tê tê trở thành loài động vật hoang dã có vú bị tiêu thụ nhiều nhất. Số lượng tê tê bị săn bắt trộm và mua bán mỗi năm ước tính lên đến 100.000 con. Tê tê bị con người sử dụng cho mục đích thưc phẩm, các loại thuốc gia truyền, thậm chí là trang sức. Tê tê bị buôn bán chủ yếu là vảy của chúng, được cho là để điều trị một loạt các bệnh tật trong y học cổ truyền Trung Quốc. Tại Trung Quốc thịt tê tê được coi là cao lương bổ ích trong Đông y, giúp điều hòa lưu huyết và tăng lượng sữa cho sản phụ nên bán rất được giá.
Các phần của cơ thể chúng, đặc biệt là các loài Đông Nam Á bị nhập khẩu một mức độ lớn trong thị trường ngầm đến Singapore, Trung Quốc, Hàn Quốc và Việt Nam. Trong thập kỷ qua đã có nhiều vụ buôn bán bất hợp pháp tê tê, vảy và thịt tê tê ở châu Á. Trong một sự cố như vậy vào năm 2013, 10.000 kg thịt tê tê đã bị bắt giữ từ một tàu Trung Quốc bị mắc cạn ở Philippines, hay là cuối tháng 4 năm 2013, Hải quan Pháp đã chặn 50 kg vảy tê tê đang trên đường chuyển về Việt Nam. Một thị trường chợ đen vẫn tồn tại và liên tục buôn lậu với số lượng lớn được phát hiện, như vụ phát hiện khoảng 23 tấn trong tháng 2 và tháng 3 năm 2008 tại Việt Nam. Mặc dù có những hạn chế đối với việc buôn bán tại chỗ kể từ năm 1975, nhưng việc thi hành không đồng đều. Hầu hết các nỗ lực đã tập trung vào việc hạn chế cung về mặt thương mại, nhưng nhu cầu vẫn còn cao và thị trường chợ đen đang phát triển.

### Ngà voi

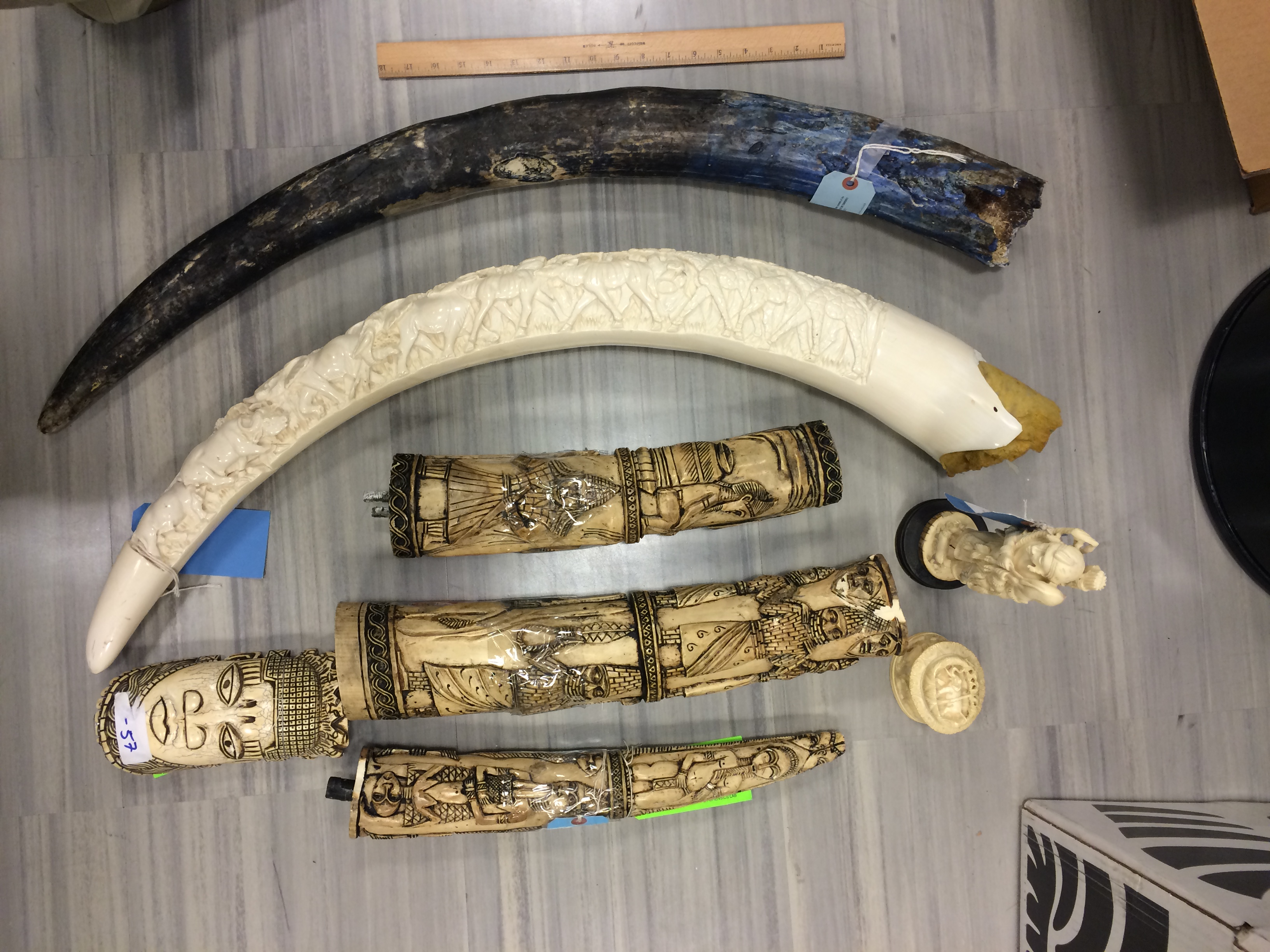
Những cái ngà voi được chạm trổ tinh xảo là một món hàng rất hời

Ngà voi là một hàng lậu thường được buôn bán một cách phổ biến, có thể bán ít ở quốc gia nguồn và có thể lấy giá cao ở các quốc gia đích đến. Giá cả phụ thuộc rất nhiều vào quốc gia nguồn và sản phẩm. Giá và nhu cầu ngà voi đã tăng vọt, khiến nó trở thành một thị trường đang phát triển và sinh lợi. Ngà đã được giao dịch hàng trăm năm bởi những người dân ở các vùng như Greenland, Alaska và Siberia và rộ lên khủng khiếp trong thời khì thực dân châu Âu cai trị châu Phi và mở ra tuyến đường buôn bán ngà voi trên biển. Trong lịch sử, việc săn voi là phổ biến để bắt và sử dụng voi ở châu Á, riêng ở châu Phi việc săn bắt voi lấy ngà được thực hiện bởi những tên thực dân phương Tây và ngà voi là mặt hàng buôn bán nhộn nhịp. iện nay, chỉ còn hai loài voi còn sót lại trên thế giới là Voi châu Phi và voi châu Á.
Hiện nay mỗi năm có hơn 33.000 cá thể voi bị săn bắn trộm vì ngà của chúng, hầu hết ở Trung Phi. Số lượng voi ở Việt Nam giảm rất mạnh từ 1500–2000 cá thể năm 1980 xuống còn ít hơn 100 con ngày nay. Ngà voi được cấu tạo từ keratin (như sừng tê giác, tóc và móng tay của con người). Ngà voi là một hàng lậu thường được buôn bán một cách phổ biến, có thể bán ít ở quốc gia nguồn và có thể lấy giá cao ở các quốc gia đích đến. Giá cả phụ thuộc rất nhiều vào quốc gia nguồn và sản phẩm. Giá và nhu cầu ngà voi đã tăng vọt, khiến nó trở thành một thị trường đang phát triển và sinh lợi. Trên toàn cầu, hoạt động buôn bán ngà voi bất hợp pháp trong năm 2014 cao hơn gấp đôi so với năm 2007. Trung Quốc là nước nhập khẩu ngà voi bất hợp pháp lớn nhất, Hoa Kỳ đứng thứ hai.
Với giá rất đắt, những chiếc ngà voi đang trở thành một trong những vật phẩm quý giá nhất trên thế giới. Vào thời điểm năm 2010 giá của 1 kg ngà voi cắt miếng lên tới 1.863 USD. Ngành công nghiệp săn bắn và buôn lậu ngà voi bất hợp pháp hiện có giá trị lên tới hơn 10 tỉ USD mỗi năm. Một chiếc ngà voi lớn có thể mang lại lợi nhuận cho người bán khoản tiền lên tới 6.000 USD. Malaysia, Việt Nam và Hồng Kông là những tuyến trung chuyển với điểm tiêu thụ cuối cùng là Trung Quốc và Thái Lan. Tuy nhiên, trong hai năm, những kẻ buôn lậu đã bắt đầu sử dụng các tuyến đường mới hình thành ở một số quốc gia như Togo và Bờ Biển Ngà như các địa điểm xuất khẩu của châu Phi cùng với Indonesia, Tây Ban Nha, Sri Lanka và Các tiểu vương quốc Ả Rập thống nhất là các điểm trung chuyển mới. Đứng hàng đầu trong số những nước trung chuyển loại hàng này là Nigeria, Kenya, Tanzania.
Theo thông lệ, các thùng chứa ngà voi bất hợp pháp thường được gửi đến Thái Lan hoặc Trung Quốc. Những kẻ săn trộm thường tấn công voi tại một nước rồi vận chuyển ngà voi lậu từ nước láng giềng để trốn tránh luật pháp. Chẳng hạn như 6,5 tấn ngà voi bị thu giữ tại Singapore năm 2002 được vận chuyển từ Malawi, nhưng xét nghiệm DNA cho thấy số ngà voi này có nguồn gốc từ vùng trung tâm Zambia. Ở đất nước Kenya giá 1 kg ngà voi ở các khu chợ đen khoảng 1.800 USD. Mỗi chiếc ngà voi lớn có thể mang lại cho người bán một khoản tiền hấp dẫn 6.000 USD (khoảng 120 triệu VNĐ), đủ để cho một người dân Kenya ăn chơi thỏa thích hàng năm trời. Giá ngà voi có thể lên đến 1.000 USD/pound (1pound=0,45 kg) khiến năm 2011 cũng trở thành năm cao độ nhất của nạn buôn bán bất hợp pháp ngà voi trong 16 năm qua.
Chính phủ Trung Quốc đã từng thúc đẩy hoạt động giao dịch ngà voi bằng việc cấp phép cho các xưởng sản xuất và các nhà bán lẻ. Nước này hiện dự trữ hàng chục tấn ngà voi kể từ khi hoạt động buôn bán sản phẩm này được Công ước Thương mại quốc tế về Các loài quý hiếm và Động thực vật hoang dã cho phép vào năm 2008. Sau đó, Trung Quốc đóng hoàn toàn thị trường ngà voi hợp pháp trong đó, công xưởng thuộc sở hữu nhà nước này là một trong những xưởng chế tác ngà voi lớn nhất Trung Quốc. Vào mùa cao điểm, nơi đây sử dụng hơn 20 nhân công. Cục Quản lý Lâm nghiệp Quốc gia thông báo 67 cơ sở cung cấp ngà voi được cấp phép đã bị đóng cửa, trong đó có 12 nhà máy sản xuất và hàng chục cửa hàng bán lẻ. Số còn lại sẽ bị đóng cửa từ nay tới cuối năm. Thị trường Trung Quốc được cho là một trong những yếu tố chính dẫn tới việc săn trộm voi ở châu Phi. Việc buôn bán ngà voi giữa các nước đã bị cấm từ năm 1990, nhưng nhiều quốc gia, trong đó có Mỹ và Trung Quốc, vẫn cho phép mua bán ngà voi trong nước. Năm 2015, lãnh đạo Trung Quốc và Mỹ đã tuyên bố sẽ cấm gần như hoàn toàn thị trường ngà voi trong nước. Quyết định cấm tất cả hoạt động thương mại và chế tác ngà voi trong năm nay của Trung Quốc được các tổ chức quốc tế hoan nghênh, động thái này sẽ góp phần vào việc bảo tồn voi châu Phi.

### Sừng tê
Tê giác có nhiều loài khác nhau, tuổi thọ chúng trung bình từ 35–50 năm, đây là loài vật sống trên đất liền lớn thứ hai thế giới, con tê giác lớn có thể nặng tới 3,5 tấn. Sừng của tê giác được cấu tạo từ keratin và phát triển suốt đời cũng như móng tay và tóc của con người, nhưng do những ngộ nhận về tác dụng của nó mà giá của sừng tê giác trên thị trường chợ đen đắt hơn vàng. Buôn bán sừng tê giác đã bị cấm trên toàn cầu từ năm 1977 bằng Công ước quốc tế về các động vật và thực vật hoang dã có nguy cơ tuyệt chủng (CITES) nhưng điều đó không ngăn chặn được nạn săn trộm và buôn bán bất hợp pháp. Sừng tê giác vẫn tiếp tục có nhu cầu cao tại một số nơi. Nó được sử dụng trong y học cổ truyền Trung Hoa trong hơn bốn thiên niên kỷ qua. Sự gia tăng các tầng lớp giàu có tại Trung Quốc và Việt Nam làm sống lại nhu cầu về sừng tê giác. 

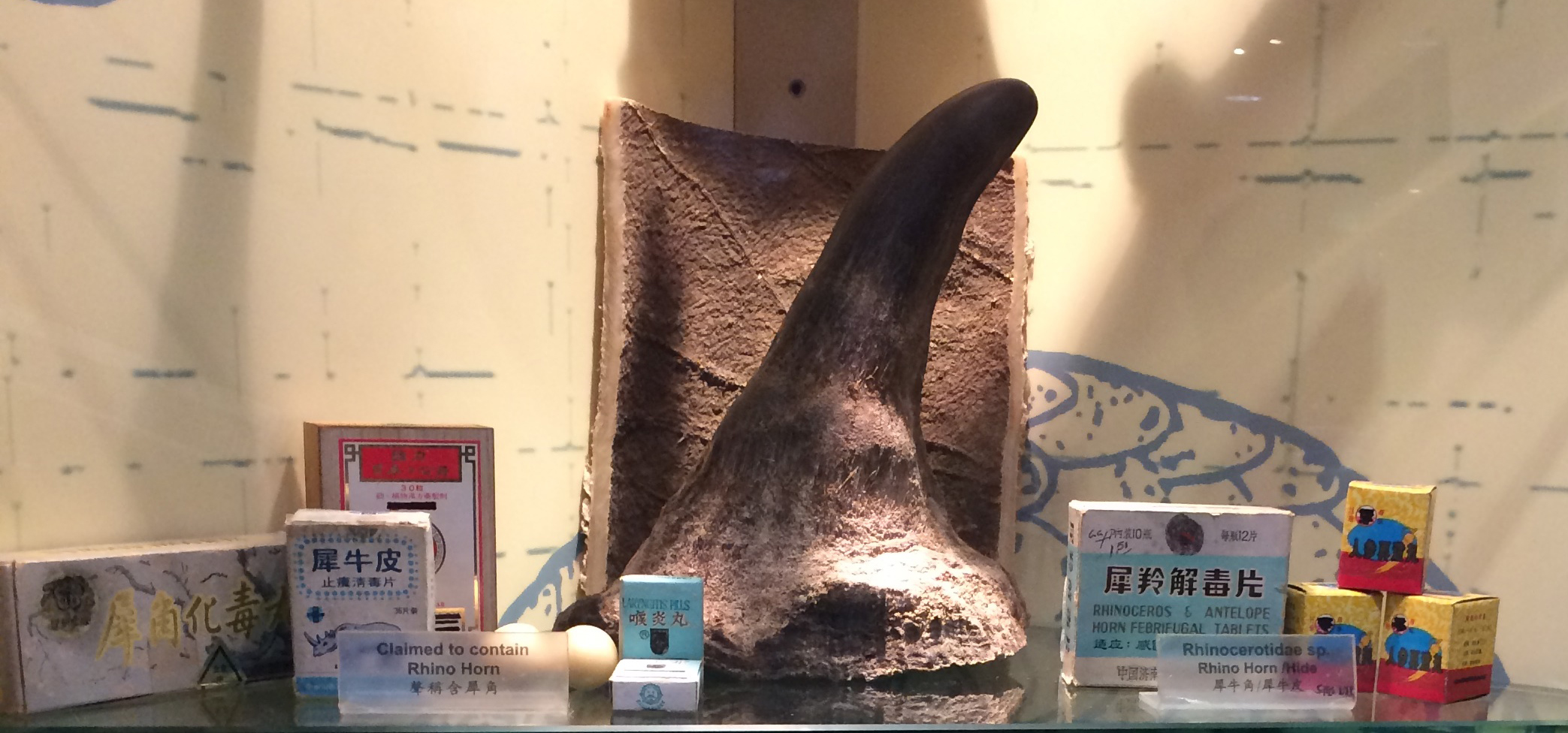
Một sản phẩm sừng tê giác được trưng bày tại Hồng Kông

Sừng tê giác hiện nay có giá trị hơn cocaine, ma tuý vàng, tùy vào nơi được bán, có giá dao động từ 25.000 USD đến 60.000 USD/kg đem đến lợi nhuận cao. Năm 2015, cảnh sát Mozambique đã bắt giữ một nhóm những người đàn ông và tịch thu sừng tê giác, một lượng lớn dollar Mỹ, một lượng nhỏ tiền địa phương, và bốn bao tải gạo của họ để ngụy trang. Được chạm khắc trên những con dao khổng lồ truyền thống gọi là Jambiyas, sừng tê giác có nhu cầu cao ở Yemen trong những năm 1970 và 1980, sừng tê giác thường được sử dụng như tay cầm của dao găm truyền thống ở Yemen gọi là jambiyas. Những con tê giác khổng lồ bất lực và bị cố định trước họng súng săn trước khi sừng của chúng bị cưa ra trong khi vẫn còn sống và có nhận thức. Sau đó chúng bị chảy máu đến chết. Những kẻ săn bắt không muốn giết chúng ngay vì khi một con tê giác chết sẽ kéo theo sự thu hút của loài ăn xác thối và có thể báo động đến các lực lượng kiểm lâm.
Tổ chức bảo tồn quốc tế gọi Việt Nam và Trung Quốc là những nước tiêu dùng sừng tê giác lớn nhất thế giới. Theo tổ chức Traffic, gần 80% sừng tê giác được bán sang Việt Nam, cần rất nhiều năm để thay đổi những quan niệm sai lầm về việc sử dụng sừng tê. Trong mắt người châu Phi, Việt Nam và Trung Quốc là nguyên nhân dẫn đến nạn săn trộm tê giác. Việt Nam được đánh giá là thị trường tiêu thụ sừng tê giác hàng đầu thế giới, ở Việt Nam giá 1 kg sừng tê giác được mua bán có giá khoảng 65.000 USD. Đây là nguyên nhân khiến nhiều băng nhóm tội phạm liều mạng phạm pháp để săn cho bằng được tê giác. Năm 2013, tại Nam Phi, 101 người bị bắt vì săn trộm tê giác thì có tới 77 người Việt Nam. Các băng nhóm tội phạm do người Việt điều hành được xác định là những kẻ tài trợ cho các băng nhóm săn trộm tê giác tại Nam Phi, nơi việc săn bắn hợp pháp loài thú này đã bị khai thác, biến thành cách để có được và buôn lậu sừng tê.
Tại Việt Nam, một số địa phương trở thành điểm nóng về buôn bán trái phép sừng tê giác và ngà voi, các địa bàn này nằm trong đường dây buôn bán trái phép ngà voi và sừng tê giác từ các nước châu Phi trung chuyển qua các nước khu vực châu Á. Riêng năm 2016, toàn ngành Hải quan đã phát hiện và bắt giữ gần 30 vụ vận chuyển ngà voi và các sản phẩm từ ngà voi với tổng số lượng gần năm tấn, cùng hàng tấn tê tê, vảy tê tê, rùa, chân tay gấu, sừng tê giác được nhập lậu về tiêu thụ tại Việt Nam, hoặc trung chuyển sang nước thứ ba. Trên tuyến hàng không, nhiều vụ việc được phát hiện sử dụng thủ đoạn tinh vi, nổi bật trong số đó là các vụ vận chuyển trái phép sừng tê giác. Các đối tượng chủ yếu mua bán sừng tê giác tại châu Phi, sau đó vận chuyển bằng đường hàng không về để buôn bán, vận chuyển trái phép sang các nước lân cận. Phương thức chủ yếu là đựng trong hành lý không có người nhận, gửi trong hàng hoá qua đường chuyển phát nhanh và đựng trong hành lý xách tay của hành khách xuất nhập khẩu, tên hàng khai báo chung chung.

### Cao hổ cốt

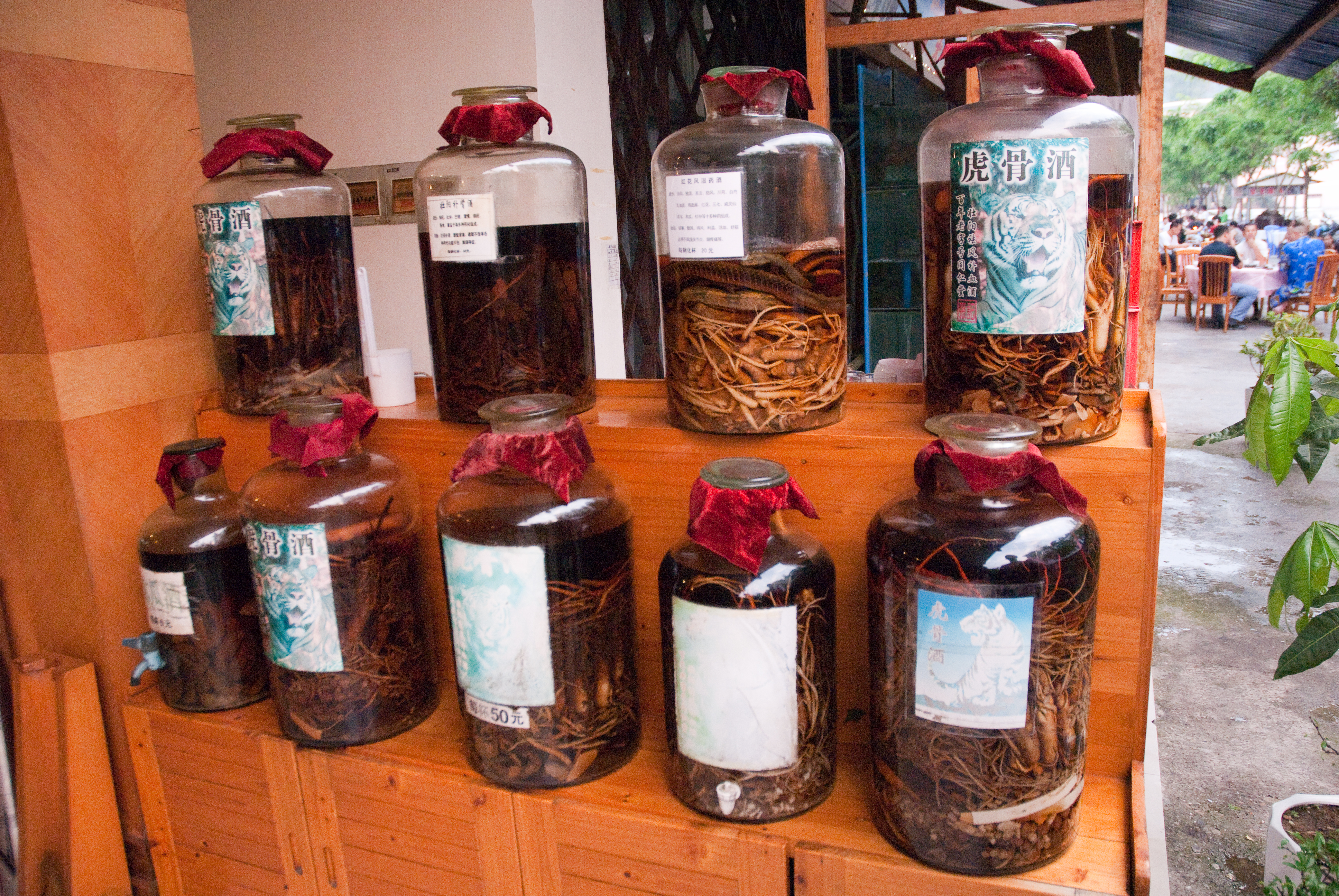
Rượu cao hổ cốt được bày bán ở Miến Điện

Hổ có tuổi thọ trung bình từ 20 – 26 năm. Năm 1990, ước tính có khoảng 100.000 con hổ hoang dã trên toàn thế giới, nhưng đến nay chỉ còn khoảng 3.200 con. Ở Việt Nam hiện nay, số lượng hổ hoang dã chỉ còn năm con. Những giá trị, lợi ích kinh tế từ hổ và các sản phẩm từ hổ như: cao hổ cốt, bộ da hổ, pín hổ, móng, vuốt hổ đã khiến nhiều người nhìn nhận hổ như là một đối tượng kinh doanh, hổ bị buôn bán trái phép chủ yếu sử dụng trong các loại sản phẩm được cho là thuốc như cao hổ cốt, rượu hổ cốt. Thái Lan được xem là một trong những trạm trung chuyển về nạn buôn lậu hổ.
Các khu chợ đen dọc theo biên giới các quốc gia Myanmar - Thái Lan và Myanmar - Trung Quốc là cửa ngõ chết của loài hổ và các loài mèo lớn khác bởi nạn buôn bán bất hợp pháp các bộ phận của chúng đang lộng hành tại đây, các khu chợ đen tại thị trấn Mong La (biên giới Myanmar-Trung Quốc) và tại thị trấn Tachilek (biên giới Myanmar-Thái Lan) là đầu mối tiêu thụ các bộ phận của hổ như da, xương, móng vuốt, dương vật hổ và nanh. Chính phủ Lào cũng thừa nhận một trại hổ gần thị trấn Thakhek (Tà Khẹc), cho đến gần đây, đã giết 100 con hổ một năm cho mục đích thương mại
Tại thị trường chợ đen ở Việt Nam, giá 2,5-3 triệu đồng/kg hổ, còn giá cao hổ cốt lên tới 7-8 triệu đồng/lạng. Bộ xương hổ khô khoảng 15 kg khoảng 450 triệu, nhưng bộ xương sư tử thì chỉ 120 triệu, thậm chí rẻ hơn. Một con hổ nặng 1,6 tạ, lọc được 11 kg xương thành phẩm, thêm 4 cân xương sơn dương và nấu được gần 3 kg cao. Con hổ tròn 500 triệu, công người nấu và gia vị hết gần 100 triệu, tính ra giá thành hiện tại, mỗi lạng cao hổ đã có giá 20 triệu đồng. 20 triệu đồng là cao hổ cốt tự nấu nhưng trên thị trường hiện nay, nhiều người rao bán cao hổ chỉ 7 triệu 1 lạng. Bộ da của một con hổ nuôi nhốt trưởng thành tại Trung Quốc có giá hơn 58.000 USD, giới nhà giàu Trung Quốc đang mua những tấm da để làm thảm và treo tường, uống rượu hổ có giá 500 USD/chai. Xương hổ có giá tương đương với vàng, và một bát súp pín hổ được tin là giúp tăng cường sinh lý ở nam giới có giá hơn 300 USD.
Việc buôn bán xương và các bộ phận cơ thể sư tử giả làm sản phẩm lấy từ hổ đang trở nên phát đạt tại các thị trường Trung Quốc và Đông Nam Á. Đã có những nghi ngờ rằng giới buôn bán đem chào bán xương hổ, nhưng thực ra là giao xương sư tử cho khách hàng, chủ yếu là từ sau khi Trung Quốc cấm việc buôn bán các sản phẩm từ hổ. Cơ quan Điều tra Môi trường đóng tại Anh cho rằng việc xác nhận được đưa ra sau các vụ bắt giữ, tịch thu của chính quyền, và dựa trên những lượng lớn hàng được chào bán trên mạng ở các nước này, với năm vụ tịch thu xương sư tử được giả làm xương hổ để bán tại Trung Quốc và Việt Nam.
Những kết quả trên được đưa ra trước khi có kỳ họp của CITES (Hiệp định quốc tế về kiểm soát buôn bán động vật hoang dã), khai mạc tại Thụy Sỹ cho phép việc buôn bán theo những hạn ngạch nhất định dựa trên các sản phẩm khai thác từ sư tử nuôi nhốt. Nam Phi có một lượng sư tử được nuôi nhốt và được coi là nhà xuất khẩu lớn nhất các bộ phận cơ thể sư tử sang các thị trường Đông Nam Á, nơi chủ yếu là địa điểm trung chuyển sang Trung Quốc. Chính phủ Nam Phi công bố hạn ngạch xuất khẩu 800 bộ xương. Các nhà vận động bảo vệ đời sống động vật hoang dã cho biết việc cho phép bán các bộ phận cơ thể từ sư tử nuôi đang khiến làm tăng việc săn bắn và buôn bán bất hợp pháp hổ, loài động vật đang có nguy cơ tuyệt chủng. Các quốc gia khác ở châu Phi không có hoạt động nuôi nhốt sư tử thì lo ngại rằng, số lượng loài vật này trong đời sống hoang dã cũng có thể bị săn bắn trộm để đáp ứng nhu cầu giả sản phẩm từ hổ.

### Mai rùa

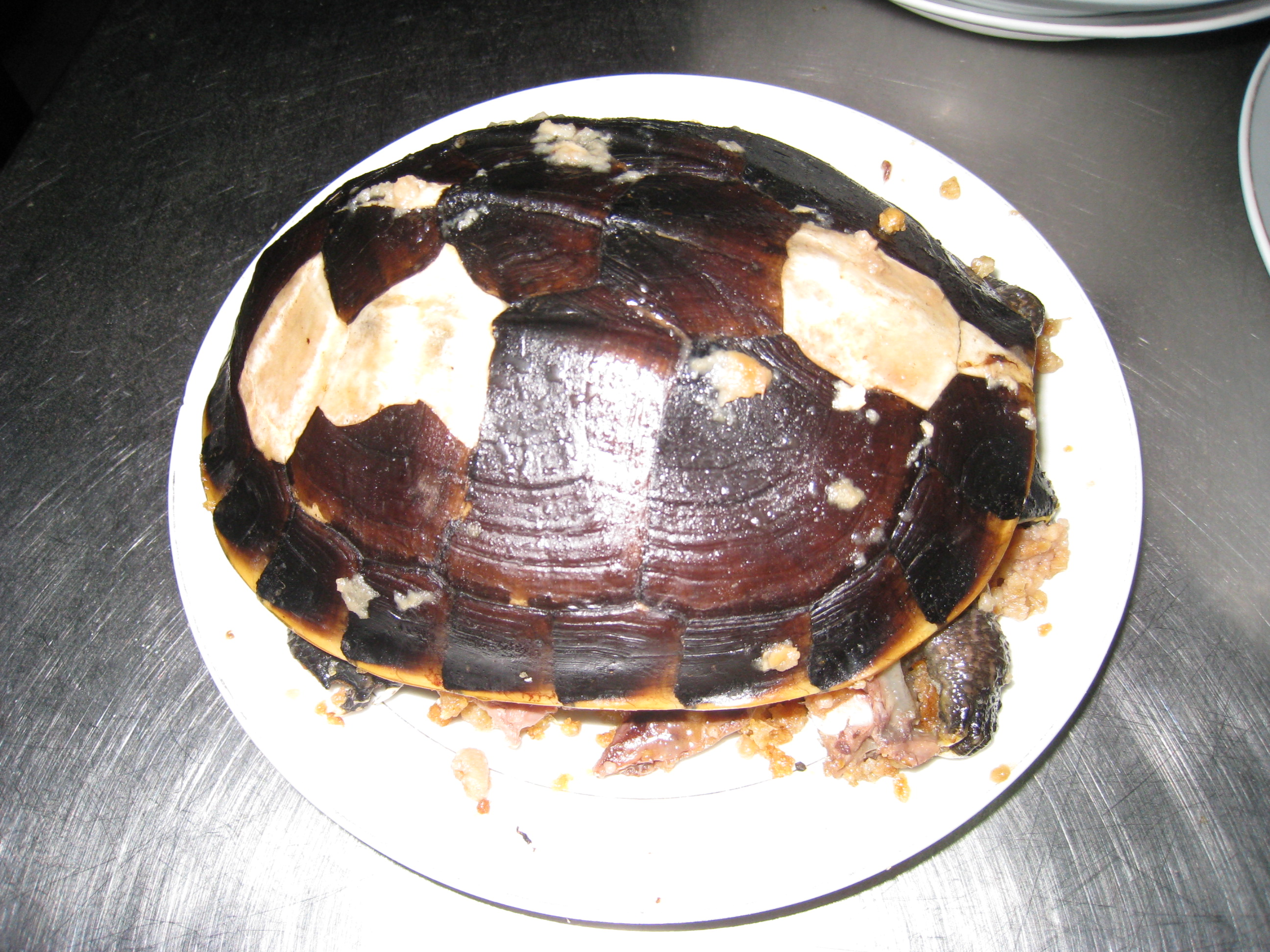
Rùa bị giết thịt ở Cà Mau

Ngoài việc bị săn bắt để làm thức ăn, rùa biển còn được dùng để bào chế các bài thuốc y học cổ truyền, hoặc chế tác làm các mặt hàng xa xỉ. Mai đồi mồi được săn lùng nhiều nhất để chế tác thành đồ trang sức như vòng tay, hoa tai, kẹp tóc, tẩu thuốc lá, quạt hoặc đồ trang trí nội thất và đồ lưu niệm cho khách du lịch. Nhiều người cho rằng thịt rùa có tác dụng làm thuốc bổ, tăng ham muốn tình dục, chữa bệnh huyết áp thấp, trứng rùa được coi là một món ăn cao lương mỹ vị. Ngoài ra mai rùa sử dụng làm đồ trang trí thẩm mỹ với giá gần chục triệu đồng/cái.
Rùa tuyệt chủng nhiều ở Việt Nam chủ yếu do dân bắt bán qua bên kia biên giới, bán cho thị trường Trung Quốc tiêu thụ vì Trung Quốc là cái "cối xay thịt rùa" khổng lồ của Châu Á. Nhiều người vốn không ăn rùa nhưng thấy người Trung Quốc ráo riết thu mua, chế biến đủ các món thập toàn đại bổ, thì cũng đem rùa đi hấp muối, bắt giải khổng lồ xẻ thịt xào giả cầy, sốt vang, cũng xay mai thành bột làm thuốc tráng dương bổ thận. Từng có các thông tin về việc mua bán rùa vàng với giá trên dưới 300-500 triệu đồng/kg đang thu hút sự quan tâm của dư luận. Giá giao dịch các vụ liên quan đến rùa vàng đều dao động từ cả trăm đến ngót nghét cả tỷ đồng. Đầu ra cho số hàng hóa siêu đắt này được cho là từ thị trường Trung Quốc và giới đại gia siêu giàu vốn là những người có thể chịu chi vài trăm triệu đồng cho một bữa nhậu rùa vàng.

### Sừng đỏ

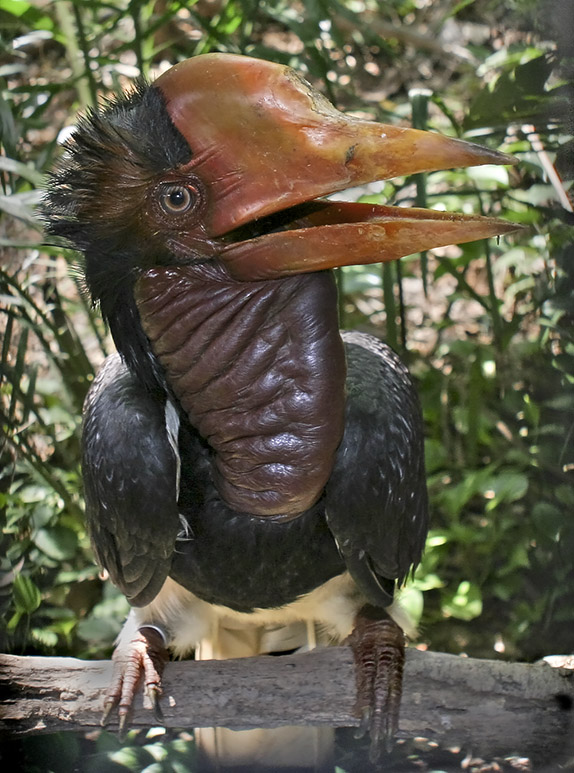
Mỏ sừng của hồng hoàng mũ cát (Rhinoplax vigil)

Chim hồng hoàng mũ cát là nạn nhân mới của buôn bán trái phép xuyên quốc gia các bộ phận động vật hoang dã, loài chim này đang dần bị quét sạch để thỏa mãn sự phù phiếm của con người. Hồng hoàng mũ cát sống trong các khu rừng nhiệt đới ở Indonesia, Malaysia, miền Nam của Thái Lan và cực nam Myanmar. Đây là loài chim lớn, có da trần quanh cổ với màu xanh lam ở con mái, màu đỏ anh đào ở con trống, lông đuôi đen trắng nổi bật, tiếng kêu vang vọng của chúng từng là một âm thanh quen thuộc trong rừng nhiệt đới. Từ năm 2012, những dấu hiệu cảnh báo xuất hiện, chỉ trong năm 2013 đã có đến 6.000 con chim bị bắn chết để lấy sừng ở Tây Borneo. Năm 2015, Tổ chức IUCN đã đưa hồng hoàng mũ cát lên mức gần như tuyệt chủng. Hồng hoàng mũ cát sinh sản rất chậm, sẽ rất khó để khôi phục tình trạng trước đây của chúng và những cây cọ lớn nơi loài chim sinh sống cũng bị chặt bớt để nhường chỗ cho các đồn điền dầu cọ.
Nhu cầu về sừng đỏ của hồng hoàng mũ cát, loài chim sinh trưởng ở Đông Nam Á, đã bùng nổ. Những sản phẩm từ sừng hồng hoàng loài chim này được bán với giá gấp năm lần giá sản phẩm từ ngà voi. Chúng được săn lùng ráo riết trên thị trường chợ đen, và Hong Kong đóng vai trò quan trọng trong thảm kịch đón đợi hồng hoàng mũ cát. Sừng của loài chim này là nguyên do khiến nó bị săn lùng. Phần sừng đỏ kéo dài dọc từ phần trên mỏ đến hộp sọ, được cho là phát triển từ thói quen giao chiến hàng giờ của nó. Một sản phẩm làm từ sừng hồng hoàng mũ cát là tinh xảo. Việc sử dụng sừng hồng hoàng mũ cát đã có từ hơn 2.000 năm trước. Người dân ở Borneo sử dụng vật liệu này để chế tạo đồ trang trí. Khi thương mại giữa Borneo và Trung Quốc bắt đầu vào khoảng năm 700, bộ phận này cũng chứng tỏ giá trị quốc tế. Các ghi chép cho thấy sừng hồng hoàng mũ cát được gửi đi như cống phẩm cho nhà Đường và nhà Minh và tiếp tục được sử dụng phổ biến trong những thế kỷ tiếp theo.
Nhu cầu sử dụng sừng hồng hoàng mũ cát bắt đầu giảm dần vào đầu thế kỷ XX, và ngừng hoàn toàn vào những năm 1950. Nghề thủ công bị mai một và loài chim được tự do phát triển. Nhưng nhu cầu lớn về vật liệu quý này đến từ Trung Quốc, các vụ bắt giữ những sản phẩm từ sừng hồng hoàng mũ cát ngày càng tăng ở Trung Quốc. Các công dân Trung Quốc thường du lịch đến Indonesia để việc buôn bán được dễ dàng hơn, và Hong Kong là điểm trung chuyển chủ chốt. Dù những món hàng có giá đến hàng trăm, hàng nghìn, thậm chí hàng triệu USD, và bất chấp tình trạng nguy cấp của loài chim, các khoản tiền phạt và án phạt đối với việc buôn lậu qua Hong Kong quá nhẹ để hoạt động như một biện pháp ngăn chặn hiệu quả. IUCN đã ước tính rằng hồng hoàng mũ cát chỉ còn ba thế hệ nữa là chạm bờ vực tuyệt chủng. Khi số lượng loài chim này ở Indonesia sụt giảm, việc săn trộm sẽ lan sang Malaysia và Thái Lan. Hy vọng duy nhất hiện giờ của loài chim là các đường dây buôn bán phải bị triệt phá hoàn toàn.

## Tình hình

### Thế giới

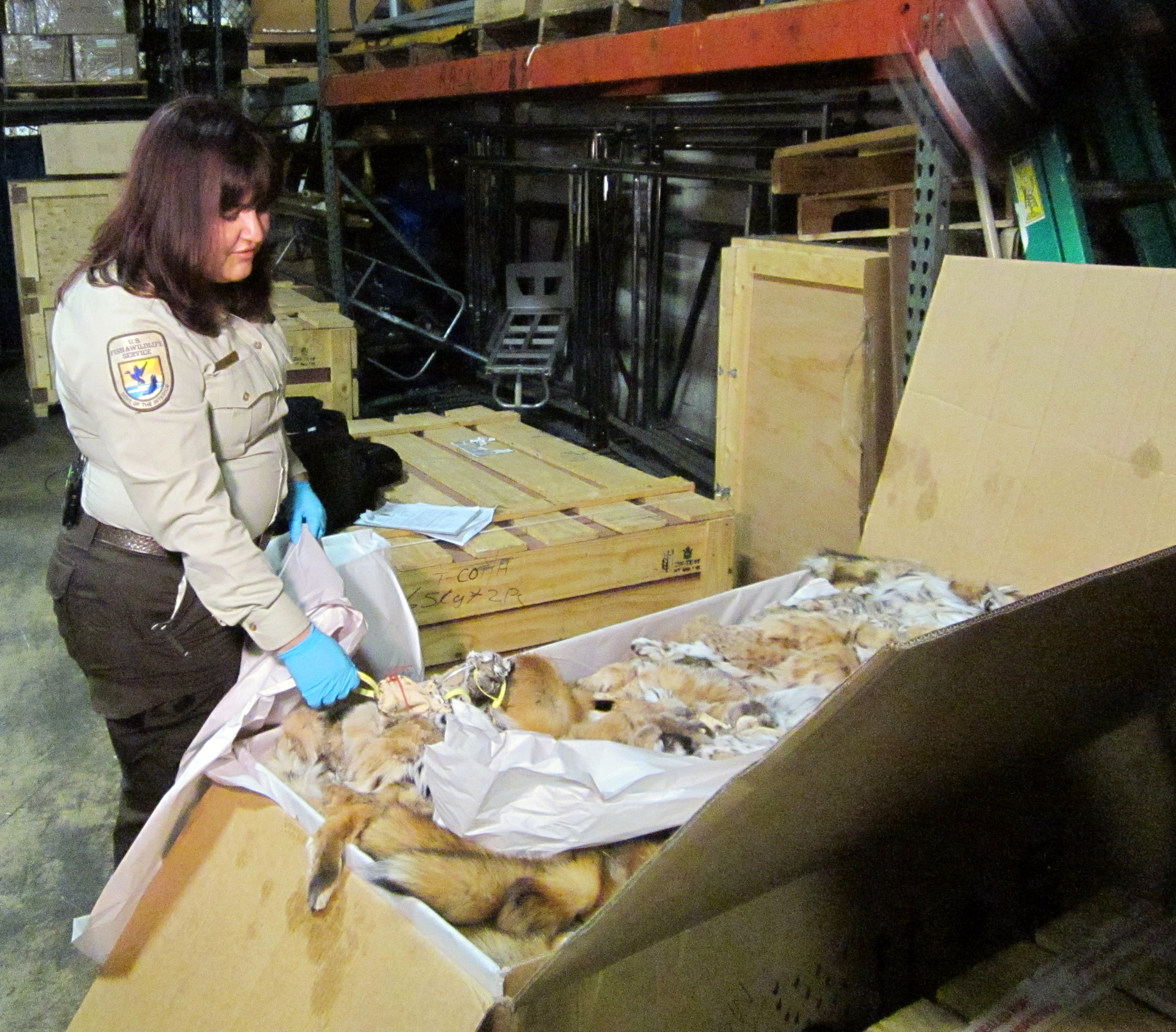
Một nhân viên công quyền phát hiện hàng hóa động vật hoang dã

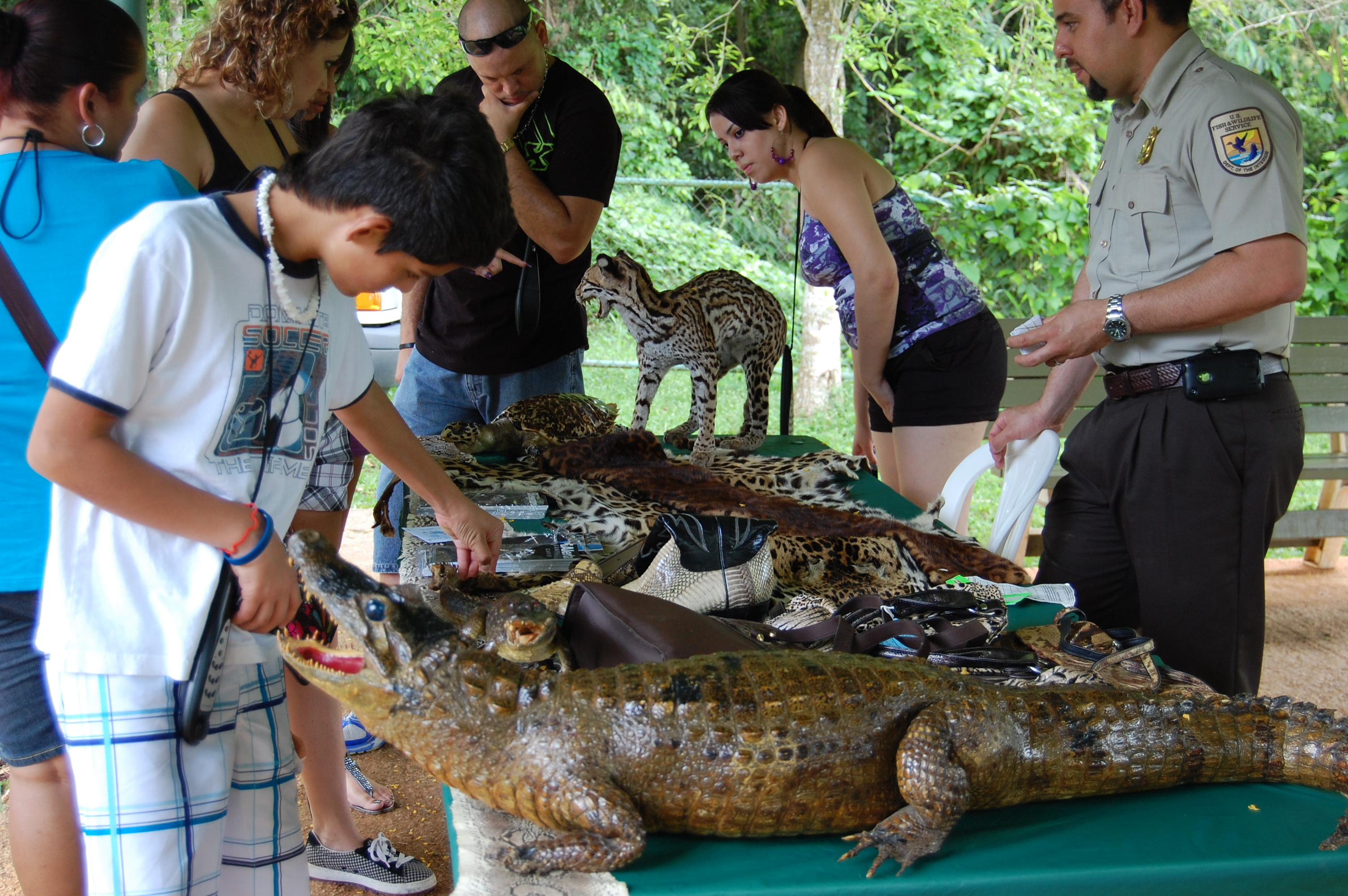
Sản phẩm động vật đang được trưng bày ở Mỹ

Khối lượng buôn bán quốc tế các mặt hàng động vật hoang dã là rất lớn và tiếp tục tăng. Theo phân tích của thống kê hải quan Hệ thống hài hòa năm 2012, nhập khẩu toàn cầu các sản phẩm từ ĐVHD lên tới 187 tỷ USD, trong đó thủy sản chiếm 113 tỷ USD; thực vật và lâm sản 71 tỷ USD; động vật phi thủy sản trị giá 3 tỷ USD bao gồm động vật sống, các bộ phận và các dẫn xuất Tuy nhiên, hoạt động buôn bán loài vật hoang dã trên toàn cầu không được giám sát và tính toán hiệu quả do sự ràng buộc của Hệ thống mã HS được hải quan trên toàn thế giới sử dụng. Phần lớn loài vật hoang dã được nhập khẩu quốc tế chỉ được ghi nhận ở các danh mục chung như sản phẩm động thực vật mà không có chi tiết phân loại nào khác (điều này tương tự như nhập khẩu kim loại mà không ghi nhận dạng nguyên tố của chúng, ví dụ như đồng hoặc sắt).
Người ta ước tính rằng gần 50% sản phẩm thực vật và 70% sản phẩm động vật được nhập khẩu dưới dạng các danh mục chung, ngoại trừ đối với thủy sản (khoảng 5%) do các hiệp định quản lý thủy sản đa phương yêu cầu đánh bắt cá cụ thể về phân loại Nhiều khu vực pháp lý dựa vào Mã HS được công bố của các lô hàng để phát hiện và truy tố hành vi nhập khẩu trái phép động vật hoang dã. Việc thiếu tính cụ thể của mã HS cản trở việc giám sát hiệu quả và truy xuất nguồn gốc buôn bán động vật hoang dã toàn cầu. Ngày càng có nhiều lời kêu gọi cải cách Hệ thống hài hòa để tăng cường giám sát và thực thi buôn bán động vật hoang dã toàn cầu
Hình cảnh Quốc tế (Interpol) ước tính mức độ buôn bán trái phép động vật hoang dã từ 10 đến 20 tỷ USD mỗi năm. Trong khi thương mại mang tính toàn cầu, với các tuyến đường mở rộng đến mọi châu lục, các nhà bảo tồn cho rằng vấn đề nghiêm trọng nhất là ở Đông Nam Á. Ở đó kết nối thương mại với các thị trường trọng điểm Trung Quốc, Hoa Kỳ và Liên minh Châu Âu; thực thi pháp luật lỏng lẻo; kiểm soát biên giới yếu kém; và nhận thức về lợi nhuận cao và rủi ro thấp góp phần vào việc buôn lậu động vật hoang dã thương mại quy mô lớn. Mạng lưới Thực thi Động vật Hoang dã ASEAN (ASEAN-WEN), được hỗ trợ bởi Cơ quan Phát triển Quốc tế Hoa Kỳ và các nhà tài trợ bên ngoài, đã có sự phản ứng trước mạng lưới buôn bán động vật hoang dã bất hợp pháp trong khu vực.
Trung Quốc, Hoa Kỳ và Việt Nam là ba nước tiêu thụ các sản phẩm từ nạn buôn bán trái phép động vật hoang dã hàng đầu thế giới, trong đó, Trung Quốc là thị trường tiêu thụ ngà voi và sừng tê giác lớn nhất thế giới, ước tính 70% sản phẩm ngà voi trên toàn cầu được bán tại Trung Quốc. Indonesia thì đang ở trên tuyến đầu của hoạt động thương mại bất hợp pháp toàn cầu với trị giá ước tính 23 tỷ USD/năm. Thái Lan đang được sử dụng làm điểm trung chuyển, đặc biệt là ngà voi, một chiếc ngà bán ở chợ đen có thể có trị giá lên tới 30.000 đô la. Malaysia là điểm trung chuyển quan trọng của các mạng lưới buôn lậu động vật hoang dã trên toàn cầu, hải quan Hong Kong đã từng phát hiện 7,2 tấn ngà voi trong một chuyến hàng từ Malaysia. Bang Pahang có cuộc bắt giữ liên quan đến hổ lớn nhất trong năm, giá trị gần nửa triệu Ringgit (2,8 tỷ VND) thu hồi được nhiều miếng da hổ, cùng với da, móng và thịt và các phần cơ thể của một số con gấu, một con báo, dê và trăn do 06 người Việt thực hiện, trước đó, Malaysia cũng bắt giữ một người Việt Nam buôn lậu sừng tê giác có trị giá 70.000 đôla.
Theo báo cáo, trong năm 2016, các cơ quan chức năng của Liên minh châu Âu (EU) phát hiện 952 vụ vận chuyển sản phẩm động vật hoang dã bất hợp pháp, tăng 174 vụ so với năm 2011, trong đó có nhiều vụ tại sân bay Heathrow, Anh. Trong kho chứa của sân bay này, có thể thấy các sản phẩm như ngà voi, lông thú và các bộ phận cơ thể từ các loài động vật có nguy cơ tuyệt chủng như hổ, báo, gấu. Hầu hết chúng có nguồn gốc từ châu Á hoặc châu Phi, vận chuyển trái phép tại sân bay Heathrow. Nhiều sản phẩm động vật hoang dã bất hợp pháp được giấu trong túi xách hay hành lý của hành khách. Nhu cầu ngày càng cao tại châu Á đối với các loại sản phẩm trên khiến tê giác và voi châu Phi bị săn trộm, giết hại ngày một tăng trong những năm gần đây.
Vấn đề buôn lậu động vật hoang dã cũng là vấn đề ngày càng cấp bách đối với nước Nga, điều phối viên dự án bảo tồn các loài quý hiếm của WWF Nga, từ Nga giới buôn lậu vận chuyển ra nước ngoài các bộ phận động vật quý hiếm và đang bị đe dọa gồm tay gấu và da gấu nâu, xương và da hổ và báo Ussuri, gạc và nhung hươu nai, xạ hương, trứng cá tầm (Caviar). Việc chuẩn bị và tổ chức buôn lậu mẫu vật động vật hoang dã do các nhóm có tổ chức tham gia, còn khách hàng chủ yếu là công dân Trung Quốc, Việt Nam, Nhật Bản và Hàn Quốc. Để chống lại hiện tượng này, Nga đang hoàn thiện luật pháp của mình, cho phép khởi tố các thành viên của toàn bộ đường dây tội phạm, từ giết hại thú hiếm cho đến mang hàng cung cấp cho người mua.
Điều rất quan trọng là tương tác giữa các cơ quan bảo vệ môi trường và thực thi pháp luật, đang thể hiện đặc biệt hiệu quả ở vùng Viễn Đông Nga. Các quan chức hải quan được phổ biến thông tin chi tiết về những động vật quý hiếm mà giới buôn lậu chuyên buôn bán. Những kẻ buôn lậu tìm đủ mọi cách khác nhau để giấu hàng hóa đặc biệt của mình, và việc sử dụng chó nghiệp vụ trong việc này rất hiệu quả. Nhờ các biện pháp khác nhau, trong đó có việc chống nạn săn trộm thành công, số lượng hổ và báo ở Nga đang được tăng lên. Tuy nhiên, để xóa bỏ tệ nạn này, vẫn còn rất nhiều việc phải làm, trong đó có những vẫn đề có nguồn gốc xã hội và kinh tế sâu sắc tại Nga. 

### Châu Phi
Nhiều loài vật châu Phi bị buôn bán cả trong nước và quốc tế Hệ động vật khổng lồ hấp dẫn nằm trong số các loài thường được buôn bán có nguồn gốc từ lục địa châu Phi bao gồm voi châu Phi, tê tê, tê giác, báo và sư tử. Các động vật khác như kền kền đóng một vai trò quan trọng trong thương mại, cả trong nước và quốc tế. Ở phía bắc Botswana, lượng xác voi được tìm thấy đã tăng khoảng 6 lần trong năm 2014 - 2018 và quốc gia này đã hợp pháp hóa hoạt động săn bắt voi vào tháng 5 năm 2019. Cùng lúc đó, những con voi bắt đầu chết vì một căn bệnh bí ẩn có thể gây nguy hiểm cho con người.
Maroc được xác định là quốc gia trung chuyển động vật hoang dã di chuyển từ châu Phi sang châu Âu do có đường biên giới lỏng lẻo với Tây Ban Nha. Động vật hoang dã có mặt ở các chợ như một đạo cụ chụp ảnh, bán để trang trí, dùng trong y học, bán làm vật nuôi và dùng để trang trí cửa hàng. Một số lượng lớn các loài bò sát được bán ở chợ, đặc biệt là rùa cạn. Mặc dù báo hoa mai rất có thể đã bị khai thác khỏi Ma-rốc, nhưng da của chúng thường xuyên được bày bán công khai như một sản phẩm thuốc hoặc vật trang trí trên thị trường.

### Ở Nam Mỹ
Khối lượng động vật buôn bán tại đây có thể lớn hơn ở Đông Nam Á và hoạt động buôn bán động vật ở Mỹ Latinh cũng khá phổ biến. Trong các khu chợ ngoài trời Amazon ở Iquitos và Manaus, nhiều loại động vật rừng nhiệt đới được bày bán công khai làm thịt, chẳng hạn như chuột lang aguti, lợn cỏ pêcari, rùa, trứng rùa, cá da trơn, v.v. Ngoài ra, nhiều loài được bán làm thú cưng. Việc dân làng dọc Amazon nuôi vẹt và khỉ làm thú cưng là chuyện bình thường. Nhưng việc bày bán những người "bạn đồng hành" này ở các chợ mở thì tràn lan. Để bán chúng, việc bắt linh trưởng con, khỉ đuôi dài, khỉ nhện, khỉ saki, v.v., thường đòi hỏi phải bắn linh trưởng mẹ ra khỏi ngọn cây với  đứa con đang bám vào nó; con non có thể sống sót hoặc không sau cú ngã.
Với dân số ngày càng tăng, những hoạt động như vậy có tác động nghiêm trọng đến tương lai của nhiều loài đang bị đe dọa. Hoa Kỳ là một điểm đến phổ biến của các loài động vật rừng nhiệt đới Amazon. Chúng được buôn lậu qua biên giới giống như cách mà ma túy được buôn bán bất hợp pháp - trong thùng xe hơi, trong vali, trong thùng được ngụy trang thành một thứ khác. Ở Venezuela, hơn 400 loài động vật dính líu đến việc săn bắn tự cung tự cấp, buôn bán trong nước và quốc tế (bất hợp pháp). Các hoạt động này phổ biến và có thể xuất hiện ở nhiều vùng, mặc dù chúng được thúc đẩy bởi các thị trường khác nhau và nhắm đến các loài khác nhau.

### Châu Á
Các trung tâm thương mại đáng chú ý của hoạt động buôn bán động vật hoang dã bao gồm Sân bay Suvarnabhumi ở Bangkok, nơi cung cấp dịch vụ phản lực trực tiếp cho những kẻ buôn lậu đến châu Âu, Trung Đông, Bắc Mỹ và châu Phi. Chợ cuối tuần Chatuchak ở Bangkok là một trung tâm buôn bán trái phép động vật hoang dã nổi tiếng, và việc mua bán thằn lằn, động vật linh trưởng và các loài nguy cấp khác đã được ghi nhận rộng rãi. Các tuyến đường thương mại kết nối ở Đông Nam Á liên kết Madagascar với Hoa Kỳ (để bán rùa, vượn cáo và các loài linh trưởng khác), Campuchia với Nhật Bản (để bán culi chậm làm vật nuôi) và bán nhiều loài cho Trung Quốc.
Bất chấp luật pháp quốc tế và địa phương được thiết kế để trấn áp việc buôn bán, động vật sống và các bộ phận của động vật - thường là những loài có nguy cơ tuyệt chủng hoặc bị đe dọa được bán ở các chợ trời khắp châu Á Động vật bị buôn bán cuối cùng sẽ được coi là chiến lợi phẩm, hoặc nằm trong các nhà hàng đặc sản. Một số được sử dụng trong y học cổ truyền Trung Quốc (TCM). Bất chấp tên gọi, TCM được áp dụng rộng rãi khắp Đông và Đông Nam Á, trong cả cộng đồng người Hoa và người không gốc Hoa.
Hoạt động buôn bán cũng bao gồm nhu cầu về các vật nuôi ngoại lai, đặc biệt là chim và tiêu thụ động vật hoang dã  lấy thịt. Một lượng lớn rùa nước ngọt, rùa, rắn, tê tê và kỳ đà được tiêu thụ làm thịt ở châu Á, trong đó có các nhà hàng đặc sản có động vật hoang dã là món ăn dành cho người sành ăn. Liên quan đến buôn bán vật nuôi ngoại lai, động vật hoang dã bị nuôi nhốt được giữ trong các khu bảo tồn có liên quan đến buôn bán động vật hoang dã bất hợp pháp. Ở Thái Lan, chùa Hổ đã bị đóng cửa vào năm 2016 do bị cáo buộc lén lút trao đổi hổ. 

### Việt Nam
Việt Nam là quốc gia có tính đa dạng sinh học cao, khu hệ động vật Việt Nam ghi nhận với khoảng 10.500 loài động vật trên cạn, có hơn 7.000 loài động vật không xương sống dưới biển. Từ lâu, Việt Nam được xem là thị trường có độ nóng về tiêu thụ động vật hoang dã trong khu vực, là thị trường buôn bán động vật hoang dã, và còn là một điểm chính trên tuyến đường trung chuyển sản phẩm động vật hoang dã tới các nước khác ở châu Á, đặc biệt là tới Trung Quốc, nhiều đối tượng lựa chọn Việt Nam là điểm trung chuyển trên cả ba tuyến đường biển, đường bộ và đường hàng không. Việt Nam đang trở thành điểm nóng về buôn bán và sử dụng sản phẩm từ động, thực vật hoang dã ở Đông Nam Á, là địa bàn trung chuyển lớn trong khu vực về buôn bán các sản phẩm từ động vật hoang dã. Việt Nam vừa là điểm trung chuyển buôn bán ngà voi cho người tiêu dùng ở Trung Quốc và Mỹ để làm đồ trang sức và trang trí nội thất, vừa là nước tiêu thụ sừng tê lớn nhất.
Các quốc gia trong khu vực sông Mekong Mở rộng, kể cả Việt Nam, đã thất bại trong việc đóng cửa các thị trường buôn bán động vật hoang dã. Chính phủ Việt Nam thiếu nỗ lực trong việc ngăn chặn các lực lượng buôn bán và nhập lậu các sản phẩm động vật hoang dã trái phép, diện tích rừng bị thu hẹp do tàn phá, cộng với nạn buôn bán động vật hoang dã phức tạp trên diện rộng dẫn đến số lượng cá thể giảm nhanh chóng, nhiều loài có nguy cơ tuyệt chủng cao, tình trạng khai thác, buôn bán, tiêu thụ động vật hoang dã nguy cấp vẫn diễn ra chưa kiểm soát được và có xu hướng gia tăng. Chương trình giám sát buôn lậu động vật hoang dã quốc tế TRAFFIC cáo buộc Việt Nam thiếu hiệu quả trong việc làm giảm nhu cầu sử dụng sừng tê giác. TRAFFIC cho biết cuối năm 2017 các nước ký Công ước CITES sẽ đánh giá tiến bộ của Việt Nam trong việc giải quyết vấn đề này, và biện pháp trừng phạt thương mại sẽ được áp dụng trên cả nước, nếu các hành động đó được đánh giá là không đạt yêu cầu.
Theo Ủy ban Công lý Động vật Hoang dã (Wildlife Justice Commission-WJC) thì Chính phủ Việt Nam cố tình chưa quyết liệt trong việc triệt phá các đường dây buôn bán động vật hoang dã, dẫu đã được cung cấp đầy đủ những bằng chứng, hồ sơ chi tiết về tình trạng tội phạm nghiêm trọng này và yêu cầu xử lý nghiêm. Tham nhũng là vấn đề lớn trong cả hai đầu của đường dây cung ứng buôn bán bất hợp pháp trong đó, Việt Nam nắm giữ cả hai đầu mua-bán. Việt Nam là nơi có nền văn hóa biếu xén quà cáp, nơi mà sừng tê được đem biếu nhằm tỏ lòng kính trọng hết mực đối với người cao tuổi hoặc người có địa vị cao, các quan chức chính phủ thường bị cho là có nhận những món quà như vậy và là nguyên nhân của việc làm lơ nạn buôn bán động vật.
Các điều tra viên của WJC thu thập đã tiếp nhận một số cáo buộc mạnh mẽ nhắm vào giới chức Việt Nam. Giám đốc Điều hành WJC là Olivia Swaak Goldman cho rằng các bằng chứng gồm cả những nội dung mạnh mẽ cho thấy sự đồng lõa của chính phủ. WJC từng hoan nghênh diễn biến việc tiêu hủy sừng tê giác nhưng cho rằng đây thực ra là kết quả từ áp lực quốc tế mà Việt Nam đang phải đối diện. WJC cũng cáo buộc việc giới chức Việt Nam trong những tháng qua chưa có những vụ bắt giữ mang nhiều ý nghĩa, mà chỉ để nhằm tỏ ra là mình có hành động, đây là một hành động rỗng tuếch. Cho tới nay, Chính phủ Việt Nam đã chưa có hành động nào đáng kể để chặn việc buôn bán động vật hoang dã bất hợp pháp. Những kẻ buôn bán bất hợp pháp hiếm khi bị bắt, các vụ bắt giữ hiếm khi được tiếp tục theo đuổi bằng các việc truy tố, và những kẻ trùm buôn lậu ở cấp cao nhất thì không bị trừng phạt.
Thực trạng đang diễn ra ngày càng nghiêm trọng là nhiều loài động vật hoang dã, quý hiếm, trong đó có loài đang có nguy cơ tuyệt chủng, đã và đang bị săn bắt, buôn bán, xuất khẩu trái phép, thậm chí giết mổ làm món ăn đặc sản tại các nhà hàng, khách sạn, phục vụ thói quen tiêu xài lãng phí của một số người. Do dễ dàng tiêu thụ với thu nhập cao đã tạo ra và kích thích một số người săn bắt, buôn bán trái phép loại hàng này bất chấp các quy định về quản lý bảo vệ và phát triển động vật hoang dã, quý hiếm. Một kilogram xương hổ trên thị trường chợ đen ở Việt Nam có thể bán với giá 5000$, dầu cao hổ được dùng để chữa đau đầu, còn cao hổ cốt ngâm rượu có thể chữa bệnh viêm khớp và tăng lực. Sừng tê giác có nhu cầu cao trong tầng lớp trung lưu ngày càng đông đảo ở Việt Nam, giá mỗi kilogram sừng tê giác ở thị trường nội địa có thể lên đến 60 000$, vì người ta tin rằng nó có thể chữa bệnh ung thư.

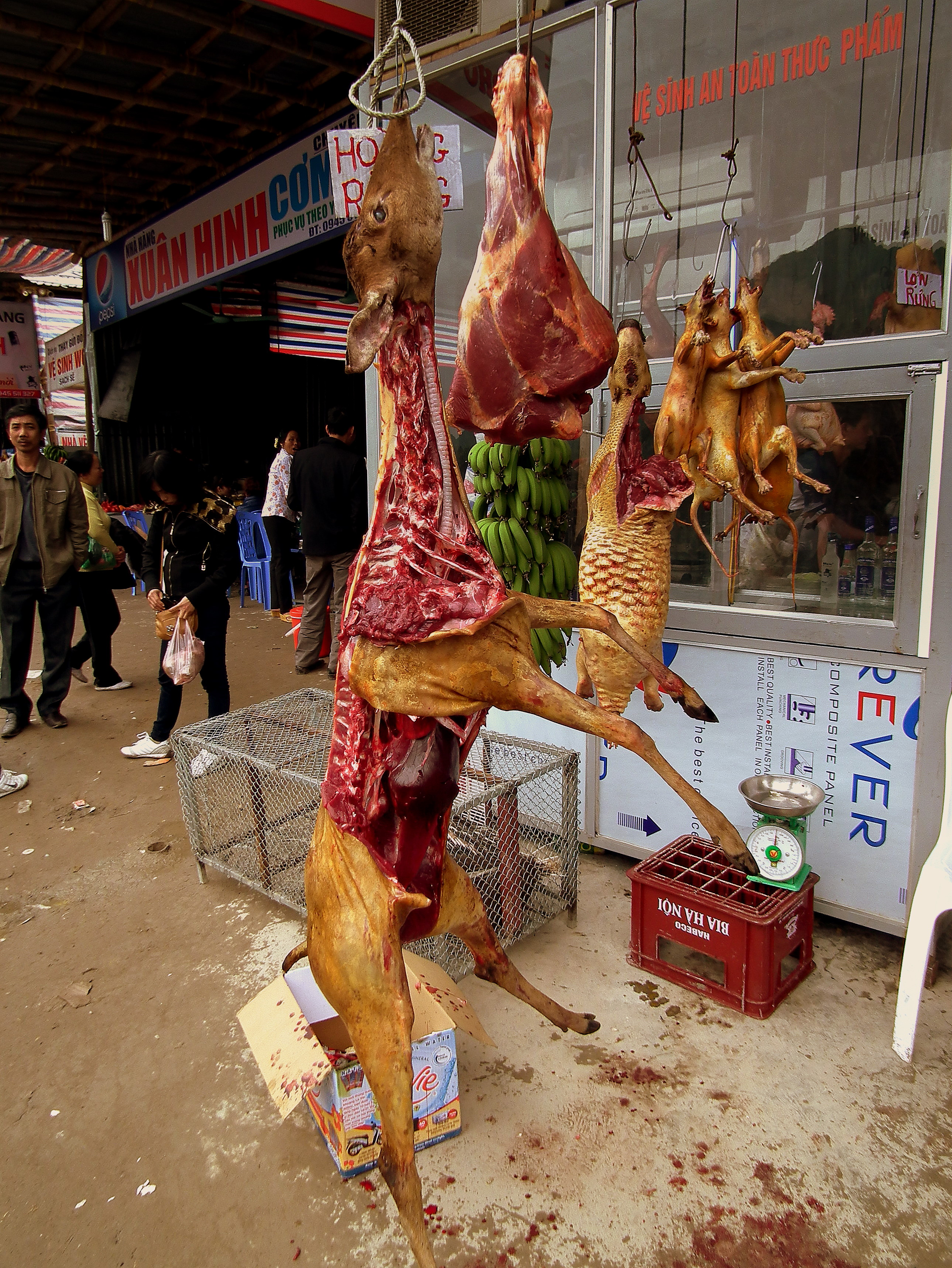
Bày bán công khai những con nai rừng tại Việt Nam

Việt Nam đang phải đối mặt với nhiều thách thức và còn hạn chế trong việc nâng cao nâng lực, hoàn thiện thể chế; điều tra, truy tố tội phạm; thay đổi thói quen tiêu dùng các sản phẩm từ động vật, một trong những nguyên nhân gây nên sự suy giảm các loài nguy cấp ở thời gian qua là do các chính sách, quy định pháp luật chưa đồng bộ, công tác bảo tồn nói chung và bảo tồn loài nói riêng chưa được quan tâm. Việc sử dụng và mua bán sừng tê giác là tội hình sự ở Việt Nam, nhưng nhu cầu tiêu thụ sừng tê rất lớn vì nhiều người xưa nay tin vào công dụng trường thọ của loại sừng quý hiếm này, việc xử phạt loại tội phạm này chưa đủ sức răn đe. Vấn đề bảo vệ các loài hoang dã, nhất là các loài nguy cấp, quý, hiếm còn có sự chồng chéo về phân quyền, trách nhiệm quản lý, nhiều đối tượng đã lợi dụng việc gây nuôi thương mại để thực hiện buôn bán động vật trái phép, việc thắt chặt quản lý trong vấn đề này là cần thiết.
Tình hình buôn lậu, vận chuyển trái phép ngà voi, sừng tê giác đang diễn biến theo xu hướng ngày càng nghiêm trọng, phức tạp. Đối tượng phạm tội rất đa dạng, bao gồm cả người Việt Nam và người nước ngoài. Việt Nam nghiêm cấm buôn bán động vật hoang dã và các chế xuất từ chúng, điều đó là trái với pháp luật Việt Nam và công ước quốc tế nhưng kết quả không thể được gọi là khả quan. Việc buôn bán bất hợp pháp sừng tê giác và ngà voi vẫn đang công khai tiến hành tại các thị trường động vật hoang dã và trên Internet như chưa có một trường hợp nào truy tố người bán sản phẩm này. Sau vụ con tê giác một sừng Việt Nam (tê giác Yavanski) cuối cùng đã chết tại Việt Nam năm 2010, sừng của nó bị cưa cụt. Gần 200 000 người ký đơn kiến nghị lên chính phủ Việt Nam đòi phải có biện pháp cụ thể để chống nạn săn bắn trộm tê giác và voi. Kiến nghị này được đệ trình lên Thủ tướng Chính phủ trong một cuộc hội nghị quốc tế về buôn bán động vật hoang dã tại Hà Nội.
Chỉ trong 5 năm đã xảy ra 5.376 vụ buôn bán động vật hoang dã, bình quân mỗi năm xảy ra khoảng 1.095 vụ, số động vật rừng hoang dã và động vật rừng nguy cấp, quý hiếm tịch thu từ các vụ vi phạm bị phát hiện ở Việt Nam trong 5 năm qua khoảng gần 60 nghìn con các loại. Số liệu này chưa đầy đủ vì thực tế còn nhiều vụ buôn bán, vận chuyển trái phép động vật hoang dã chưa bị phát hiện, bắt giữ. Năm 2017, Việt Nam đã bắt giữ được 483 vụ buôn bán, vận chuyển trái phép động vật hoang dã, tịch thu 11.554 cá thể và 10.125 kg động vật hoang dã. Buôn bán ngà voi ở Việt Nam cũng đang nở rộ, bất chấp lệnh cấm được ban hành từ năm 1990, thỉnh thoảng cảnh sát Việt Nam lại bắt giữ lô ngà voi lớn, trong tháng 10 năm 2016, đã bắt 3 lô hàng lậu lên đến 3,3 tấn ngà voi.
Trước tình trạng vận chuyển, buôn bán, tàng trữ đang diễn biến phức tạp, dư luận cho rằng mức xử phạt cho các đối tượng này chưa tương xứng với hành vi phạm tội với những mức phạt nhẹ. Trong thời gian từ năm 2009 đến 2013, số vụ án được khởi tố điều tra và truy tố về tội vi phạm các quy định về bảo vệ động vật thuộc danh mục các loài nguy cấp, quý hiếm được ưu tiên bảo vệ lên tới con số gần 500 vụ, với gần 750 bị can. Từ năm 2015-2017, Tòa án đã thụ lý 231 vụ/339 bị cáo vi phạm quy định về bảo vệ động vật hoang dã, động vật nguy cấp quý, hiếm. Trong đó, chỉ có tám bị cáo bị phạt tù 3-7 năm, 96 trường hợp tù từ ba năm trở xuống. Các vụ việc còn lại đối tượng phạm tội chỉ bị phạt tiền, cải tạo không giam giữ hoặc tù giam nhưng cho hưởng án treo những hình phạt được đánh giá là chưa đủ sức răn đe và cũng không gây tổn thất nhiều so với món lợi khổng lồ từ buôn bán động vật hoang dã.
Trong những năm gần đây, Nghệ An nổi lên là điểm nóng về trung chuyển hổ từ nước ngoài về, đặc biệt là từ Lào qua cửa khẩu Cầu Treo (Hà Tĩnh). Từ Nghệ An, hổ được vận chuyển trái phép tới nhiều tỉnh, thành trên cả nước, các đối tượng khai nhận nguồn gốc hổ được vận chuyển chủ yếu từ Lào về Nghệ An rồi đưa đi nơi khác tiêu thụ, lực lượng chức năng Nghệ An đã thu giữ nhiều cá thể hổ lớn được người dân nuôi nhốt ngay trong nhà trong suốt thời gian dài. Công an Nghệ An bắt giữ vụ buôn bán, tàng trữ trái phép gần 500 kg động vật hoang dã quý hiếm. hát hiện 4 tủ đông lạnh chứa nhiều động vật hoang dã đã chết. Số động vật trong các tủ đông lạnh gồm: 51 con khỉ, 12 con chồn (4 con chồn bay) và một con mèo rừng thộc nhóm 1B; 14 chân lợn rừng, 2 đầu lợn rừng, hầm phía sau nhà, lực lượng chức năng thu giữ thêm hai con khỉ còn sống được nuôi nhốt. Số động vật hoang dã có tổng trọng lượng gần 500 kg, đượng sự mua số động vật hoang dã từ người dân địa phương sau đó xẻ thịt bán cho các nhà hàng đặc sản.

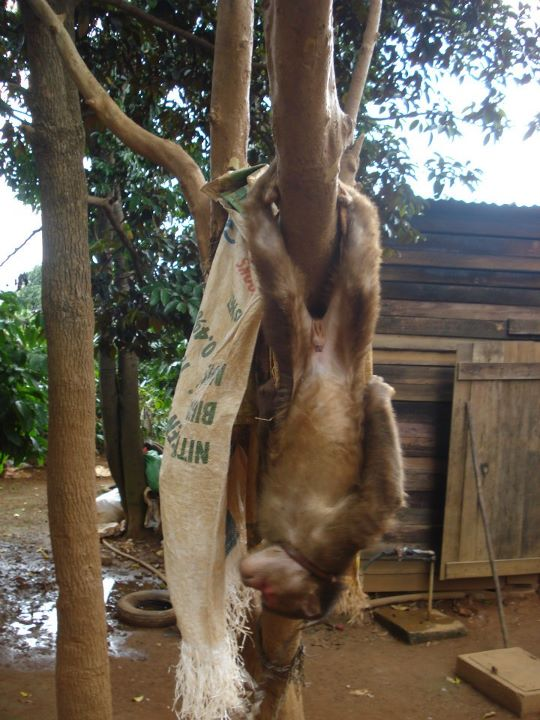
Một con khỉ bị giết thịt ở Việt Nam năm 2012

Ở Việt Nam, có nghi án ngà voi, sừng tê giác hàng chục tỷ đồng tuồn về Việt Nam, gồm hơn 65 kg sản phẩm động vật hoang dã nghi là sừng tê giác và ngà voi. Trong đó có 18 khúc ngà động vật trọng lượng trên 60 kg và 3 sừng động vật. Giá chợ đen mỗi gram sừng tê giác có thể lên tới 133 USD (hơn 2,8 triệu đồng). Trong khi đó giá một kg ngà voi là 2.100 USD (gần 46 triệu đồng). Như vậy, nếu lô hàng trót lọt thì sẽ có giá trị đến hàng chục tỷ đồng. Vụ gần 1,5 kg sừng tê giác được cưa nhỏ, quấn trong bao nylon nhét sâu vào đầu con tôm hùm đông lạnh đưa về Việt Nam qua đường hàng không hay vụ có hơn 45 kg ngà voi và sản phẩm được chế tác được vận chuyển từ châu Phi, trị giá khoảng 5 tỷ đồng. Vụ 700 kg ngà voi có giá gần 30 tỷ đồng bị phát hiện trong các khúc gỗ theo tàu về cảng Cát Lái là lô ngà voi thứ tư bị bắt giữ trong vòng một tháng, hàng trăm ngà voi được giấu trong các khúc gỗ rỗng ruột rộng 30–40 cm, dài hơn 2 m và được chèn chặt bằng mùn cưa, các khúc gỗ không có bất kỳ dấu hiệu bất thường, số ngà voi được tìm thấy nặng khoảng 700 kg, ước tính giá thị trường gần 30 tỷ đồng.
Vụ hơn 500 khúc ngà voi trong những thùng hoa quả, đang được vận chuyển về Hà Nội tiêu thụ. Vụ nhân viên kho tang vật Cục Hải quan Hà Nội cùng đồng phạm đánh tráo đồ giả, rút ruột ngà voi thật bán thu gần 3 tỷ đồng với gần 240 kg ngà voi và hơn 6 kg sừng tê giác, bán thu lời bất chính tổng cộng gần 3 tỷ đồng. Vụ gần 3 tấn ngà voi, vẩy tê tê giấu trong hơn 500 thùng đầu cá được gói kỹ, giấu trong lõi các thùng hàng đông lạnh tạm nhập tái xuất, lần 3 tấn ngà voi và vẩy tê tê, khi tái xuất hàng hóa tại cửa khẩu ở tỉnh Lạng Sơn, lô hàng là đầu cá vược đông lạnh, tổng trọng lượng gần 29 tấn với gần 1.300 thùng. Qua kiểm tra nhà chức trách Quảng Ninh phát hiện trong 105 thùng hàng có lẫn 410 khúc hình trụ (860 kg) được xác định là ngà voi; hơn 430 thùng hàng có lẫn khoảng 2 tấn vẩy tê tê, gần 3 tấn ngà voi, vẩy tê tê này được đóng gói trong các túi nilon trắng và bao tải dứa, giấu ở giữa các thùng hàng.
Kết quả điều tra về các hoạt động bất hợp pháp tại làng Nhị Khê, nằm cách Hà Nội chừng 20 km về phía nam, được trình bày chi tiết và những bằng chứng rõ rệt, tại phiên điều trần đặc biệt ở The Hague, Hà Lan, Ủy ban Công lý Động vật hoang dã đã gọi ngôi làng này là siêu thị buôn bán bất hợp pháp động vật hoang dã. Đường dây Nhị Khê liên quan tới việc buôn bán, vận chuyển trái phép các bộ phận cơ thể và các sản phẩm từ tê giác, voi và hổ trị giá 53,1 triệu đôla Mỹ và nhiều loại động vật quý hiếm khác, với sự tham gia của 51 thành viên, và khách hàng tiêu thụ được xác định là từ Trung Quốc. Riêng Nhị Khê có lượng sản phẩm liên quan tới 579 con tê giác bị buôn bán bất hợp pháp, tương đương với gần 50% tổng số tê giác bị săn bắn trộm tại Nam Phi trong năm 2015. Bên cạnh đó, lượng hàng mà WJC điều tra được cho thấy có liên quan tới 907 con voi và 225 con hổ. Các tay buôn lậu Nhị Khê chủ yếu dựa vào Facebook để bán các sản phẩm ngà voi, thậm chí cả ngà nguyên chiếc và cao hổ cốt. Facebook chủ yếu phục vụ khách tiêu thụ lẻ nội địa hoặc ở các nơi khác tại đông nam Á. Còn việc buôn bán số lượng lớn cho các đầu mối Trung Quốc được thực hiện thông qua WeChat.
Vụ Công an tỉnh Hưng Yên bắt giữ 116 con tê tê tại xã Mễ Sở, huyện Văn Giang và giám định 116 con tê tê có tổng trọng lượng 530 kg là loài tê tê Java, nằm trong danh sách loại động vật quý hiếm ưu tiên được bảo vệ và đã chuyển 116 con tê tê cho Trung tâm Cứu hộ Động vật Hoang dã, thuộc Vườn Quốc gia Cúc Phương chăm sóc, điều tra vụ việc để truy bắt các đối tượng buôn bán trái phép những con tê tê này. Vụ cơ quan chức năng tiêu hủy bốn cá thể chim cú và chim diều hoa quý hiếm nhưng không rõ nguồn gốc và mang bệnh khi bao dứa có chứa bốn con chim màu nâu, trong đó có hai con chim cú và hai con chim diều hoa với tổng trọng lượng 2,5 kg. chim cú và chim diều hoa là những giống chim quý, hiếm đã bị cấm khai thác và cần được bảo vệ vẫn phải tiêu hủy bốn cá thể chim trên dù đó là giống chim quý, hiếm và trong danh sách cần được bảo vệ, cấm khai thác. Chi cục Thú y đã có thông báo bốn cá thể chim này mang mầm bệnh nên không thể thả chúng về khu bảo tồn thuộc thôn Đồng Sơn, xã Kỳ Thượng, huyện Hoành Bồ, Quảng Ninh để tránh lây dịch bệnh cho các loài khác. Cơ quan chức năng đã hoàn tất hồ sơ, cho khám dịch bệnh bốn cá thể chim và có yêu cầu tiêu hủy vì mang dịch bệnh.
Khánh Hòa đã có sự ra quân quyết liệt của lực lượng chức năng và các địa phương, nạn săn bắt động vật hoang dã đã chững lại. Năm 2015, trên địa bàn tỉnh phát hiện và xử lý 2 vụ vi phạm về động vật hoang dã, tịch thu 42 kg mai và yếm rùa khô, tiêu hủy 18 kg động vật rừng (7 cá thể Don). Từ đầu năm 2016 chưa phát hiện vụ vi phạm nào về động vật hoang dã. Chi cục Kiểm lâm còn phối hợp với các cơ quan chức năng thả động vật hoang dã về rừng, tái tạo nguồn gen. Tuy vậy, Rừng ngày càng thu hẹp, nạn phát nương làm rẫy vẫn tồn tại làm môi trường sống của động vật rừng bị phá vỡ. Cùng với đó là nạn săn, bắt, bẫy khiến cho động vật rừng ngày càng suy giảm về số lượng. Trong khi ý thức của người dân chưa cao thì nhu cầu thực phẩm động vật rừng ngày càng tăng, dẫn tới áp lực cho công tác bảo tồn, khu vực bán đảo Hòn Hèo vẫn chưa chính thức có cơ chế bảo vệ như rừng đặc dụng. Bên cạnh đó, công tác gây nuôi, sinh sản động vật hoang dã còn mang tính tự phát, chạy theo thị trường, hạn chế về kỹ thuật nuôi và kiến thức phòng ngừa dịch bệnh nên chưa thể là đối trọng để giảm nhu cầu săn bắt động vật hoang dã. Bên cạnh đó, Khánh Hòa cũng chưa thành lập được tổ chức cứu hộ động vật hoang dã, lực lượng kiểm lâm cũng chưa được trang bị kiến thức cứu hộ nên công tác bảo tồn gặp nhiều khó khăn.
Công an huyện Thạch Thất đã ra quyết định khởi tố vụ án hình sự với bị can tại xã Phụng Thượng (huyện Phúc Thọ, Hà Nội) vì vi phạm các quy định về bảo vệ động vật thuộc danh mục loài nguy cấp, quý, hiếm được ưu tiên bảo vệ. Công an Hà Nội, phối hợp với Công an Thạch Thất phát hiện, bắt quả tang đối tượng đang vận chuyển 6 bao tải, khoảng 150 kg rắn hổ mang chúa, với 31 con, trên chiếc xe ô tô, đây là loài động vật rừng quý hiếm, nghiêm cấm nuôi nhốt, săn bắt, mua bán, giết mổ. Công an quận Đống Đa đã bắt một người ở Phụng Thượng, Phúc Thọ, Hà Nội về hành vi vận chuyển năm con rắn hổ mang chúa, nặng tổng cộng 26 kg đã mua số rắn này tại những gia đình ở làng, bán lại cho người Thanh Hóa, chở số rắn bằng xe máy đến Đê La Thành giao hàng thì bị bắt quả tang. Năm 2009, Công an Hà Nội bắt giữ hai đối tượng vận chuyển hai con rắn chúa trên đường Huỳnh Thúc Kháng. Một con nặng 10,2 kg, một con nặng 7 kg. Hai người đã vận chuyển rắn từ cụm 3, Phụng Thượng để giao cho một người phụ nữ ở đường Huỳnh Thúc Kháng. Khi chưa kịp giao hàng thì đã bị bắt.